# Gabon
République gabonaise
Le Gabon, en forme longue la République gabonaise, est un pays situé en Afrique centrale, traversé par l'équateur, frontalier à l'est, au sud-est et au sud de la république du Congo, au nord-nord-ouest de la Guinée équatoriale et au nord du Cameroun.
Ce qui est aujourd'hui le Gabon est colonisé par la France et intégré à la colonie du Congo français en 1882. Le territoire devient une colonie distincte en 1906 et obtient son indépendance en 1960 sous la présidence de Léon Mba, qui gouverne le pays jusqu'à sa mort en 1967. Son vice-président, Omar Bongo, lui succède et déclare le Parti démocratique gabonais (PDG) parti unique en 1968. Bien que le multipartisme soit instauré au début des années 1990, le PDG reste toujours le parti dominant tandis que Bongo se maintient au pouvoir jusqu'à sa propre mort en 2009. Son fils, Ali Bongo, devient alors le nouveau président, et gouverne le pays jusqu'à son renversement par le coup d'État de 2023.
C’est un pays forestier où la faune et la flore sont encore bien conservées et protégées dans treize parcs nationaux dont le parc national de la Lopé et celui d'Ivindo, inscrits au patrimoine mondial de l'UNESCO.
Une faible population, d'importantes ressources forestières et un pétrole abondant ont permis au Gabon d'être l'un des pays les plus prospères d'Afrique. Le pays affiche l'indice de développement humain le plus élevé d'Afrique subsaharienne selon l'Organisation des Nations unies, disposant du deuxième revenu par habitant le plus élevé derrière la Guinée équatoriale et devant le Botswana. Le produit intérieur brut a augmenté de plus de 6 % par an pour la période 2010-2012. Cependant, du fait de grandes inégalités dans la répartition des revenus, une proportion importante de la population reste pauvre.
La langue officielle est le français. La quasi-totalité des habitants sont membres des groupes ethniques bantous. Le christianisme est la religion la plus pratiquée.

## Histoire

### Histoire géologique et paléontologique
Le Gabon recèle les traces d'organismes multicellulaires les plus anciens connus à ce jour[Quand ?]. Elles remontent à 2,1 milliards d'années et ont été découvertes dans le Francevillien de la région de Franceville en 2008,,. En juin 2014, le Centre national de la recherche scientifique annonce la découverte de nouveaux fossiles macroscopiques d'une taille allant jusqu'à 17 cm et confirme l'âge du gisement fossile à 2,1 milliards d'années.

### Préhistoire et protohistoire
Il existe des traces d'un peuplement préhistorique du Gabon remontant à 400 000 ans et se poursuivant jusqu'à l'âge du fer. Les Pygmées actuels, qui seraient issus de ce peuplement, sont les premiers habitants connus de ce qui est actuellement le Gabon. Chasseurs-cueilleurs, ils s'installent environ 5 000 ans avant notre ère. Une vague de peuplement bantoue leur succède. Les Bantous étant eux-mêmes partis il y a 5 000 ans de la zone sahélienne en voie d'assèchement, leur expansion vers le sud et l'est date d'environ 1 000 ou 2 000 ans avant notre ère,. À la différence des Pygmées, les peuples bantous sont semi-sédentaires et pratiquent l'élevage ; ils maîtrisent aussi la métallurgie dès le ier millénaire av. J.-C. Arrivés au Gabon, ils trouvent donc un peuplement pygmée sur place.
En 2021, des pierres taillées découvertes sur le site d'Elarmékora sont datées indirectement d'au moins 650 000 ans. La datation repose sur celle des échantillons de sol prélevés depuis la surface jusqu'à la strate où se trouvaient les pierres, datés par les nucléides cosmogéniques aluminium 26 et béryllium 10.

### Peuplement du Gabon
Les Mpongwes s'installent au Gabon à la moitié du XIe siècle dans la zone de l'actuelle province de l'Estuaire,. 
Le XVIe siècle voit l’arrivée d'autres peuples bantous, notamment les Galoas, Nkomis et Orungu. 
Au Sud-Ouest s’installent les Bapunus, et à l’extrémité du sud-ouest les Nzébis, Obambas et Batékés. 
Au XVIIIe siècle, dans le nord s’intalle le peuple Fang et dans le sud se sont installés les Bakotas et les Kweles.
À l’époque pré-coloniale, le Gabon est constitué de petits royaumes tribaux, avec une partie du pays qui est subordonnée au Royaume du Kongo.

### Arrivée des Européens
En 1472, les Portugais furent les premiers européens à pénétrer la province de l’Estuaire du Gabon. 
Le littoral gabonais retint particulièrement l’attention des explorateurs portugais du fait de sa proximité avec Sao Tomé, qui était le principal centre des activités portugaises dans le Golfe de Guinée.
Dès lors, ce rivage entra dans le circuit du commerce de « troque » de la Côte occidentale d'Afrique.
Le nom Gabon tire son origine du mot "Gabão" qui signifie caban en portugais, en référence à la forme de l’Estuaire situé près de l’actuelle Libreville. Cependant, le Dictionnaire de l’Origine des noms et surnoms des pays africains africains d'Arol Ketchiemen n’exclue pas l’hypothèse que le nom Gabon ait été emprunté aux populations côtières locales. 
Du XIVe à la moitié du XVIIIe siècle, les chefs des tribus côtières et îles environnantes du Gabon vont entretenir des relations diplomatiques et commerciales avec les Européens. Les côtes gabonaises devinrent un carrefour commercial fréquenté par les négriers européens, notamment les Portugais, Français, Hollandais, Espagnols et Anglais. 
Ils se livreront par la suite à la traite négrière, en commerçant notamment avec les Mpongwes, établis dans l'Estuaire du Komo ainsi que les Orungus présents dans le delta de l'Ogooué. 
Les esclaves sont d'abord destinés aux plantations de canne à sucre de São Tomé avant le commerce triangulaire. 
Durant cette période, qui s'étend jusqu'au XIXe siècle, les Européens ne cherchent pas à pénétrer le pays; ils établissent des comptoirs et des fortins dans la zone littorale et les relations avec l'intérieur du pays passent par les peuples côtiers,.

### Colonisation française
Après la signature d’un traité en 1839 entre Édouard Bouët-Willaumez et le Roi Denis, la France va progressivement occuper le Gabon. Les explorateurs commencent à pénétrer l’arrière-pays (tels le Franco-Américain Paul Belloni Du Chaillu, qui donnera son nom au massif du Chaillu, ou Pierre Savorgnan de Brazza qui remonte le cours de l'Ogooué en 1874, puis 1876-1878 et 1879-1882).
En 1886, le Gabon devient une colonie française. 
2 ans plus tard, le Gabon va fusionner avec le Congo pour donner le Gabon-Congo. Puis en 1898, le Gabon-Congo prendra l’appellation de Congo français. 
À la suite d'un décret du 29 décembre 1903, le Gabon redevient une colonie distincte des autres colonies du Congo français. 
En 1910, le Gabon et le Congo sont intégrés dans l'Afrique-Équatoriale française (AEF).
À la suite de l’accord franco-allemand de 1911, conclu dans le contexte de la crise d’Agadir, le territoire gabonais va connaître sa première troncature. Le Gabon va être dépossédé de certains territoires dans le Woleu-Ntem, notamment l’Okano et du Ogooué-Ivindo (Mvoung) qui passeront sous occupation allemande pour faire partie intégrante du Neu Kamerun. Les autres régions et unités administratives demeureront inchangées. 
En 1916, l’administration coloniale française va réorganiser le territoire gabonais. Les unités administratives vont diminuées, passant de 22 à 16. C’est à cette période que des dénominations de provinces comme le Moyen-Ogooué et Haut-Ogooué vont apparaître. 
À la suite de la défaite de l’Allemagne en 1916, la province du Woleu-Ntem va être réintégrée au Gabon tandis que les départements  de Kouilou et Niari seront définitivement rattachées au Moyen-Congo. 
En 1940, le Gabon est d'abord tenu par des forces vichystes, mais après la brève campagne du Gabon, il passe, avec l'AEF, dans le camp de la France libre. Ses dirigeants coloniaux sont alors internés.
En 1946, le Gabon devient un territoire d'outre-mer.
En octobre 1958, la Communauté française étant nouvellement créée, le Conseil de gouvernement du Gabon, s'appuyant sur l'article 76 de la nouvelle Constitution de la Ve République (version de 1958), demande la transformation du Gabon en département français. Léon Mba, président de ce Conseil, charge Louis Sanmarco, administrateur colonial, de présenter la demande auprès du gouvernement métropolitain. Sanmarco reçoit une fin de non recevoir, le général de Gaulle n'y étant pas favorable, au grand dam de Léon Mba,.

### Indépendance
Le 17 août 1960, comme la grande majorité des colonies françaises d'Afrique subsaharienne, le Gabon accède à l'indépendance. Celle-ci est contraire au souhait de son Premier ministre Léon Mba, qui avait demandé que le Gabon devienne un département français d'outremer. Ce dernier en devient le premier président. Il est soutenu par la France qui assure même militairement son maintien au pouvoir (intervention de l'armée française en 1964 à son profit), jusqu'à son décès en 1967 où il est remplacé par le vice-président, Albert-Bernard Bongo (appelé par la suite « Omar Bongo Ondimba »).
Le président Omar Bongo instaure aussitôt le monopartisme avec la création du Parti démocratique gabonais (PDG). L'exploitation des richesses naturelles du pays (bois, minerais et surtout pétrole) assure une relative prospérité au Gabon. Le président Bongo devient un chef d'État très courtisé, notamment par la France qui en fait un de ses alliés africains les plus sûrs. En échange du soutien de l’Élysée, qui peut intervenir pour le destituer, Bongo consent à mettre à disposition de la France une partie des richesses du Gabon et en particulier son pétrole et son uranium, ressources stratégiques. Sur les questions de politique internationale, le Gabon s'aligne sur Paris.

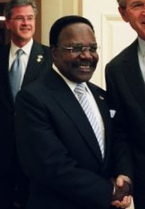
Le président Omar Bongo en 2004.

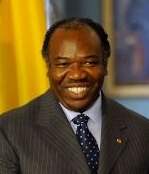
Le président Ali Bongo en 2010.

En 1968, Omar Bongo, toujours sous l'influence de Jacques Foccart, est contraint par la France de reconnaître la pseudo-indépendance du Biafra (sud-est du Nigeria). Il doit même accepter que l'aéroport de Libreville serve de plaque tournante aux livraisons d'armes opérées en faveur du colonel Odumegwu Emeka Ojukwu (le dirigeant sécessionniste du Biafra). C'est aussi depuis le Gabon que les mercenaires de Bob Denard tentent de déstabiliser le régime marxiste-léniniste du Bénin.
À la fin des années 1980, la chute du cours du pétrole plonge le Gabon dans une grave crise économique, incitant la population à multiplier les revendications sociales et politiques.
Une conférence nationale se tient en mars-avril 1990. À l'issue de celle-ci, et de manifestations, d'importantes réformes politiques sont adoptées, dont la création d'un sénat national, la décentralisation des finances, la liberté de rassemblement et de la presse, l'abolition du visa de sortie obligatoire et le multipartisme. Les premières élections législatives multipartites en presque trente ans ont lieu en septembre-octobre 1990,.
Après cette conférence nationale, dans le cadre d'élections où il n'est plus seul candidat, Omar Bongo est de nouveau élu en 1993, 1998 et 2005, quoique dans des conditions souvent contestées. Le 3 septembre 2009, Ali Bongo, ministre de la Défense et fils d'Omar Bongo, devient le troisième président du Gabon, élu à l'occasion d'un scrutin majoritaire à un tour, avec 41,79 % des suffrages exprimés, soit environ 141 000 voix sur un total de 800 000 électeurs inscrits. Il devance Pierre Mamboundou, crédité de 25,64 % des voix, et André Mba Obame, le nouveau chef de l'opposition gabonaise et ancien ministre de l'Intérieur. Les résultats sont fortement contestés et à la suite de forts soupçons de fraude, des émeutes éclatent et sont violemment réprimées par les forces de l'ordre, fidèles au pouvoir.
Par la suite, plusieurs enquêtes attestent que les scores ont été truqués. Dans un documentaire diffusé sur France 2 en décembre 2010, le diplomate Michel de Bonnecorse, ex-conseiller Afrique du président Jacques Chirac, confirme cette version des faits. L'ambassadeur américain Charles Rivkin, dans un télégramme transmis en novembre 2009 à la secrétaire d’État, le confirme également : « octobre 2009, Ali Bongo inverse le décompte des voix et se déclare président ».
Le 31 août 2016, à la suite de nouvelles élections présidentielles, la commission électorale annonce qu'Ali Bongo remporte le scrutin à cinq mille voix près. L'opposition dénonce immédiatement ces résultats. Des émeutes encore plus violemment réprimées que celles de 2009 éclatent, avec comme point d'orgue l'attaque du quartier général de l'opposition par la garde présidentielle qui fait de nombreux morts. Le 24 septembre 2016, Ali Bongo est proclamé vainqueur par la Cour constitutionnelle avec 50,66 % des voix, suivi de Jean Ping avec 47,24 % des suffrages.
Le 2 février 2017, le Parlement européen adopte une résolution déclarant que les résultats de la présidentielle « manquent de transparence » et sont « extrêmement douteux ».
Le 7 janvier 2019, une unité de soldats mutinés, prétextant l'état de santé d'Ali Bongo, en convalescence après un accident vasculaire cérébral, prend brièvement le contrôle de Radio Gabon et transmet un appel au soulèvement, dans une apparente tentative de coup d'État. Cette insurrection échoue le même jour ; sur cinq mutins, deux sont tués et les autres arrêtés,. Le 12 janvier, un nouveau Premier ministre est nommé, Julien Nkoghe Bekalé. Le pouvoir gabonais connaît une guerre des clans au sommet. Les remaniements ministériels se succèdent entre janvier et décembre 2019, alors que l'incertitude demeure sur l'état de santé d'Ali Bongo,. Rose Christiane Ossouka Raponda est nommée première ministre en juillet 2020, puis Alain Claude Bilie By Nze lui succède en janvier 2023.
Le 30 août 2023, Ali Bongo, annoncé comme réélu quelques heures plus tôt, est renversé par un coup d'État militaire mené par le général Brice Oligui Nguema. Celui-ci est investi le 4 septembre.

## Politique

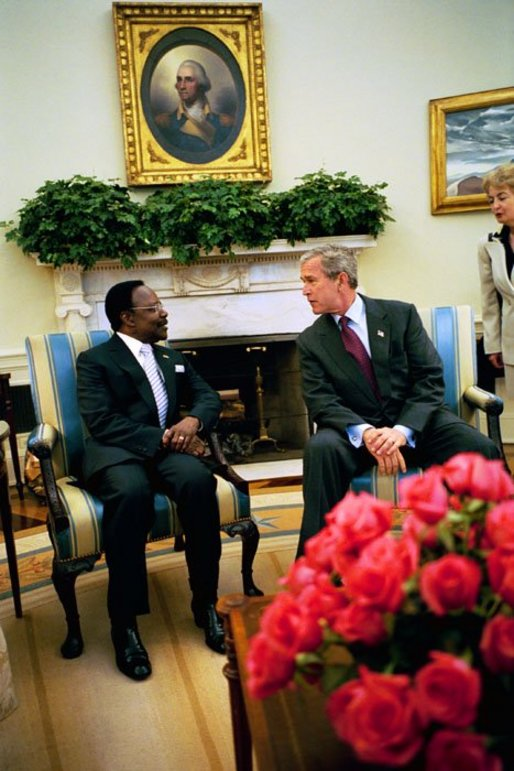
Rencontre entre George W. Bush (président des États-Unis) et Omar Bongo Ondimba (président du Gabon) dans le Bureau ovale.

De 1960 à 2023, le Gabon a un régime hybride. Il comporte à la fois les caractéristiques du régime présidentiel et de celui dit parlementaire. Le premier président de la République gabonaise est Léon Mba en 1960. Omar Bongo devient le deuxième président de la République gabonaise en 1967, à la mort de Léon Mba. Il est alors, à 32 ans, le plus jeune chef d'état au monde. Il reste au pouvoir de 1967 jusqu'à son décès en 2009.
Entre 1968 et 1990, le pays est sous le régime du parti unique, le Parti démocratique gabonais (PDG). Une conférence nationale se tient en mars-avril 1990. À l'issue de celle-ci, d'importantes réformes politiques sont adoptées, dont la création d'un sénat national, la décentralisation des finances, la liberté de rassemblement et de la presse, l'abolition du visa de sortie obligatoire et le multipartisme, avec les premières élections législatives multipartites en presque trente ans en septembre-octobre 1990,.
Malgré cette certaine démocratisation, la situation économique du pays n'évolue guère tandis qu'Omar Bongo et son parti présidentiel se maintiennent au pouvoir. Il meurt le 8 juin 2009, à l'âge de 73 ans. L'intérim est assuré par la présidente du Sénat, Rose Rogombé, jusqu'à l'élection anticipée de 2009. Ali Bongo succède alors à son père.
Le 30 août 2023, alors que les résultats de l'élection présidentielle déclarent Ali Bongo réélu pour la troisième fois, un coup d'État militaire destitue Ali Bongo. Brice Oligui Nguema est désigné chef de l'État par la junte, qui porte le nom de Comité pour la transition et la restauration des institutions. Il est élu président en 2025 avec près de 95 % des voix.

### Françafrique
L'expression « Françafrique » désigne le système de relations (économiques, politiques, militaires…) et les réseaux d'influence utilisés par la France pour son action en Afrique, essentiellement auprès de ses ex-colonies. Le Gabon est considéré comme un des symboles de la Françafrique,,, les deux pays entretenant des liens très étroits ; ils sont liés par de nombreux accords et, particulièrement, un accord de défense. Le Gabon, à Libreville et Port-Gentil, abrite une des dernières bases permanentes françaises en Afrique, celle du 6e bataillon d'infanterie de marine, forte de 1 000 soldats,. Économiquement, l'entreprise Total est le principal producteur de pétrole du pays ; la France, réciproquement, reste le principal fournisseur du Gabon.
L'affaire Elf, datant de 1994, qui éclate en France et ne tarde pas à éclabousser Omar Bongo et son entourage, ou « l'affaire des biens mal acquis » de 2007, sont considérées comme représentatives de la face sombre du système « Françafrique »,,.

### Commonwealth
Le Gabon et le Togo rejoignent le Commonwealth le 25 juin 2022.

### Diplomatie et relations internationales
Du fait du poids économique de son pays et de la longévité du président Omar Bongo à son poste, qui lui a permis d'entretenir des relations suivies avec les dirigeants internationaux, le Gabon occupe une place non négligeable dans la diplomatie africaine, voire au-delà,. Le pays s'est investi dans les conflits entre le Tchad et la Libye, en Angola, Namibie… et, plus récemment, dans le conflit syrien ou en Centrafrique, y compris militairement.
Le Gabon est membre de plusieurs organisations internationales dont les Nations unies, l'Union africaine, la Communauté économique et monétaire de l'Afrique centrale (CEMAC), la Communauté économique des États de l'Afrique centrale (CEEAC), la francophonie, le Commonwealth et l'Organisation de la coopération islamique (OCI).

## Géographie

### Géographie physique

#### Climat
Le Gabon est situé en Afrique centrale, à hauteur de l'équateur. Le climat est de type équatorial, chaud et humide, avec une alternance de saisons sèches et de saisons des pluies au cours de l'année. On distingue deux saisons humides (février-mai, grande saison des pluies et septembre-décembre, petite saison des pluies) et deux saisons sèches (mai-septembre, grande saison sèche et décembre-janvier, petite saison sèche).
Les températures moyennes sont comprises entre 21 °C au sud-ouest du pays (Port-Gentil, Lambaréné, Mouila, Tchibanga, Mayumba) et 27 °C sur la côte et à l'intérieur du pays. Les extrêmes vont de 18 °C à 36 °C. Les précipitations varient de 1 500 mm/an au nord-est et dans les régions de savane à 3 300 mm/an au nord-ouest et au sud-ouest. Le taux d'humidité atmosphérique est en moyenne de 85 %, il peut atteindre 100 % en saison des pluies.

#### Topographie

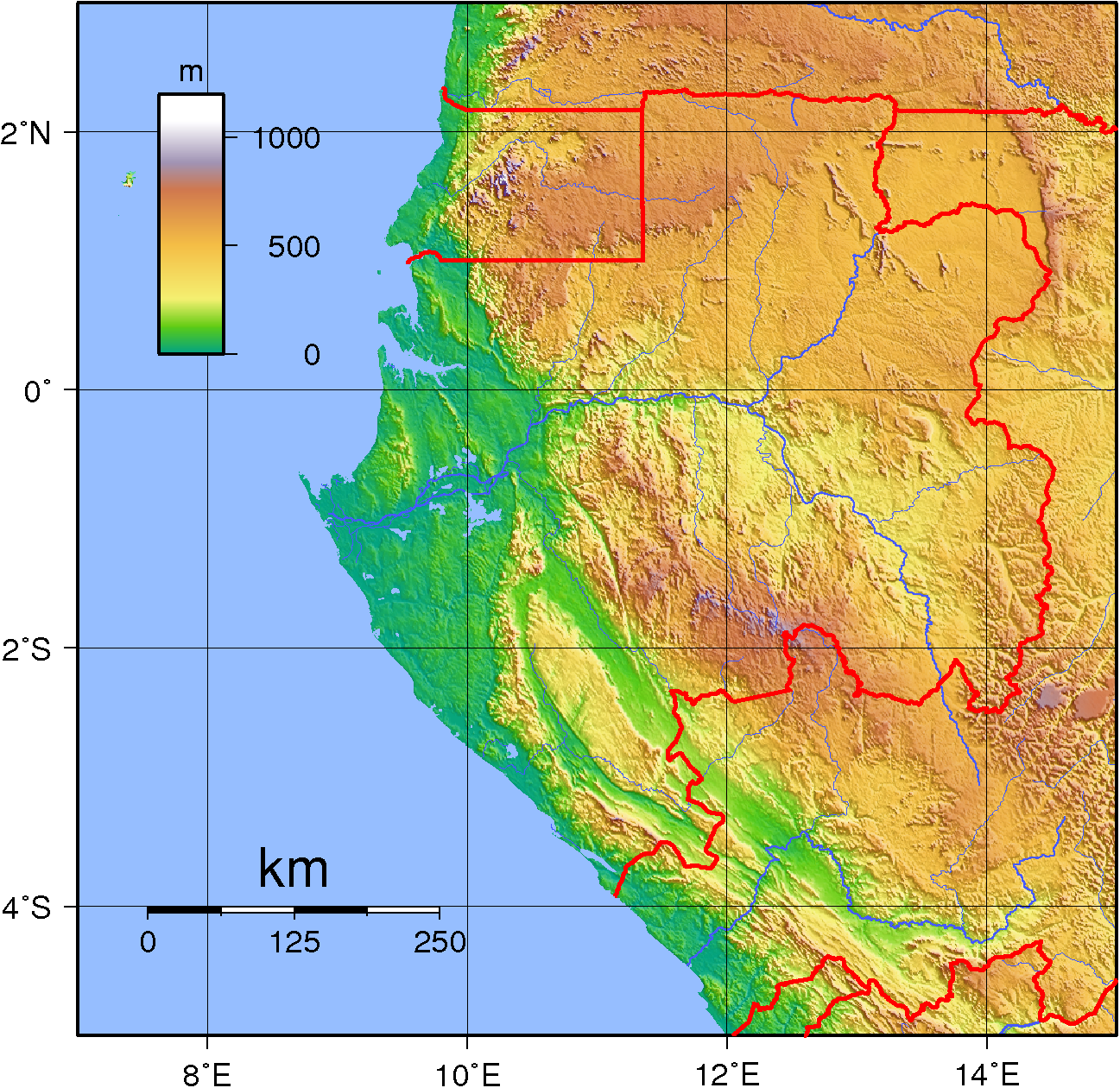
Topographie du Gabon.

On distingue trois types de relief :
- les plaines côtières (larges de 20 à 300 km) à l'ouest du pays ; les plaines et dépressions (plaines karstiques de la Nyanga et de la Ngounié, plaine de la Lopé, plaines de la région des Lacs, aux alentours de Lambaréné) ; les deltas maritime et intérieur de l'Ogooué.
- les massifs montagneux qui comprennent les monts de Cristal au nord-est de Libreville, le massif du Chaillu au centre (culminant à 1 020 mètres au mont Milondo) et le massif du Mayombe qui s'étend sur 800 km parallèlement à la côte de l'Atlantique[80] ;

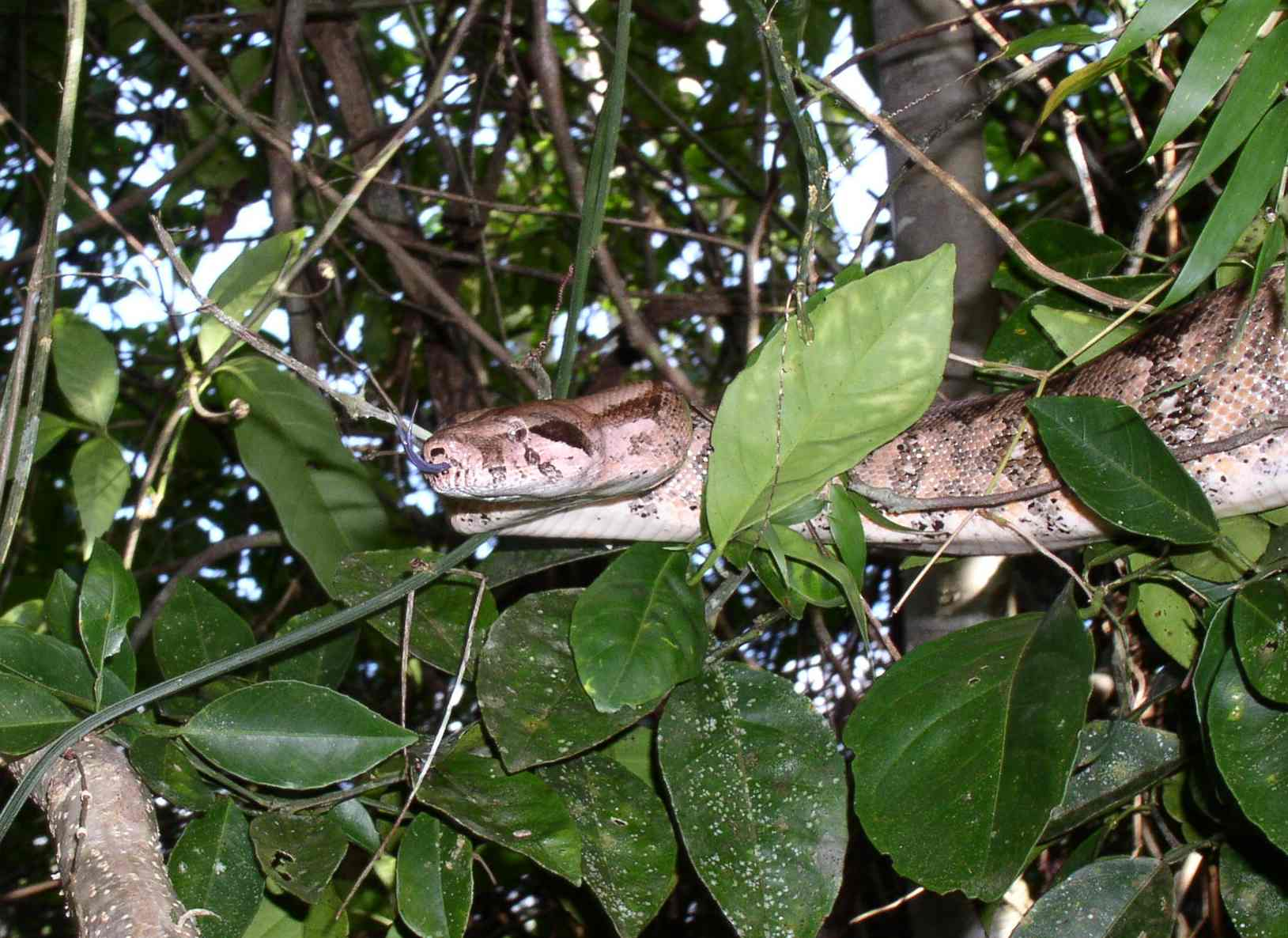
Boa
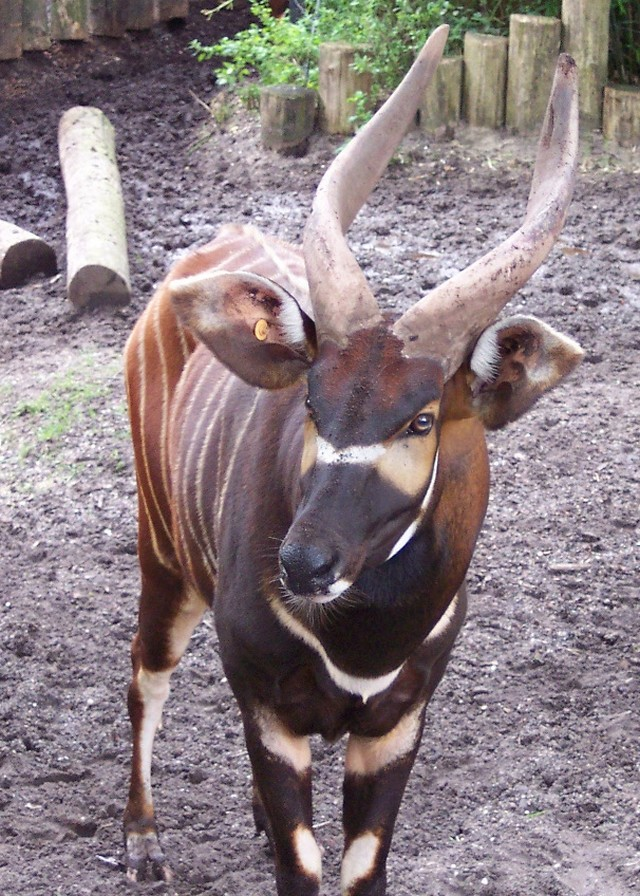
Bongo
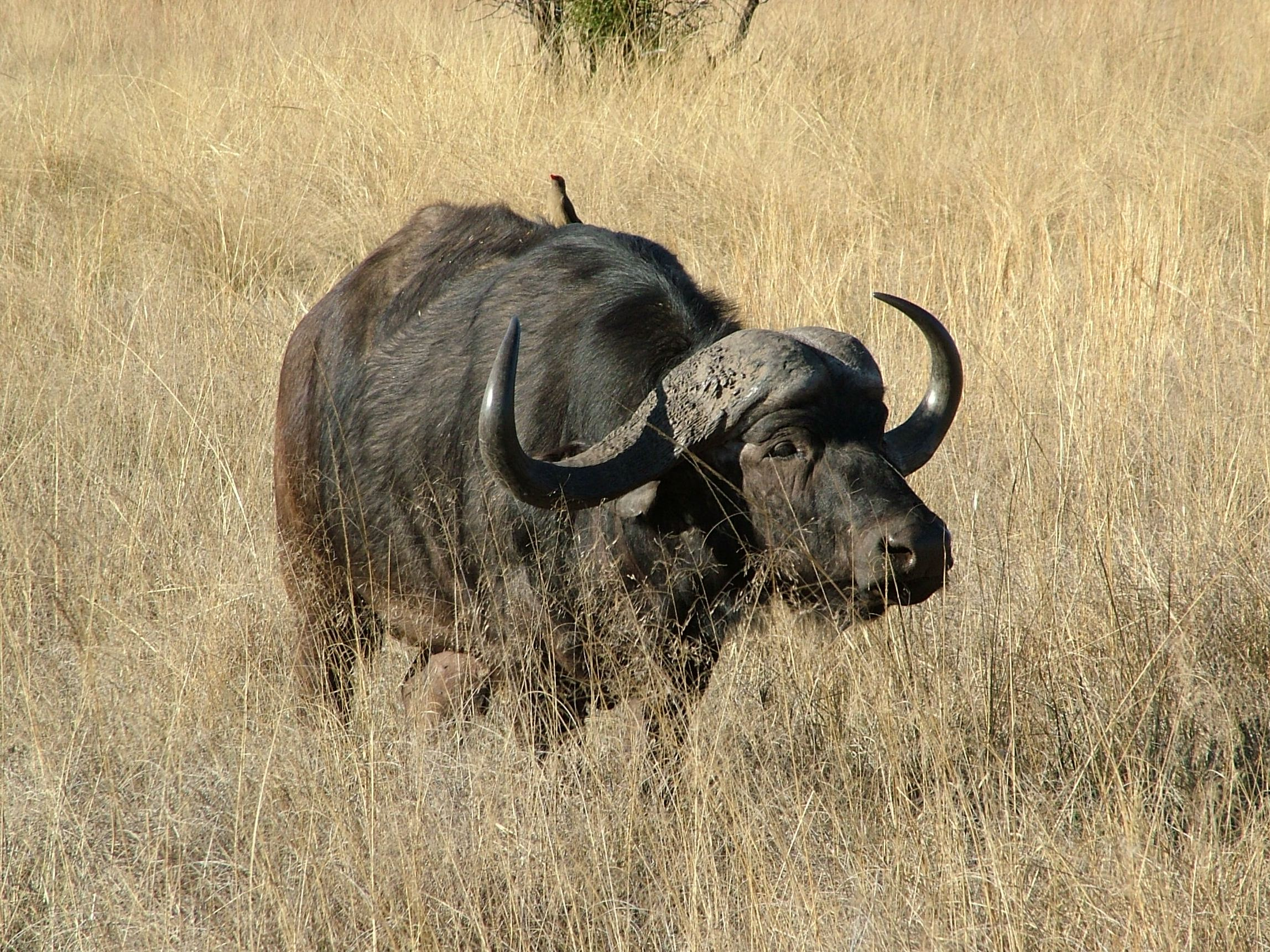
Buffle
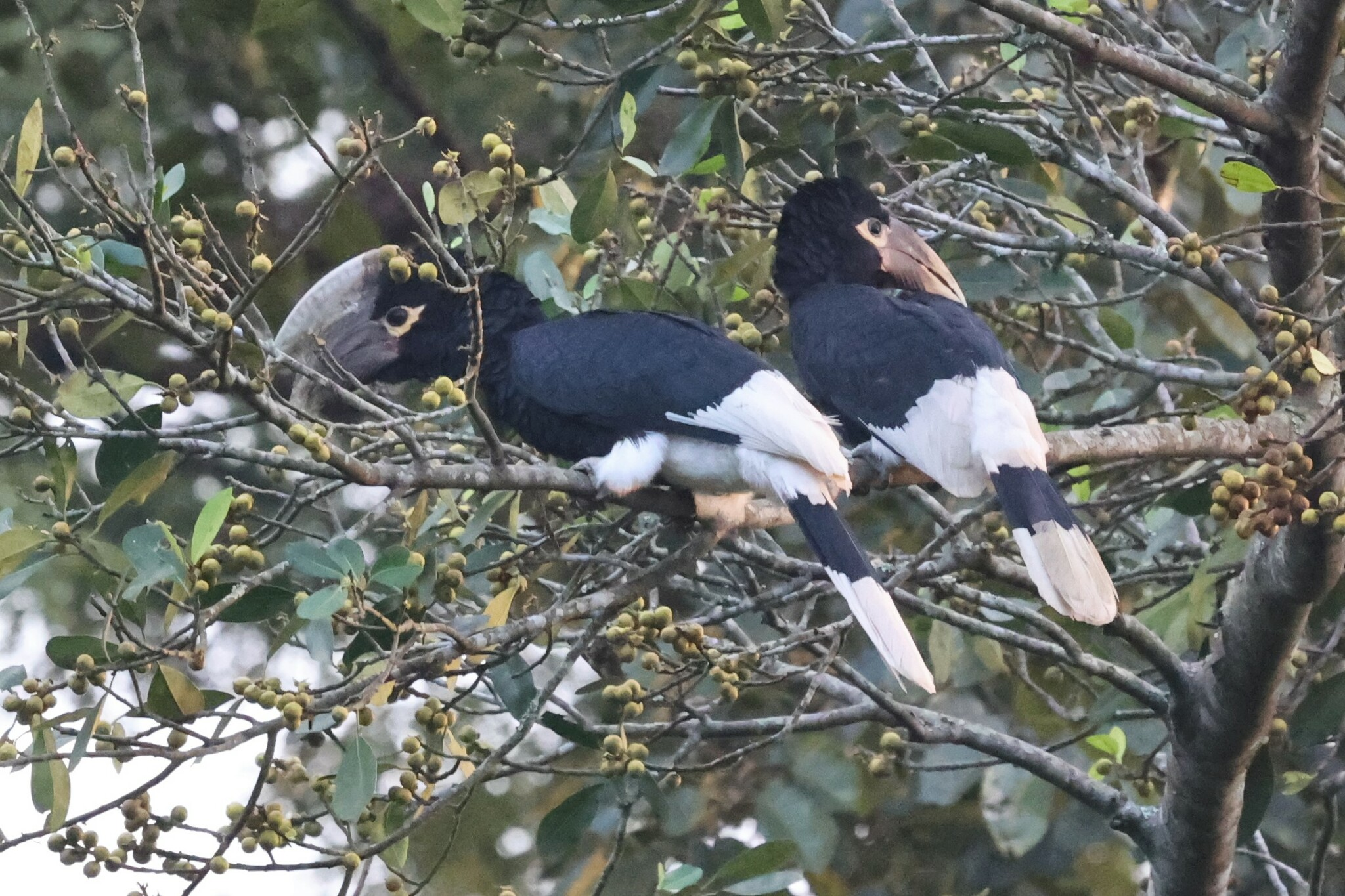
Calao
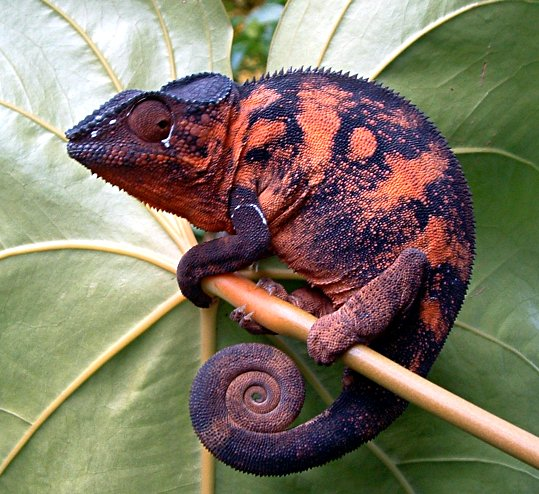
Caméléon
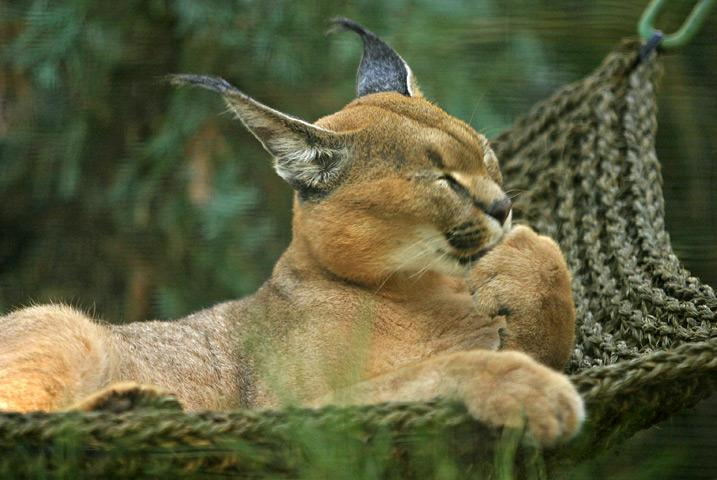
Caracal
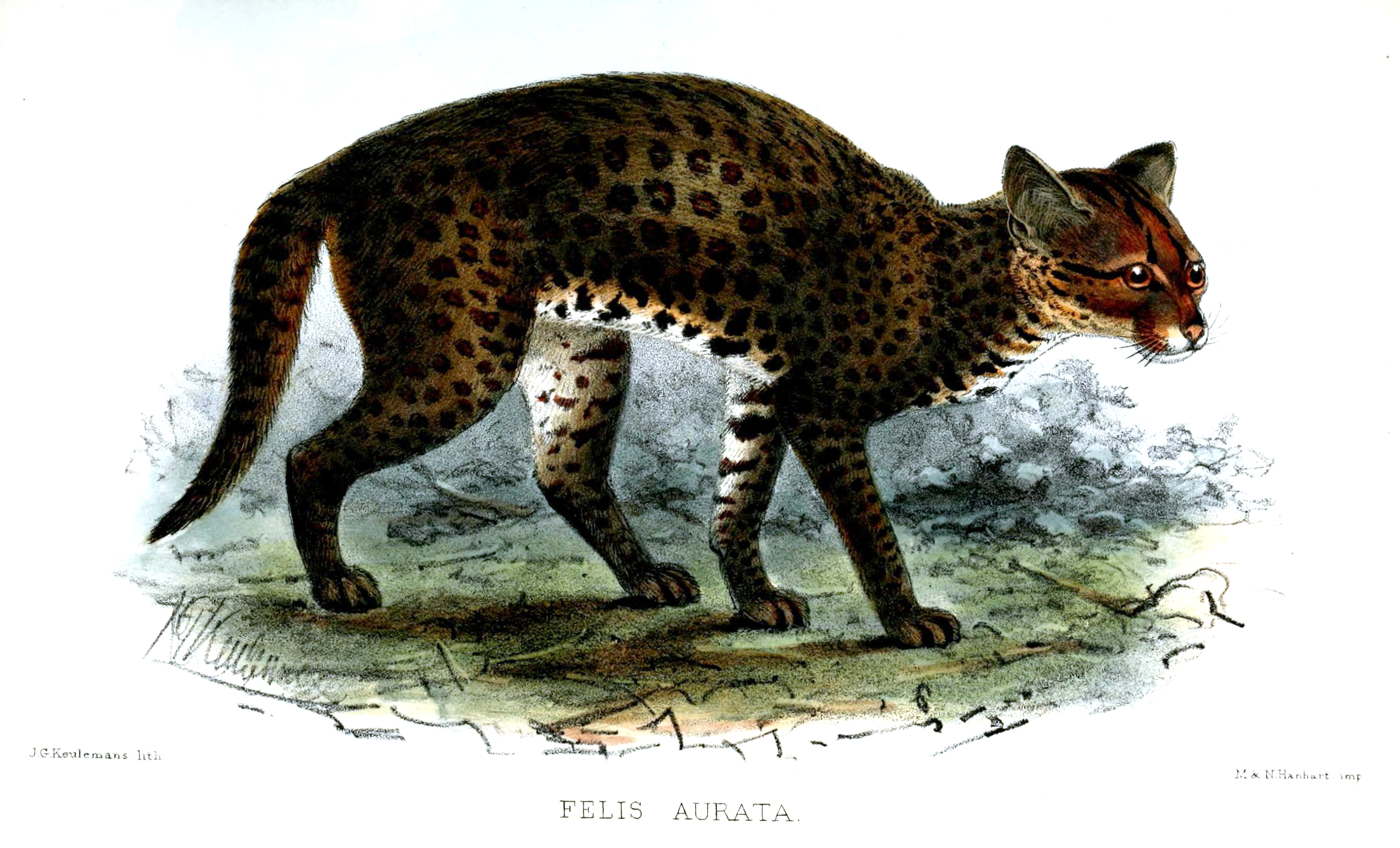
Chat doré africain
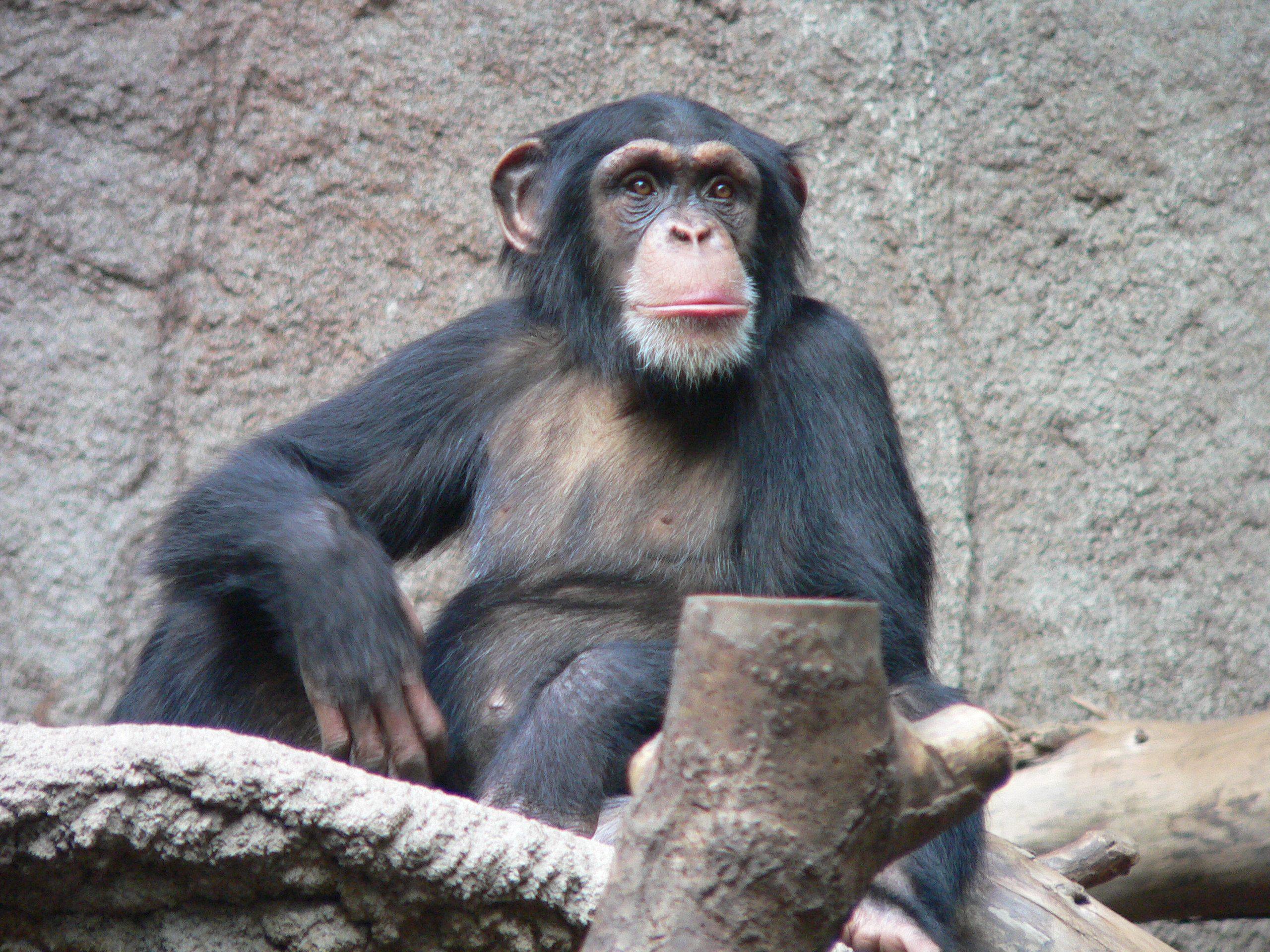
Chimpanzé
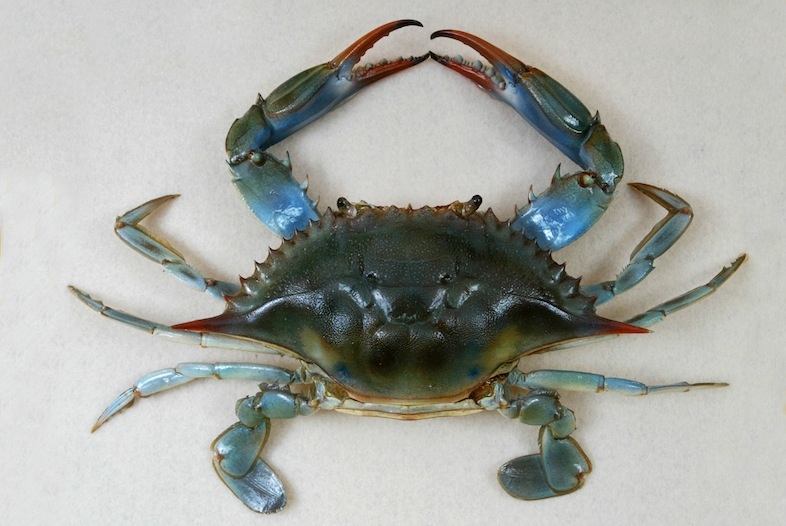
Crabe bleu
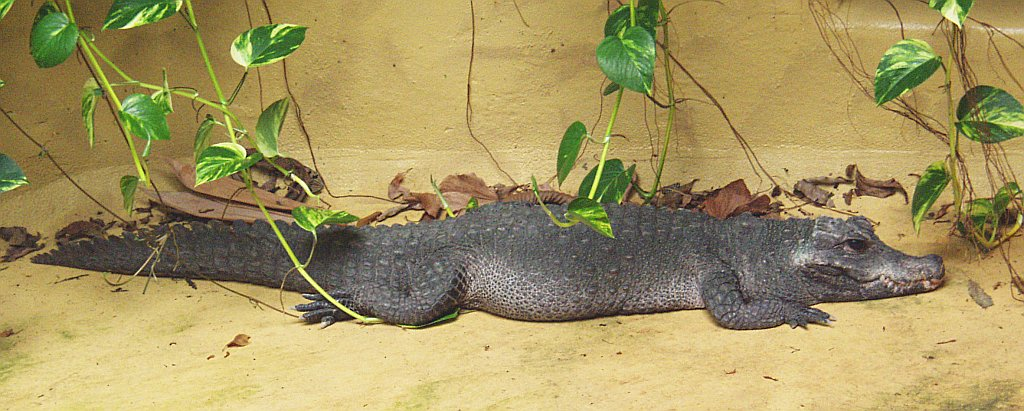
Crocodile nain
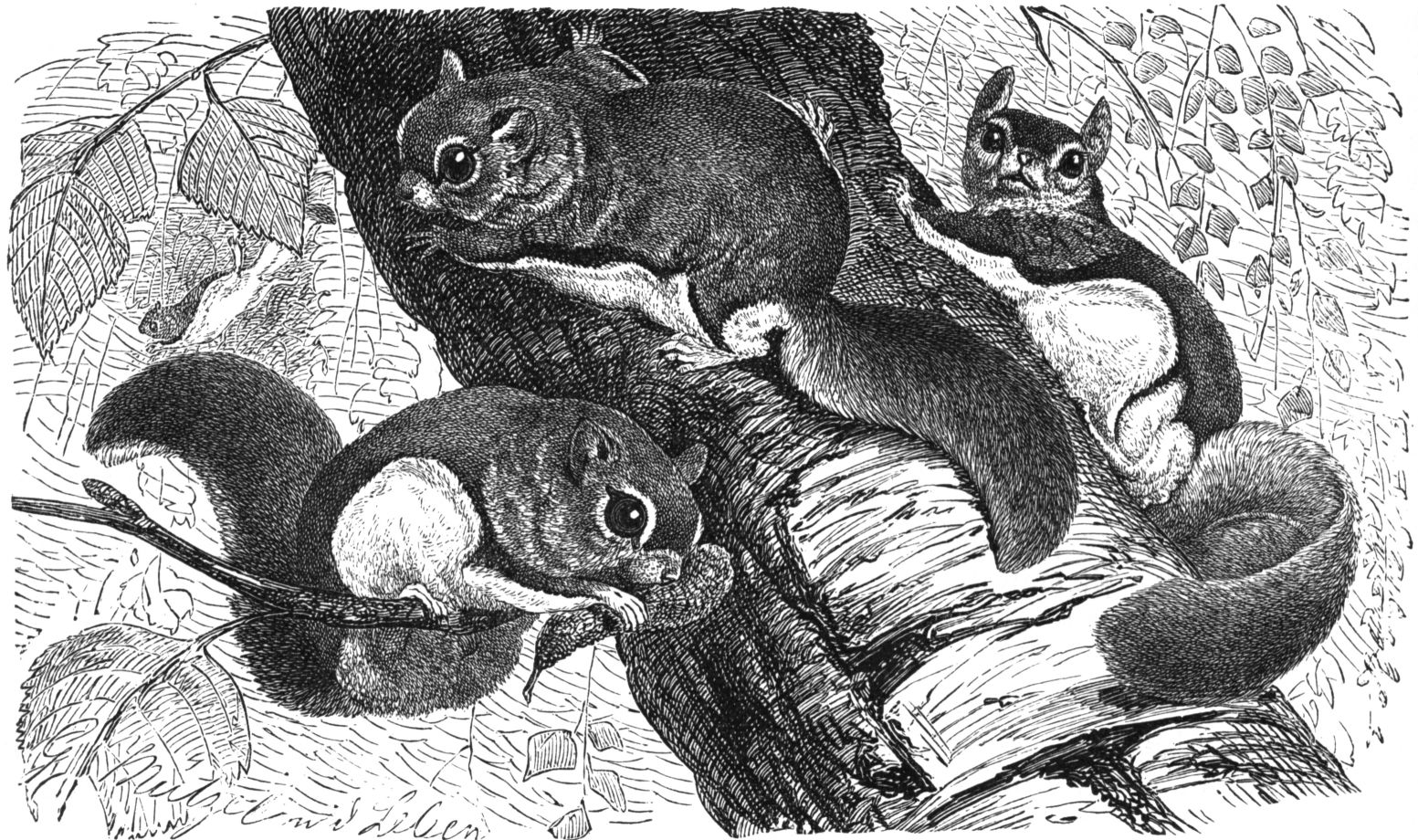
Écureuil volant
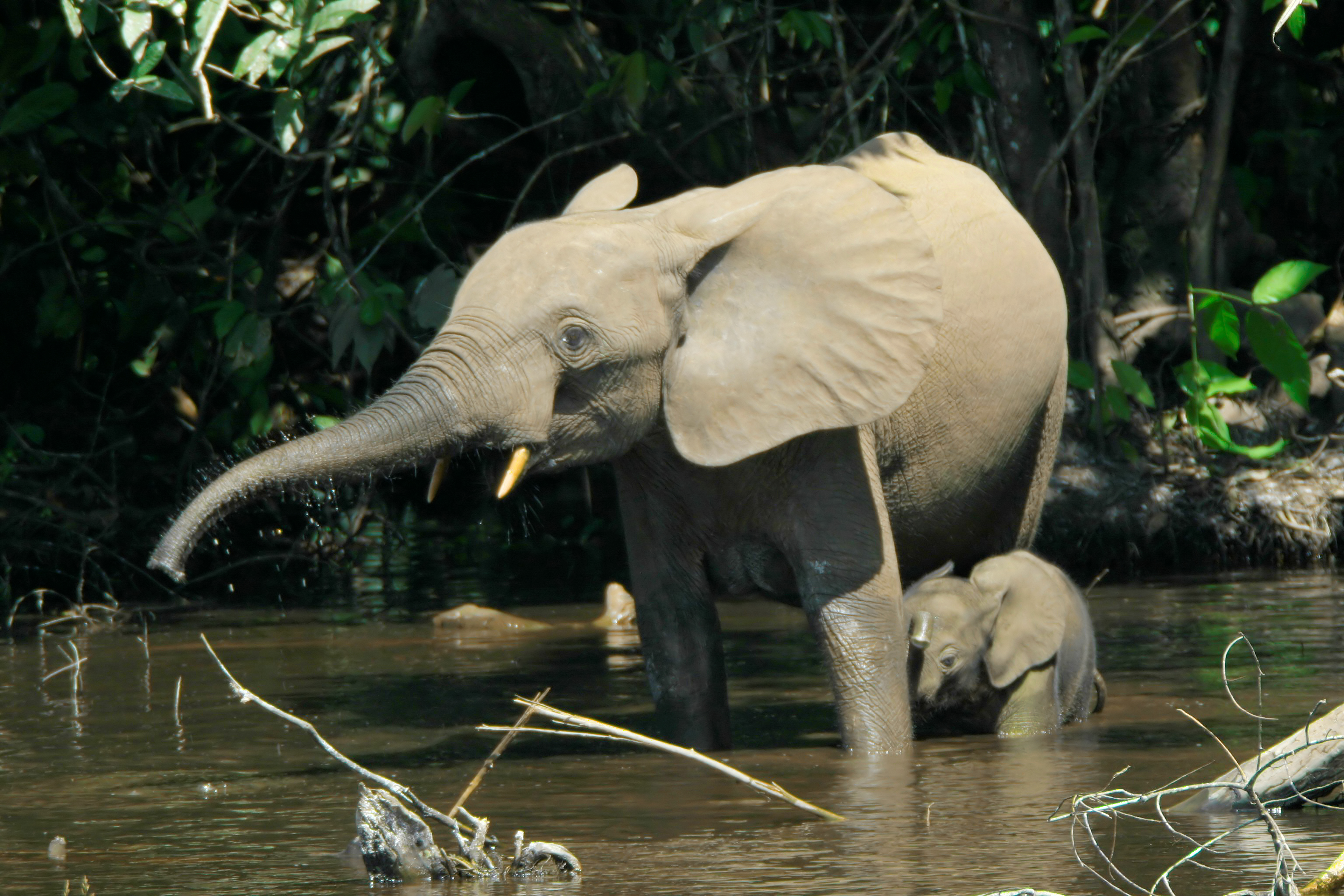
les plateaux et collines. Le plus grand ensemble de plateaux est localisé au nord-est (Woleu-Ntem et Ogooué-Ivindo) ; les plateaux Batéké, à l'est de la province du Haut-Ogooué, présentent un paysage de savane au milieu de la forêt[81].
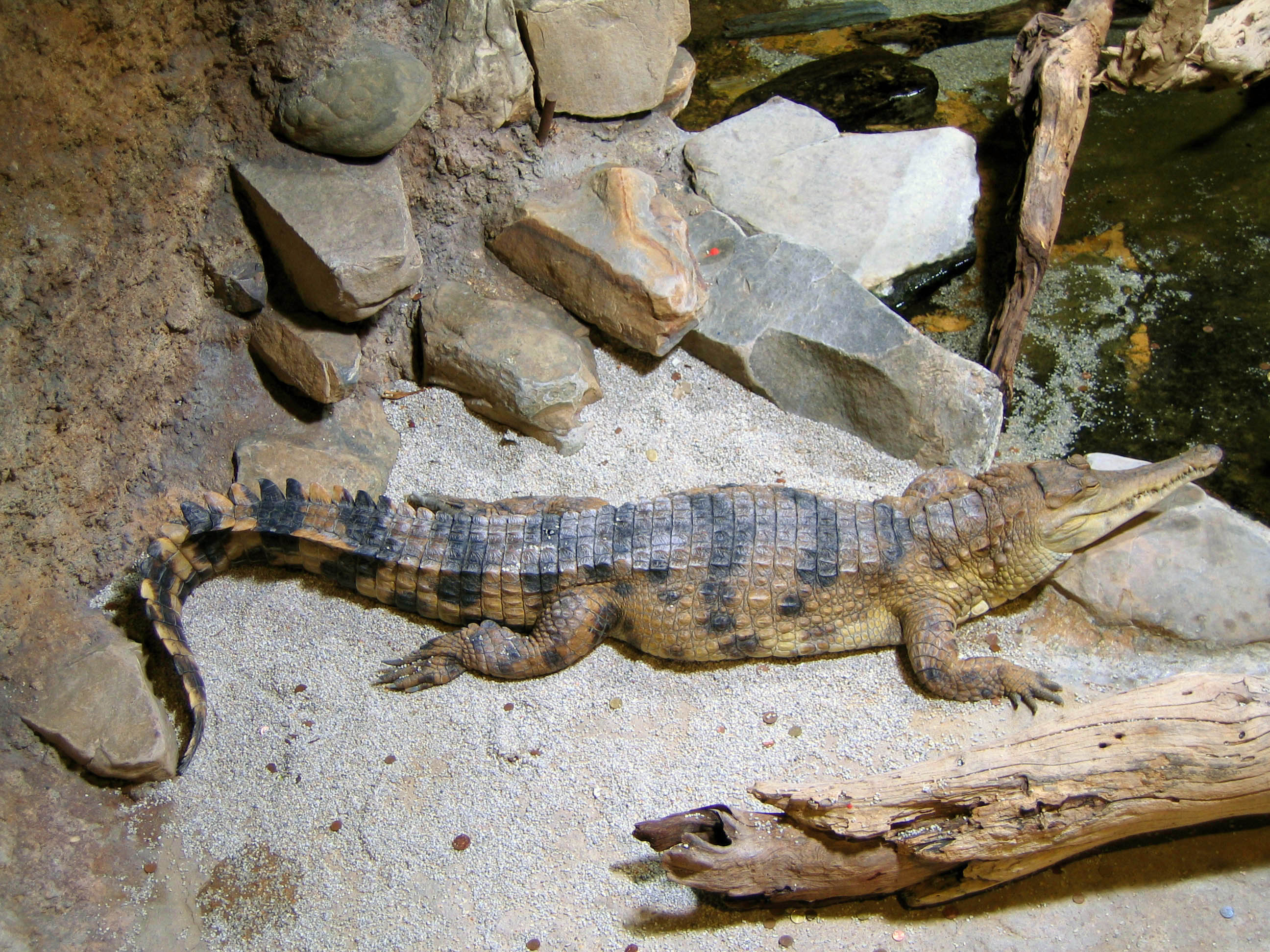
Faux-gavial d'Afrique
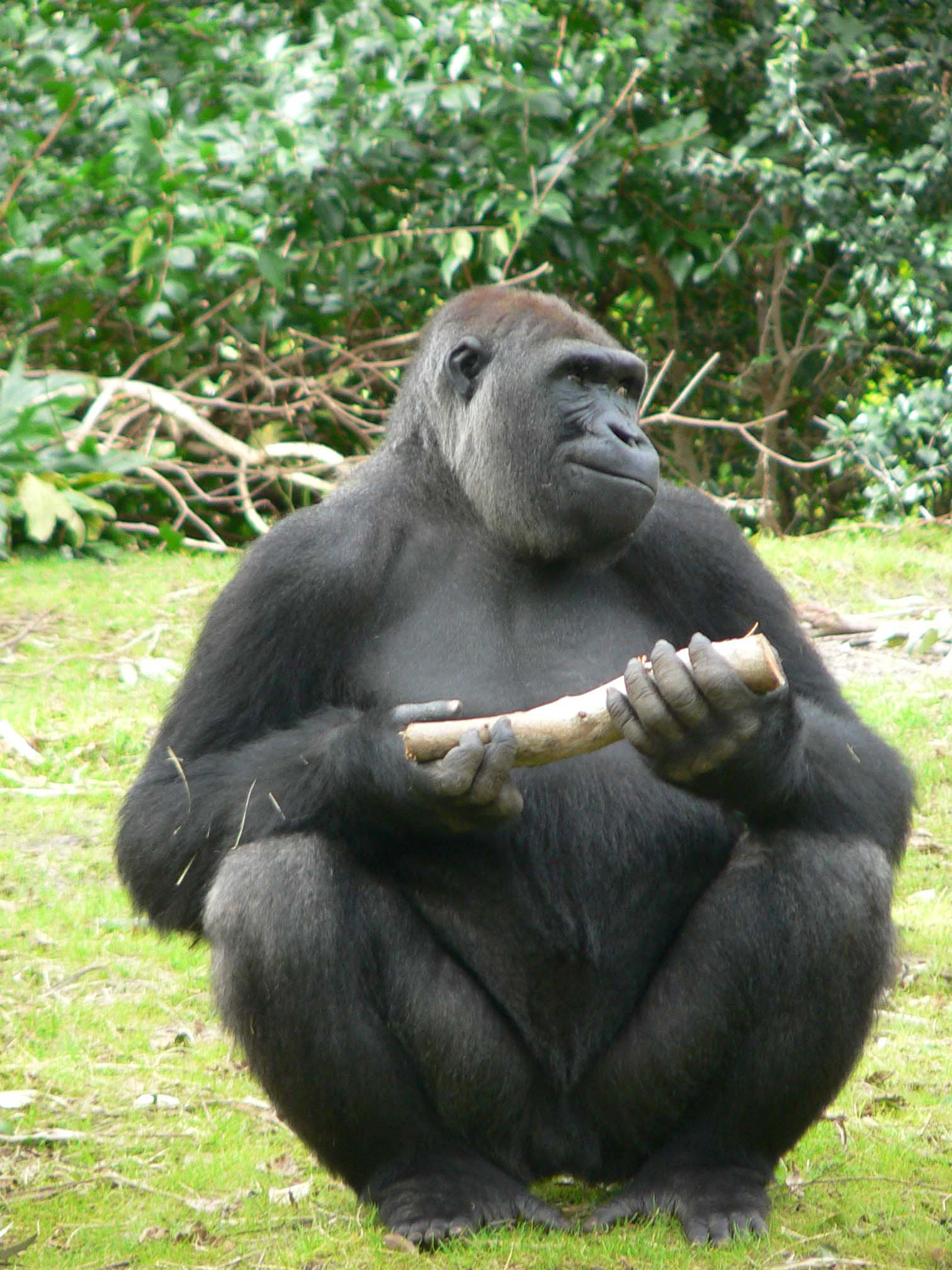
Gorille
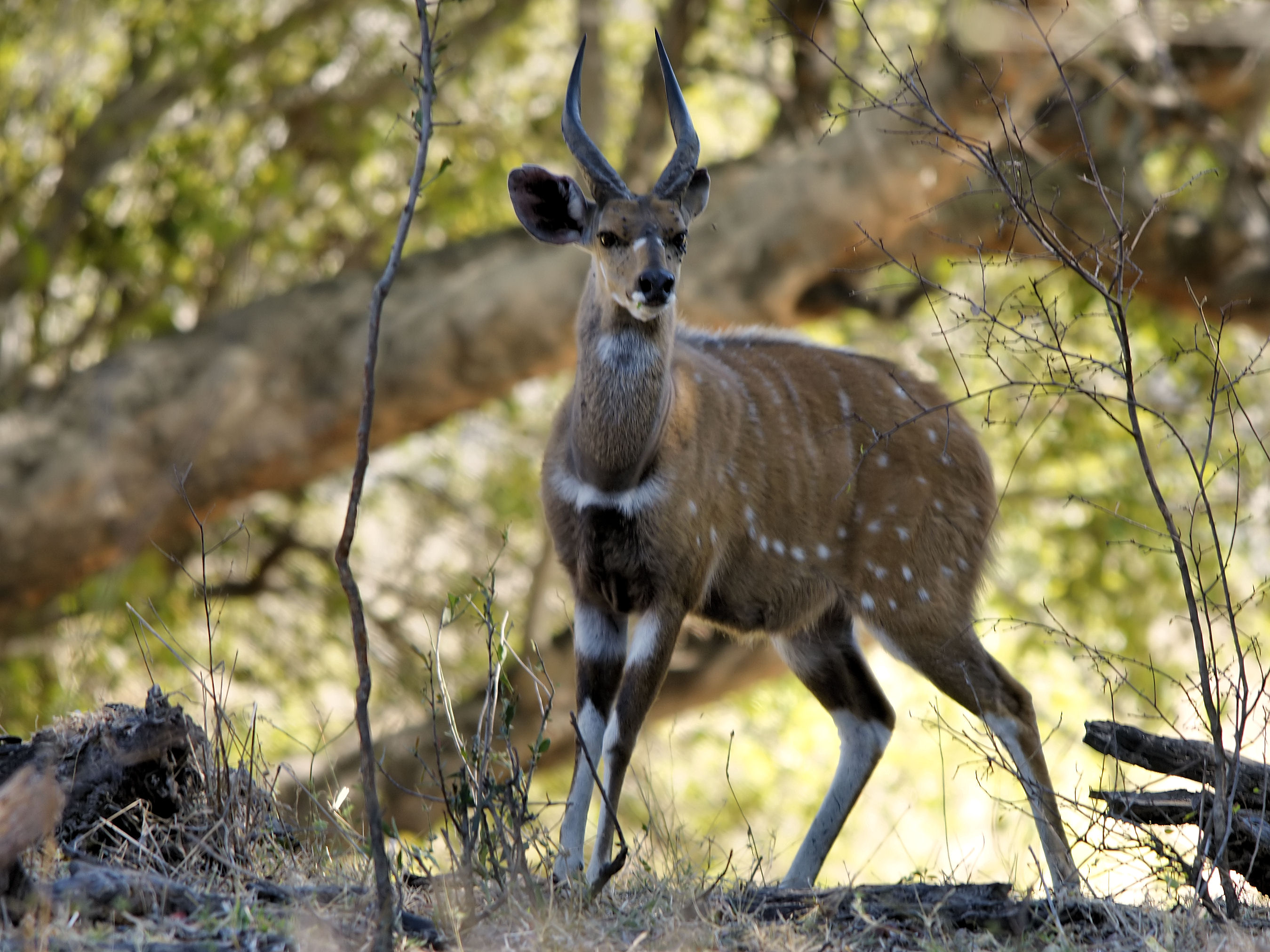
Guib harnaché
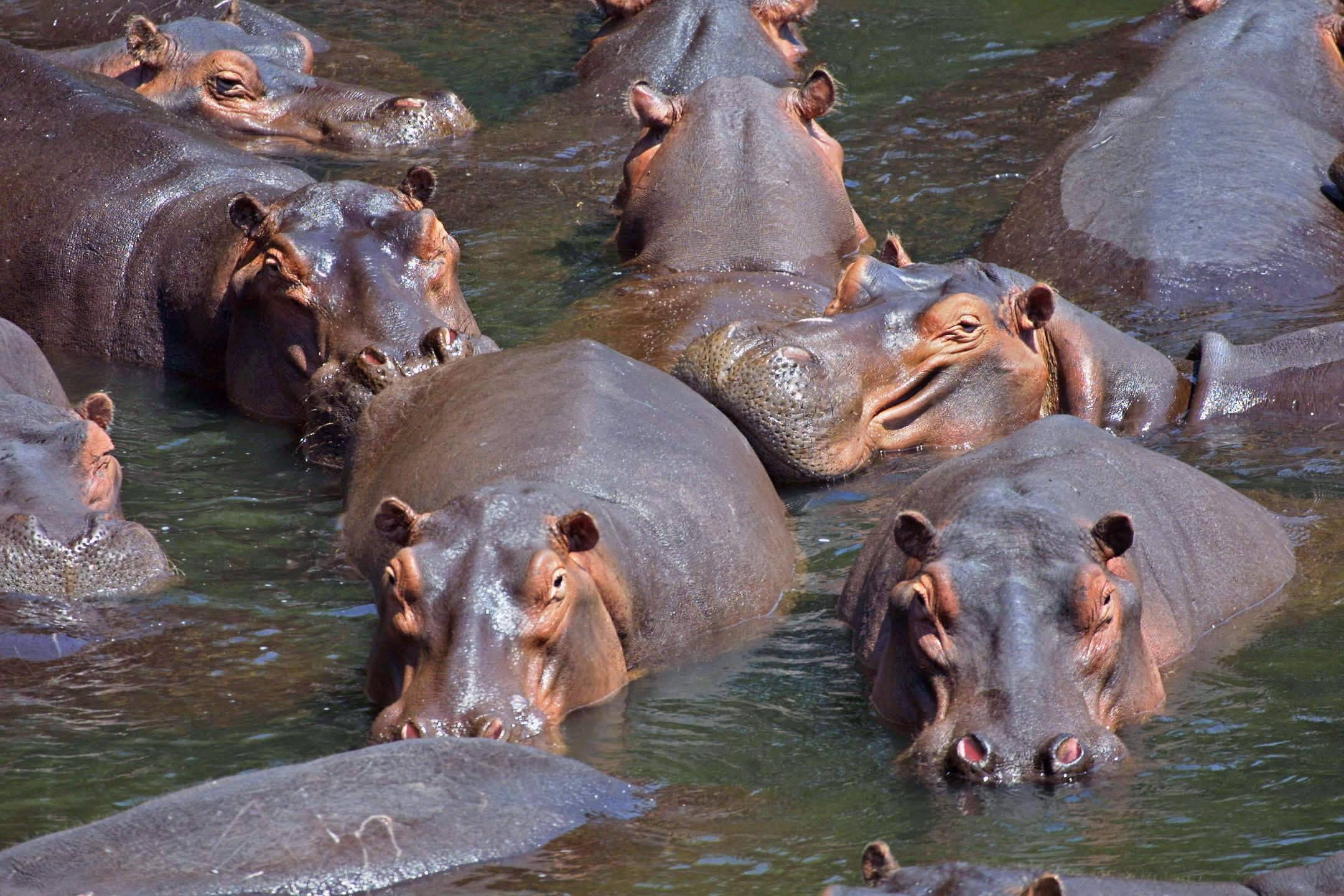
Hippopotame
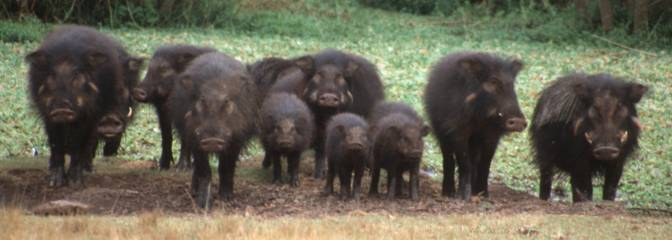
Hylochère
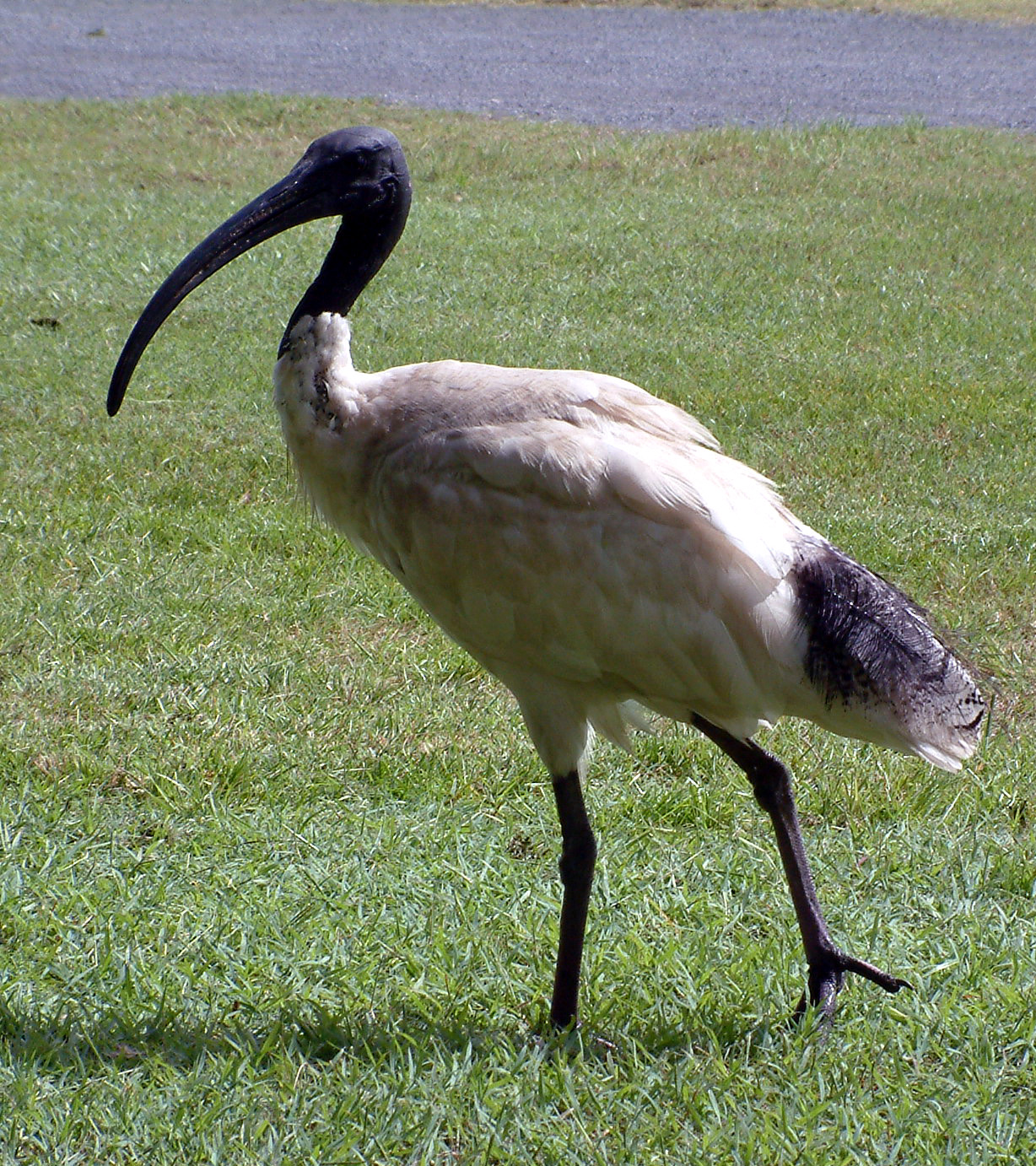
Ibis
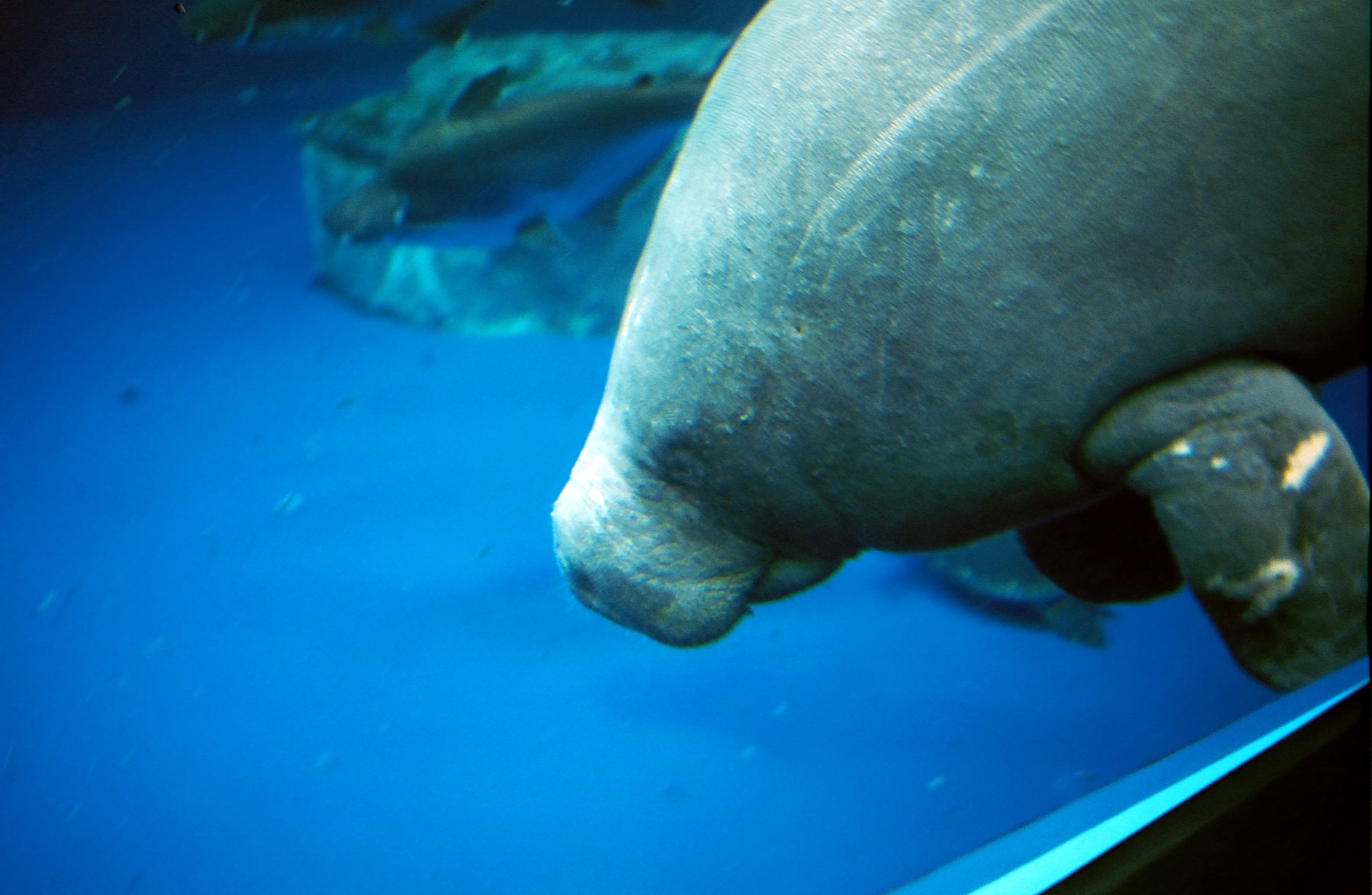
Lamantin d'Afrique de l'Ouest
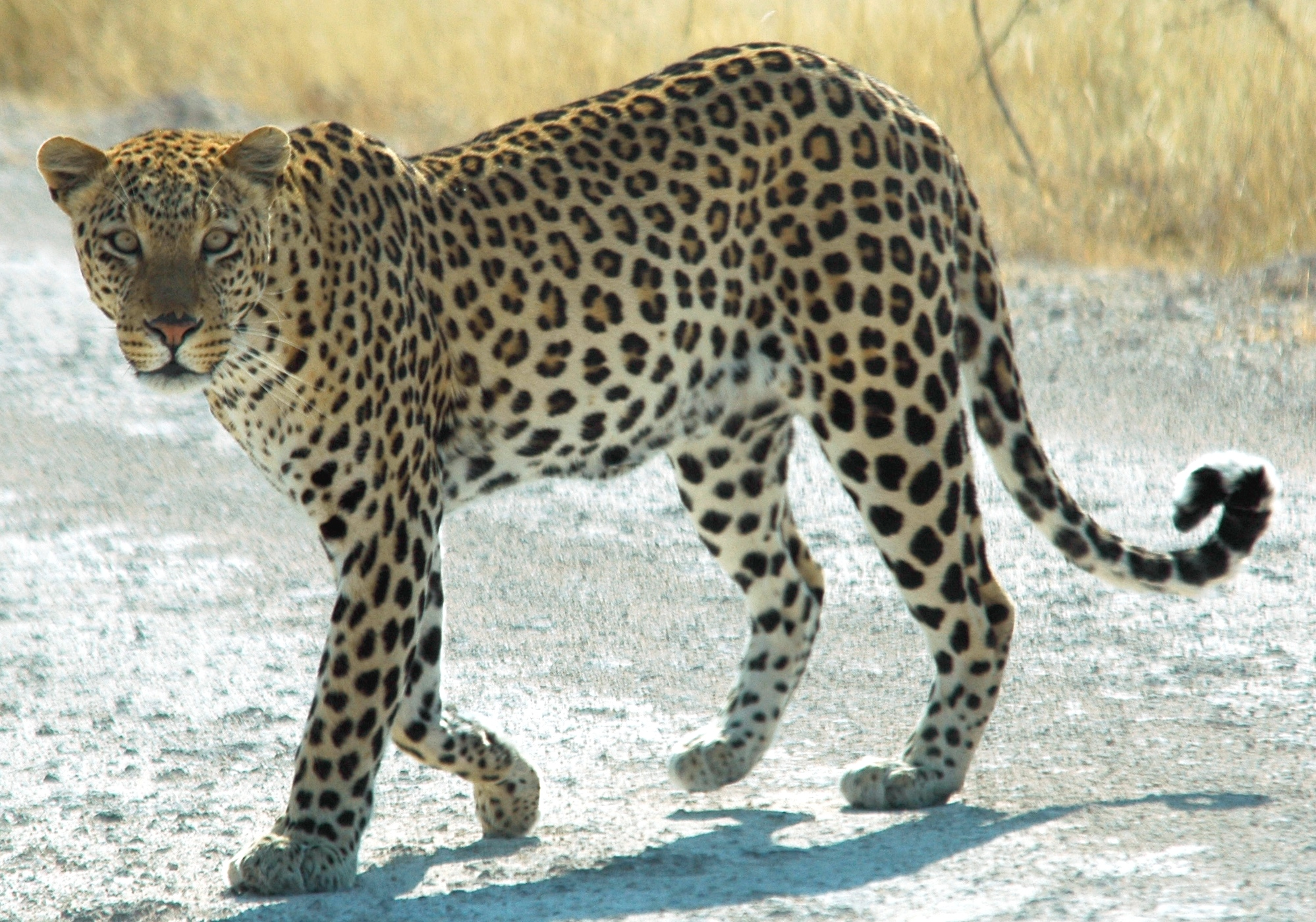
Léopard d'Afrique
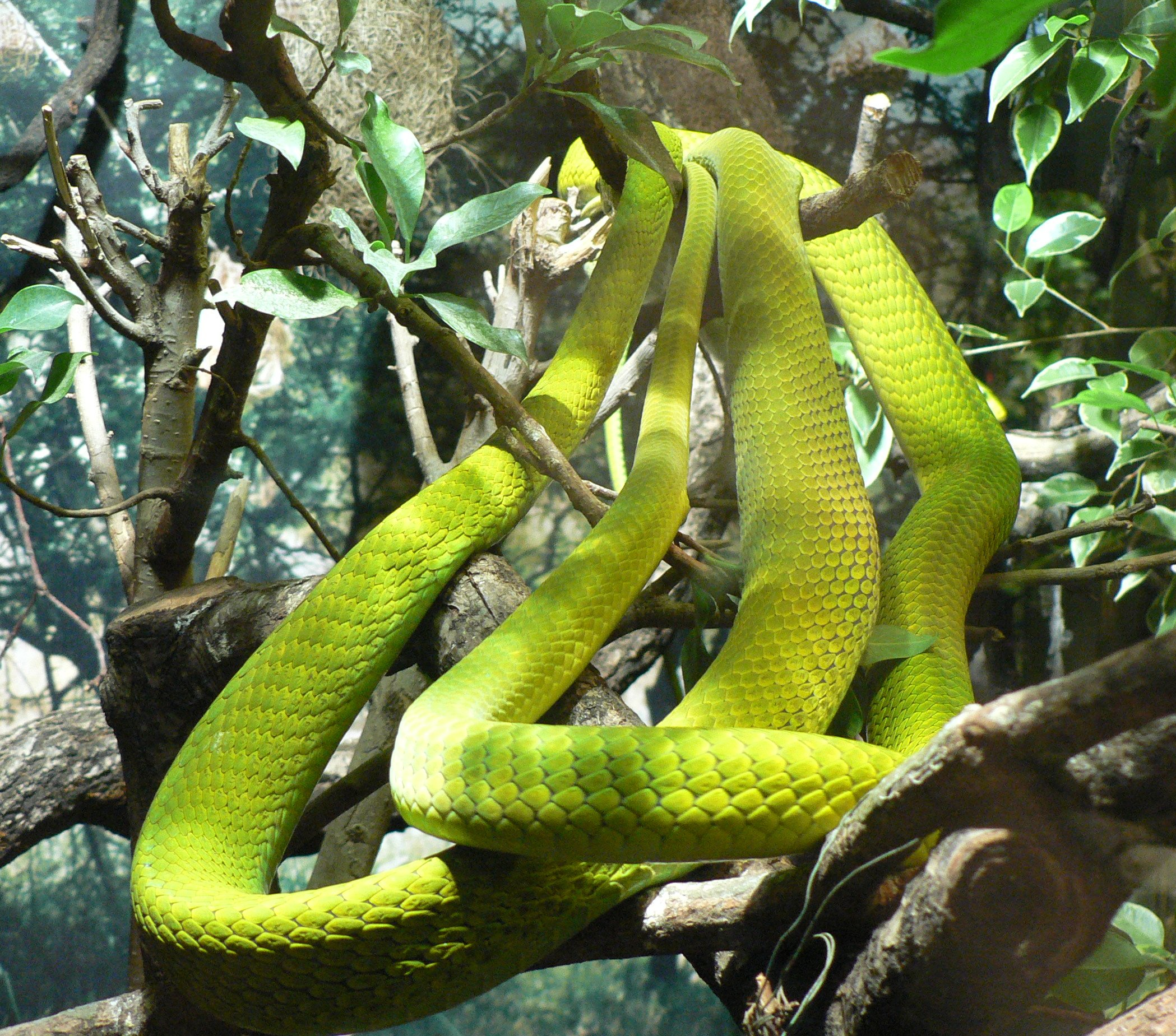
Mamba vert
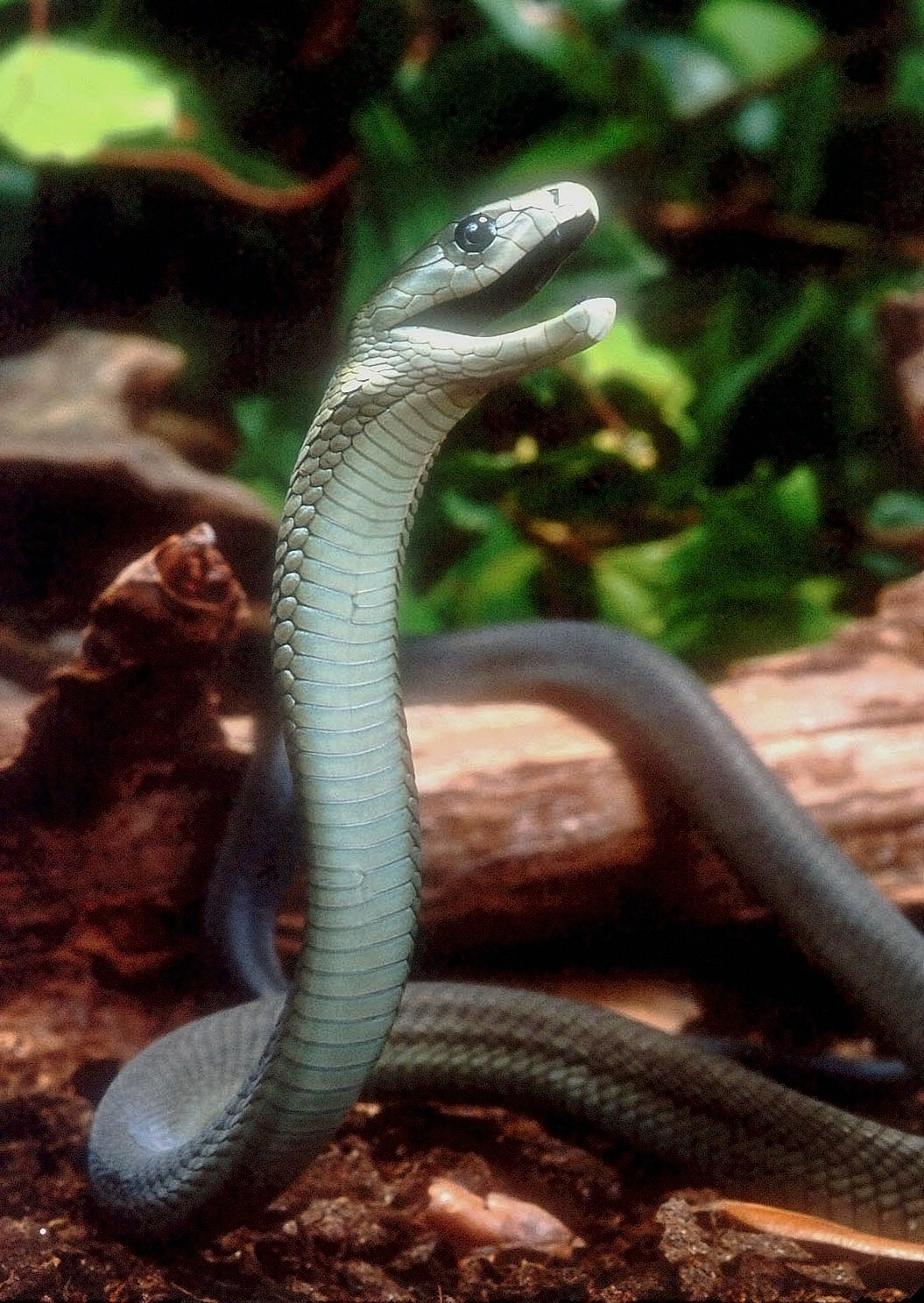
Mamba noir
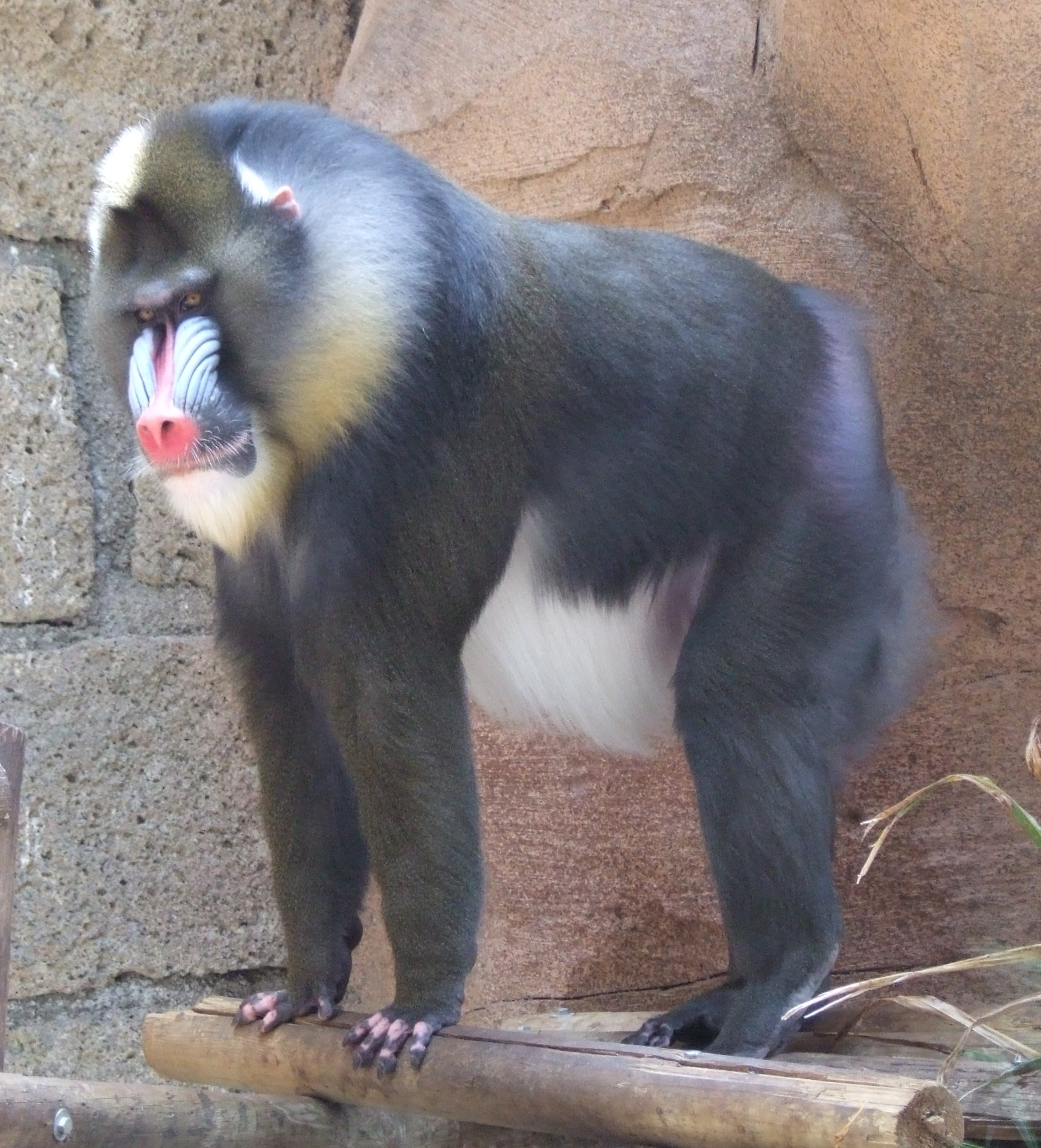
Mandrill
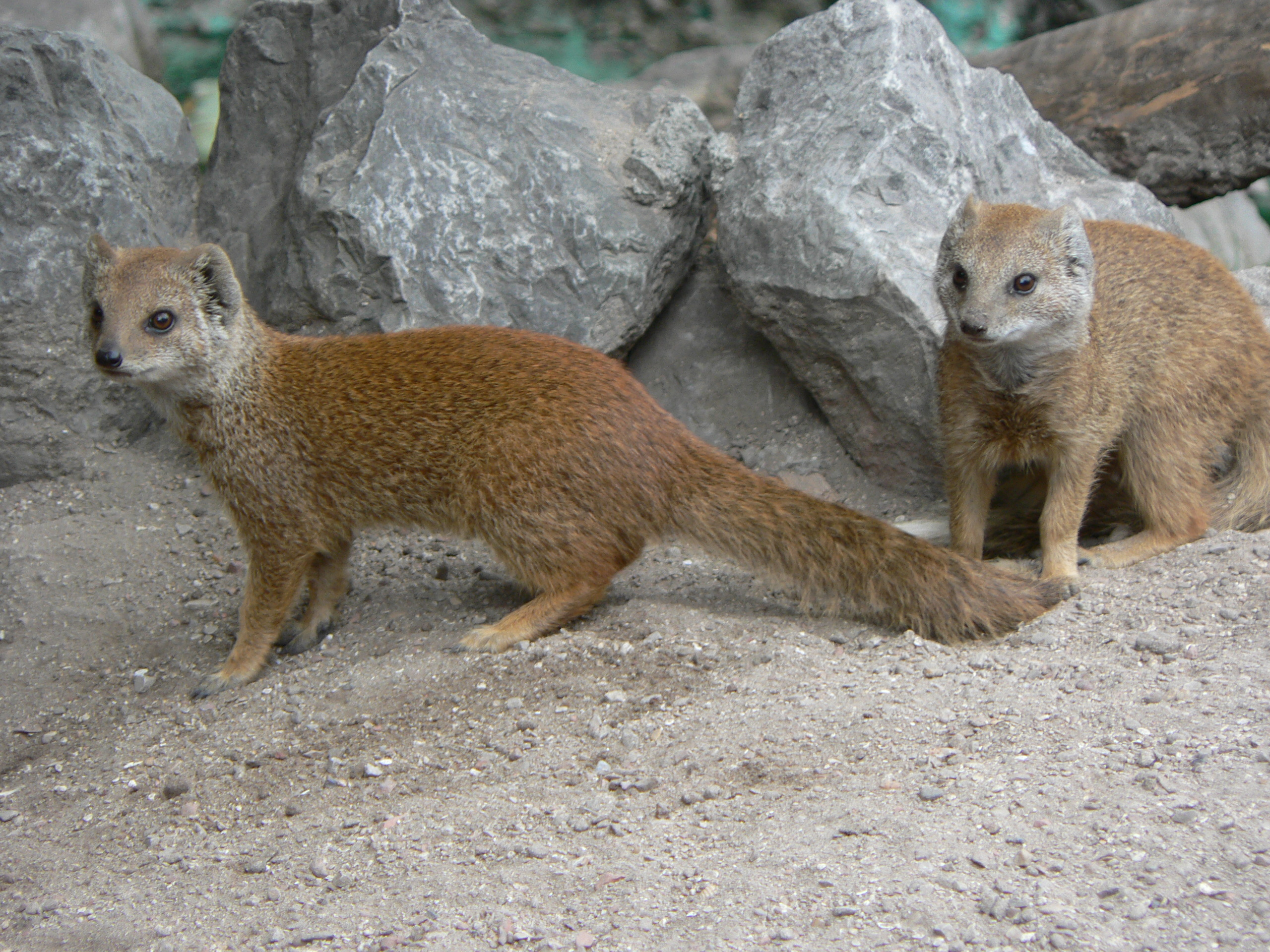
Mangouste
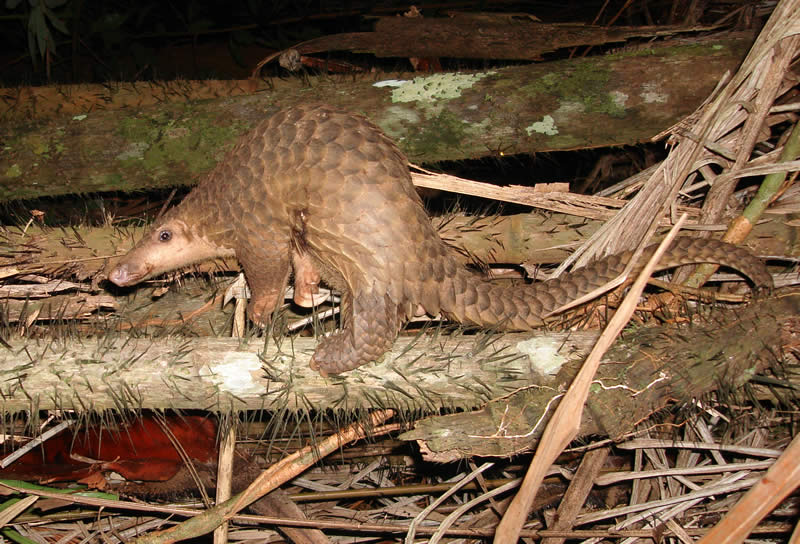
Pangolin
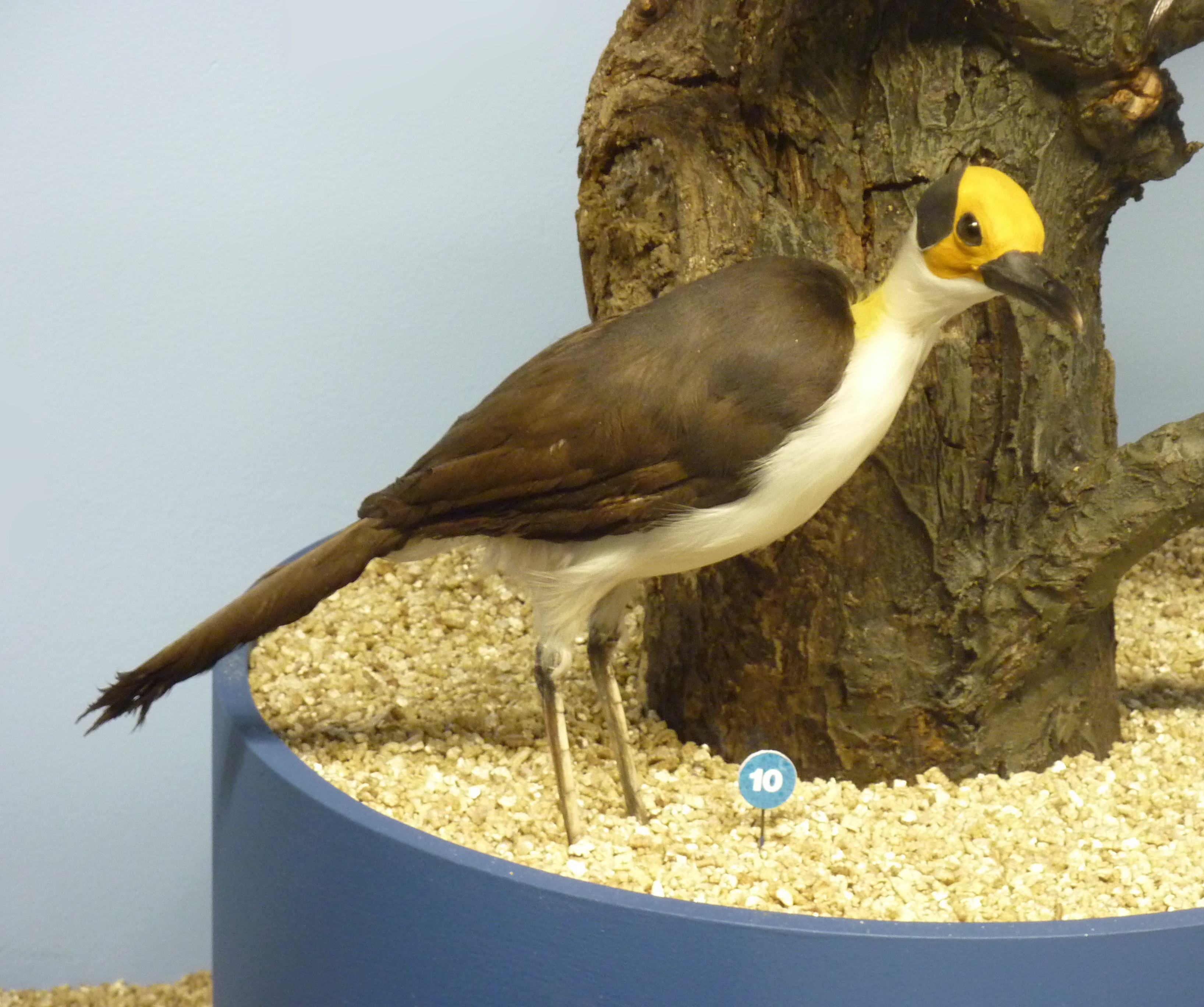
Picatharte
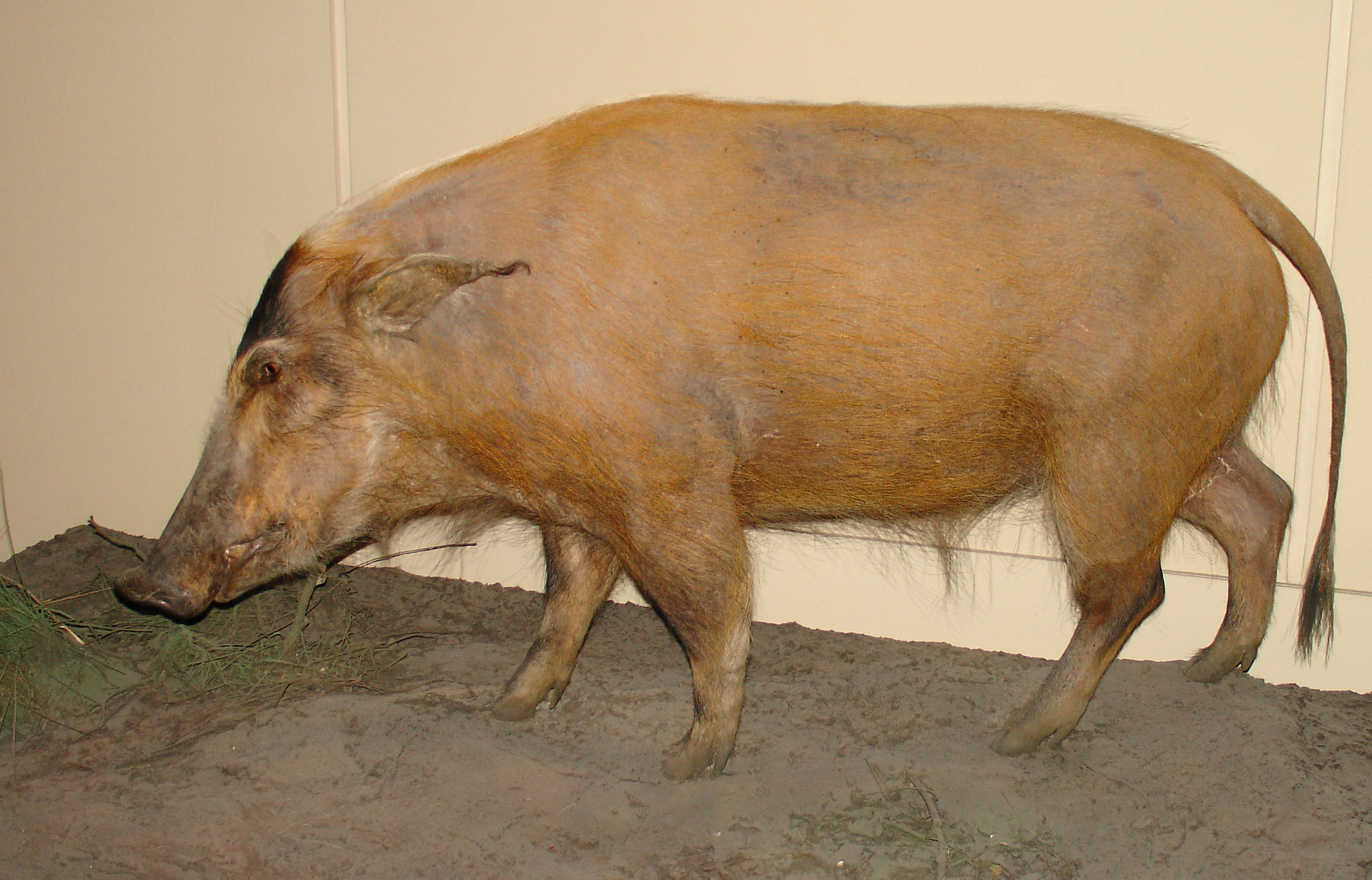
Potamochère
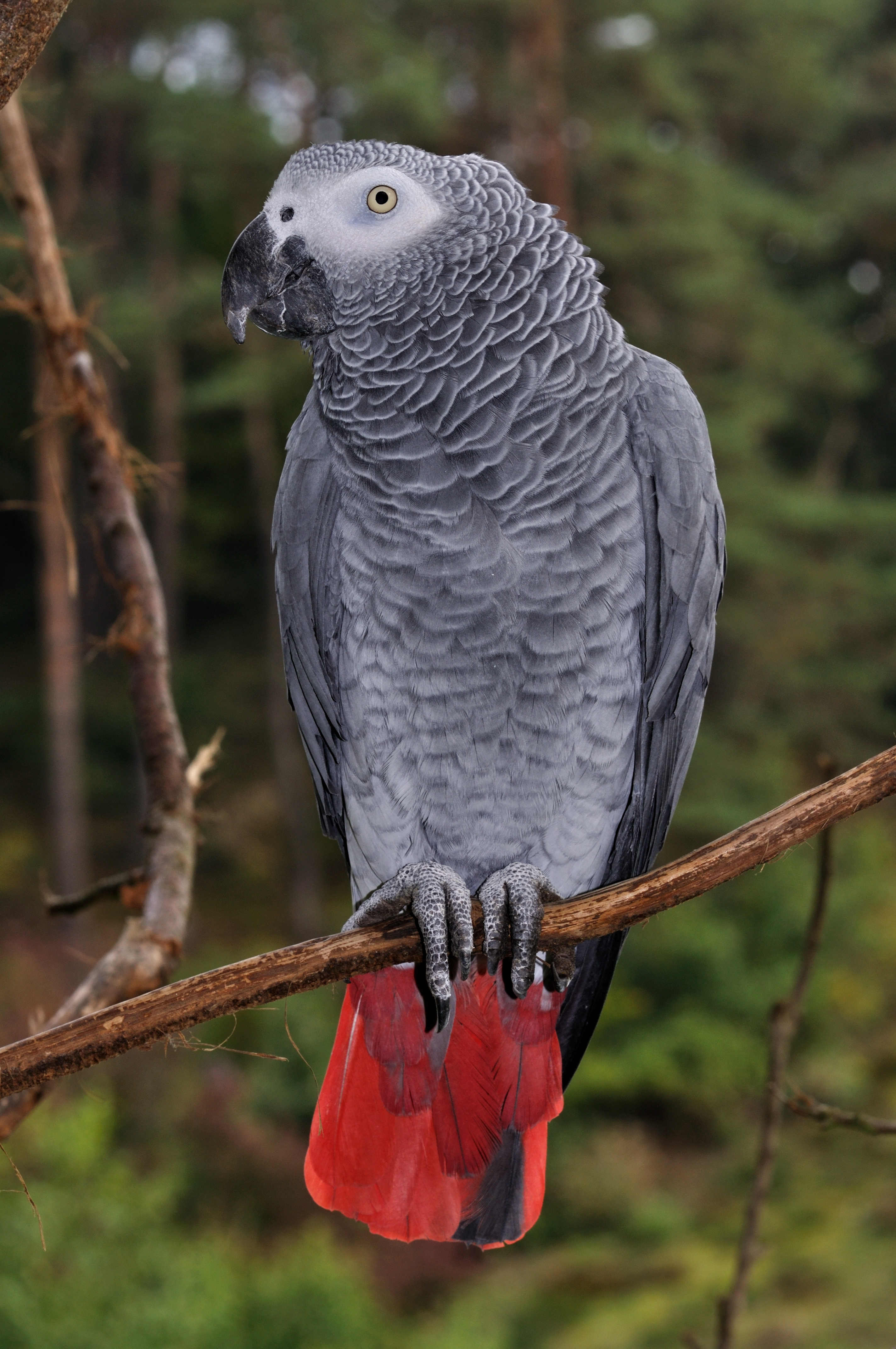
Perroquet gris
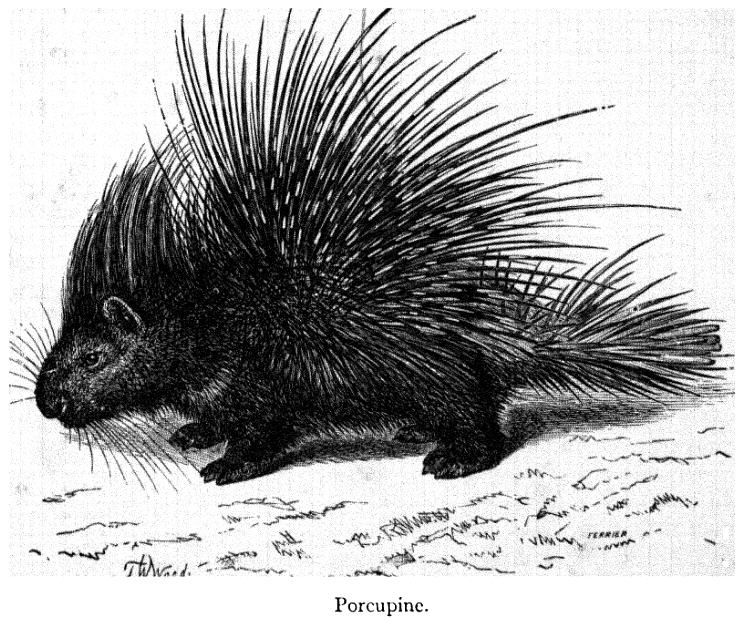
Porc-épic
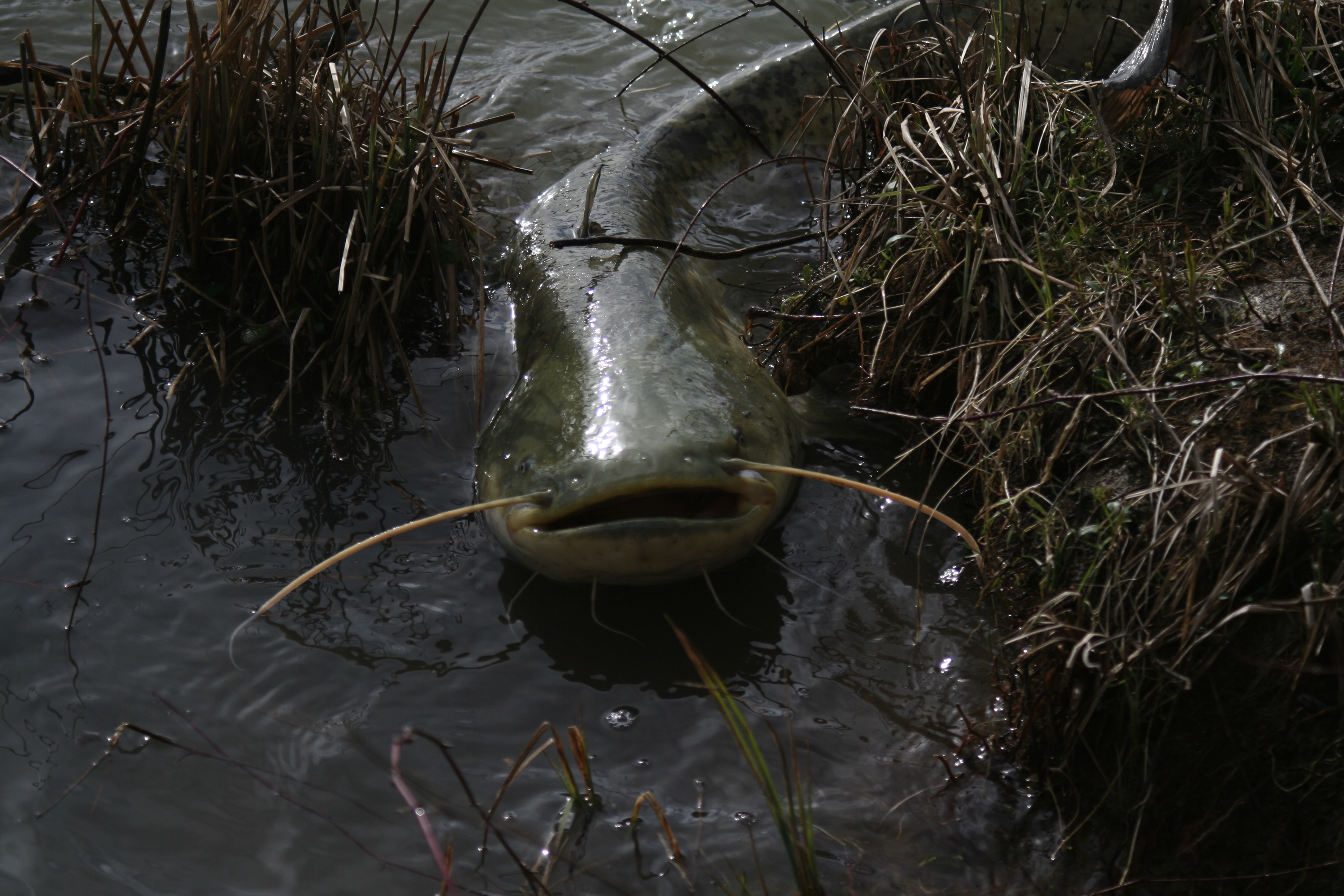
Silure
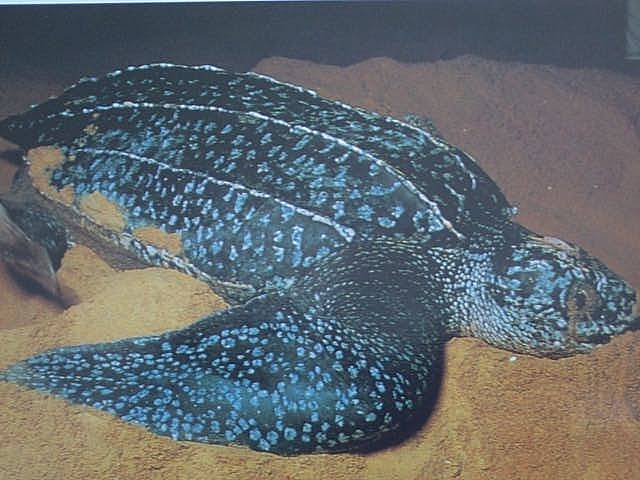
Tortue luth
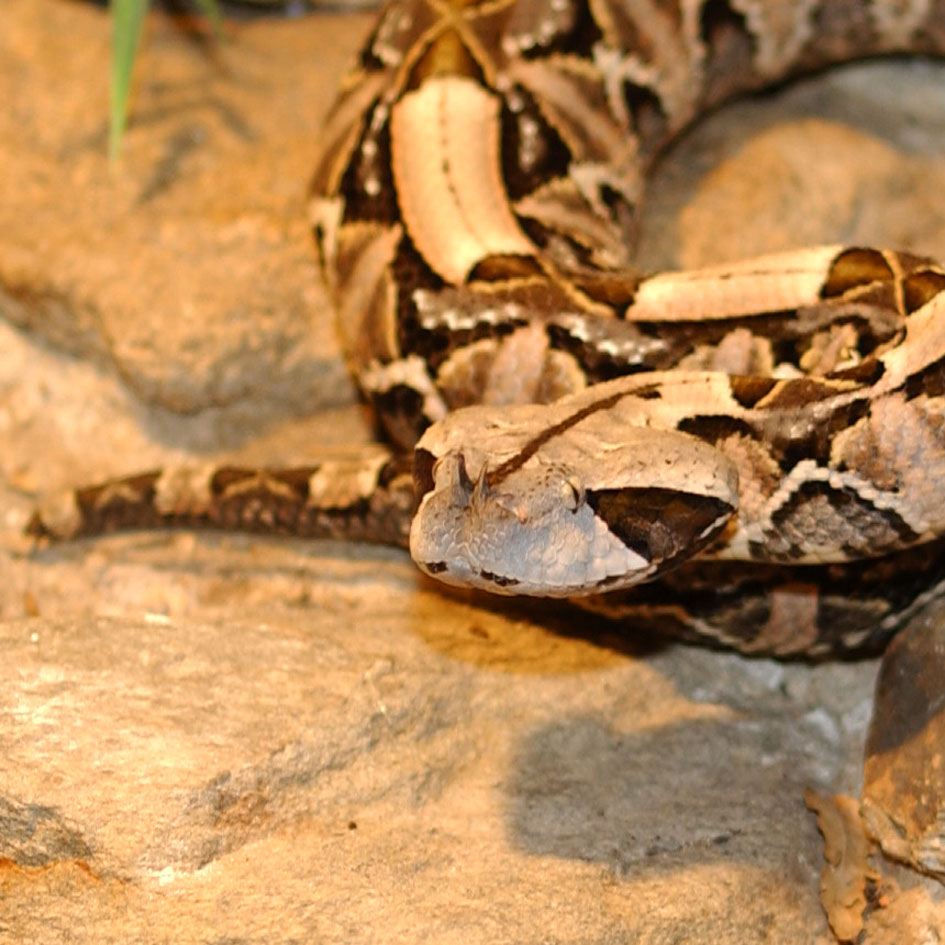
Vipère du Gabon

Selon les estimations, 77 à 85 % du territoire est recouvert par la forêt. Le Gabon possède ainsi le plus fort taux de superficie forestière par habitant en Afrique,.
La longueur du littoral est de 885 km.
Le point culminant du Gabon est le mont Bengoué, 1 070 mètres, 0° 57′ 38″ N, 13° 40′ 54″ E, dans le nord-est du pays dans la province de l'Ogooué-Ivindo.

#### Principaux cours d'eau
| Nom            | Type    | Longueur | Bassin ou sous-bassin |
| -------------- | ------- | -------- | --------------------- |
| Ogooué         | fleuve  | 1 200 km | 215 000 km2           |
| Ivindo         | rivière | 500 km   | 59 000 km2            |
| Ngounié        | rivière | 300 km   | 33 100 km2            |
| Nyanga         | fleuve  | 600 km   | 22 000 km2            |
| Komo (ou Como) | fleuve  | 230 km   | 5 000 km2             |

Hydrographie du Gabon.

Le bassin hydrographique de l'Ogooué couvre l'essentiel du territoire gabonais. C'est la raison pour laquelle cinq des neuf provinces administratives portent son nom. L'Ivindo, qui draine le quart nord-est du pays, et la Ngounié en sont les principaux affluents.
Le second bassin versant est celui de la Nyanga, le fleuve le plus méridional du pays. Le troisième est celui du Komo, qui prend source en Guinée équatoriale. C'est son estuaire, où est installée Libreville, qui a d'abord attiré les Européens au Gabon, plutôt que le delta marécageux de l'Ogooué.
Le Ntem, au nord, sert partiellement de frontière avec le Cameroun,.

#### Faune et flore

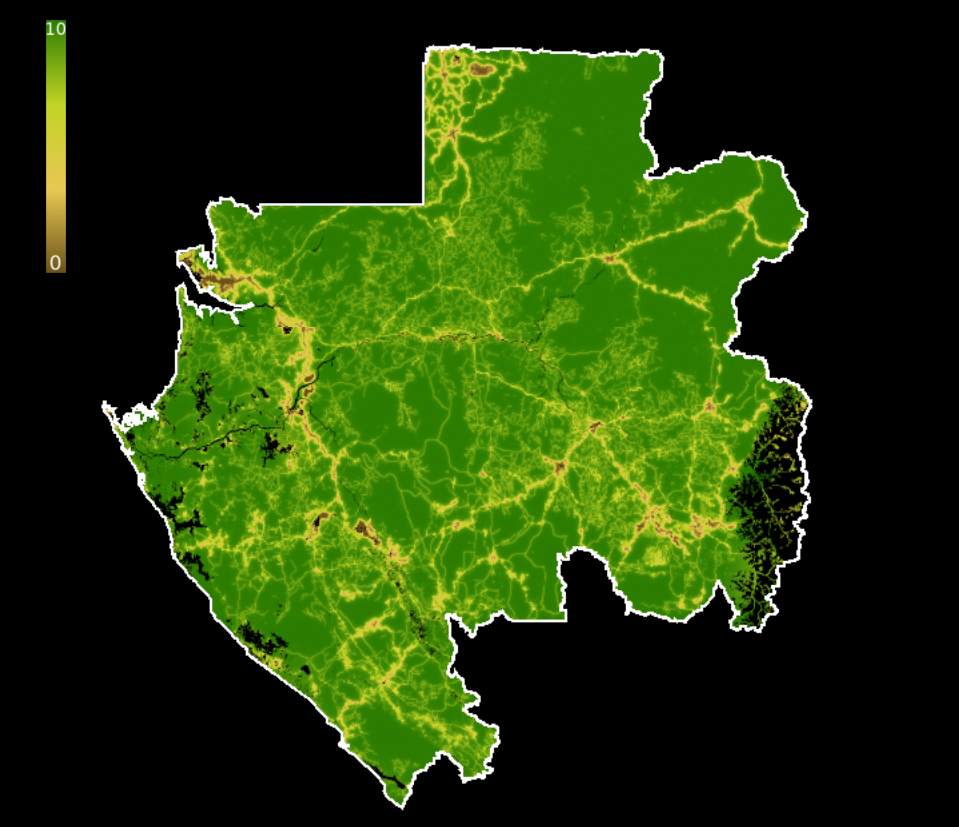
Le Gabon avait un score moyen de l'Indice d'intégrité du paysage forestier 2019 de 9.07, le classant neuvième sur 172 pays.

La faune et la flore du Gabon sont remarquables car la forêt équatoriale y est encore relativement bien préservée. Un grand nombre d'espèces animales et végétales sont protégées. La biodiversité gabonaise est sans doute l'une des plus élevées de la planète avec « 700 espèces d’oiseaux, 98 espèces d’amphibiens, entre 95 et 160 espèces de reptiles, près de 10 000 espèces de plantes, plus de 400 essences forestières et 198 espèces différentes de mammifères. » On y trouve de nombreuses espèces animales rares (le pangolin du Gabon, le picatharte…) ou endémiques (cercopithèque à queue de soleil…).
Le pays est une des réserves de faune les plus variées et les plus importantes d’Afrique : c'est un important refuge pour les chimpanzés (dont le nombre est estimé, en 2003, entre 27 000 et 64 000) et les Gorilles (35 000 recensés en 1983). La « Station d'études des gorilles et chimpanzés » à l'intérieur du parc national de la Lopé, se consacre à leur étude.
Il abrite aussi plus de la moitié de la population des éléphants de forêt d'Afrique avec 22 000 individus (2005) dans le parc national de Minkébé.

##### Faune, galerie photographique

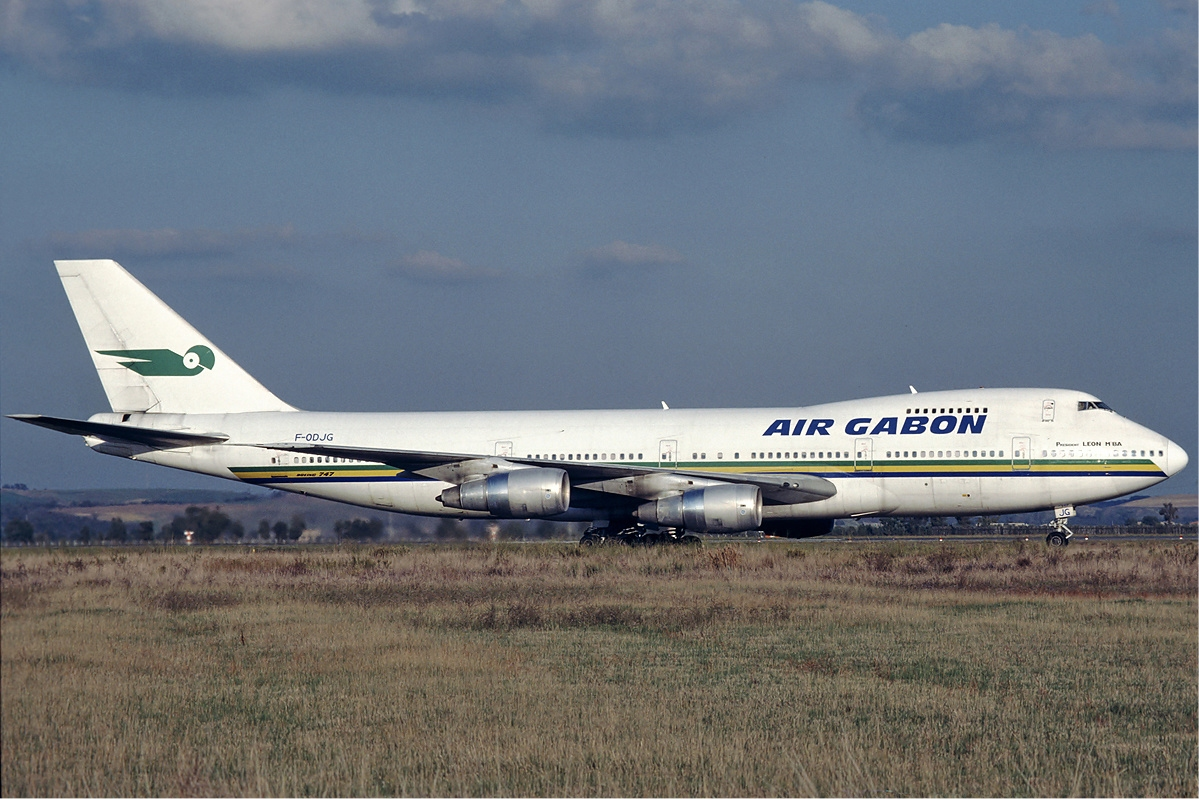
Perroquet stylisé sur la gouverne arrière d'un boeing d'Air Gabon.

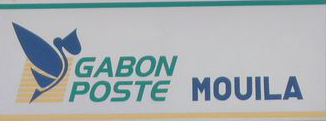
Mouila 2006.

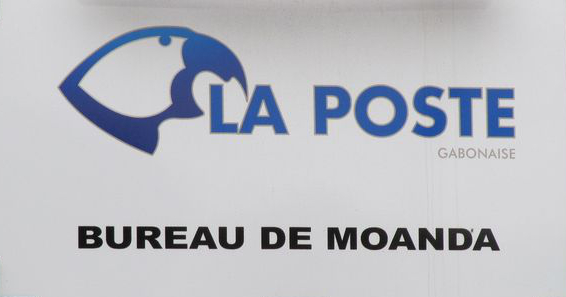
Moanda 2010.

L'emblème animal du Gabon est le perroquet gris ; il figurait sur les avions de la défunte compagnie nationale Air Gabon et il est celui de La Poste gabonaise depuis 2007.

##### Flore, galerie photographique
L'arbre typique du pays est l'okoumé. En effet la forêt à okoumé a fait la richesse du Gabon colonial depuis que ses qualités comme bois de déroulage pour la production de placages et de contreplaqués ont été reconnues, à l'extrême fin du XIXe siècle. Jusqu'à l'indépendance, l'okoumé a représenté la quasi-totalité des exportations gabonaises.

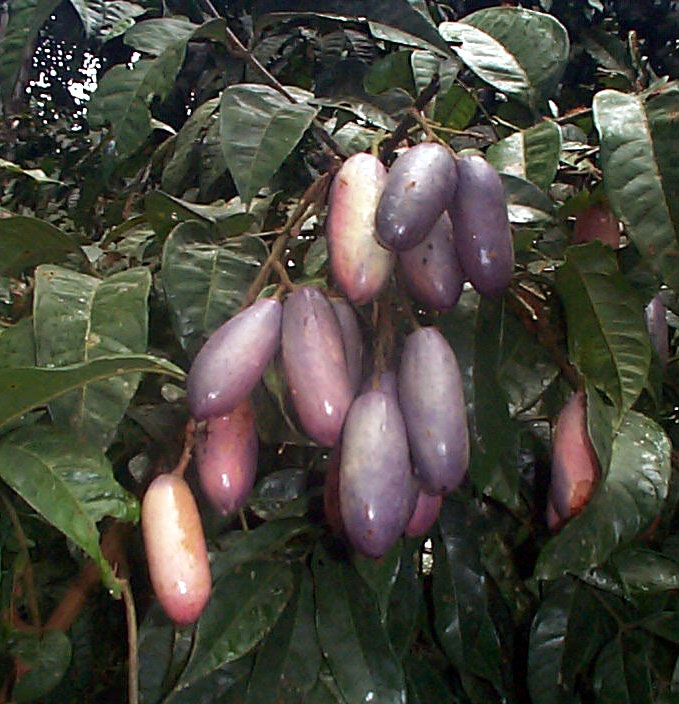
Atangatier
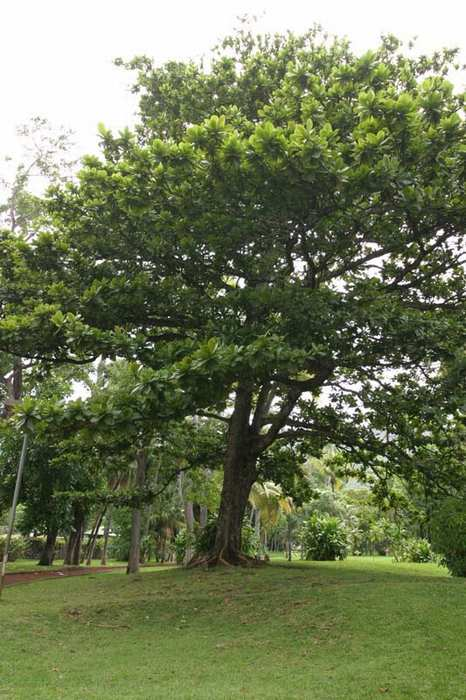
Badamier
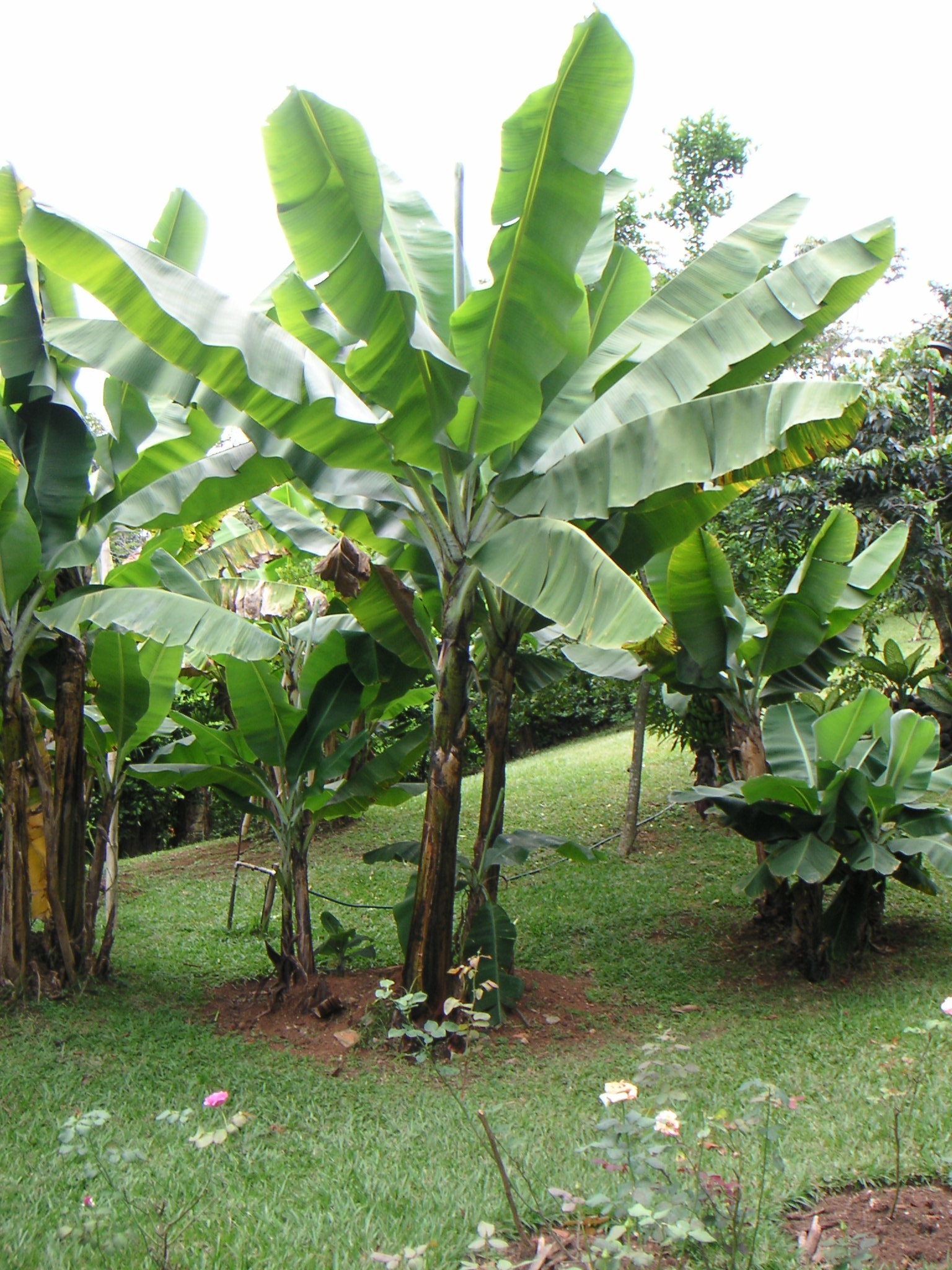
Bananier
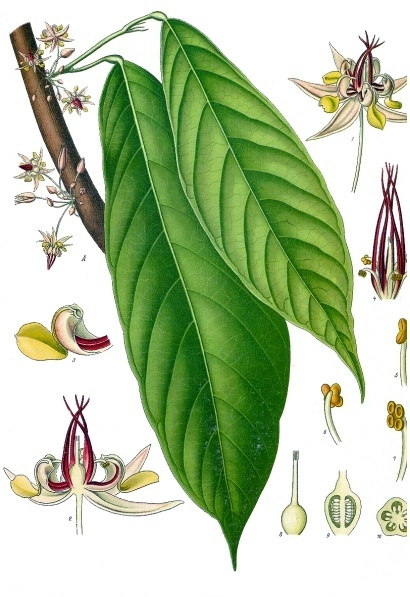
Cacaoyer Principalement dans la région de Makokou dans l'Ogooué-Ivindo
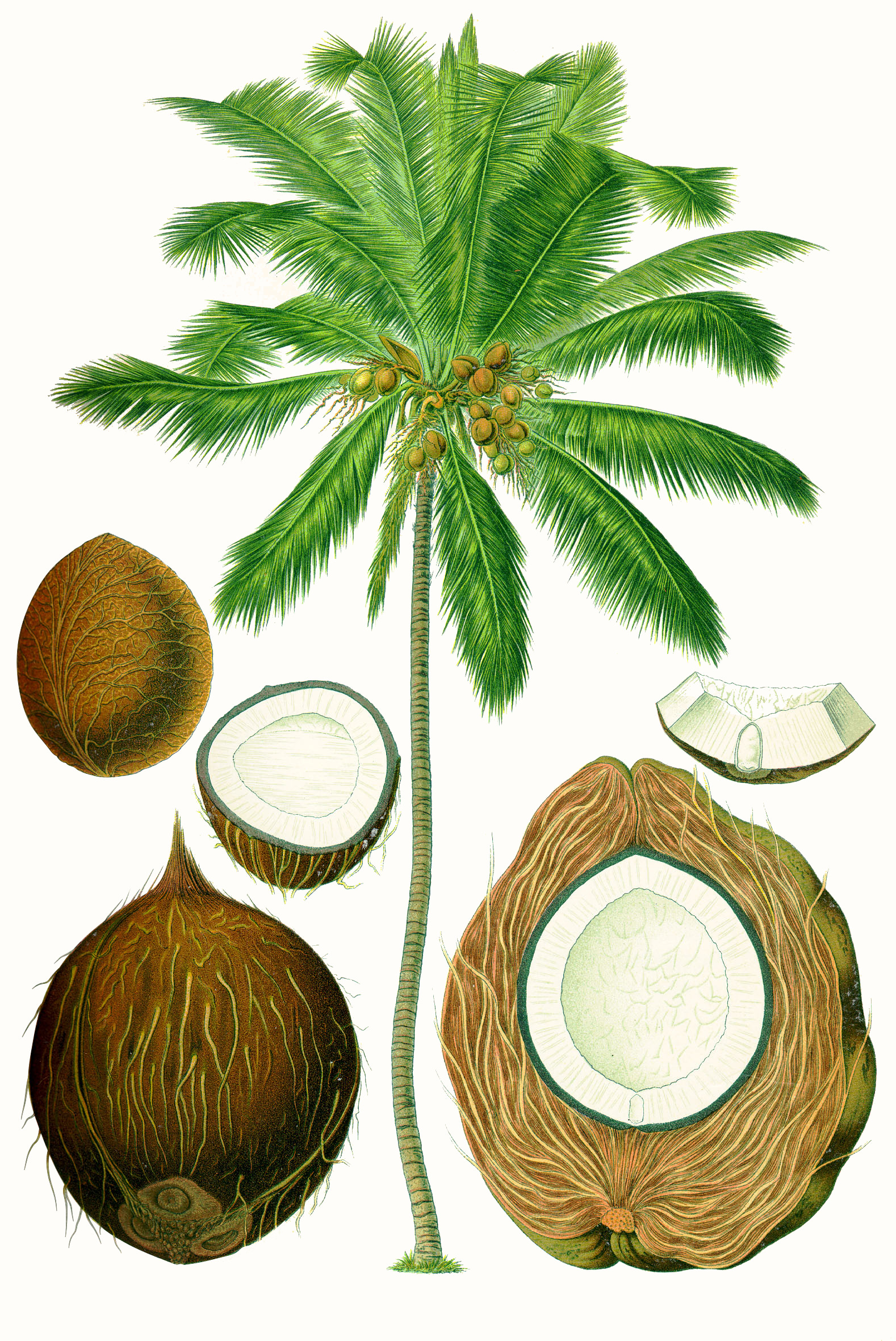
Cocotier
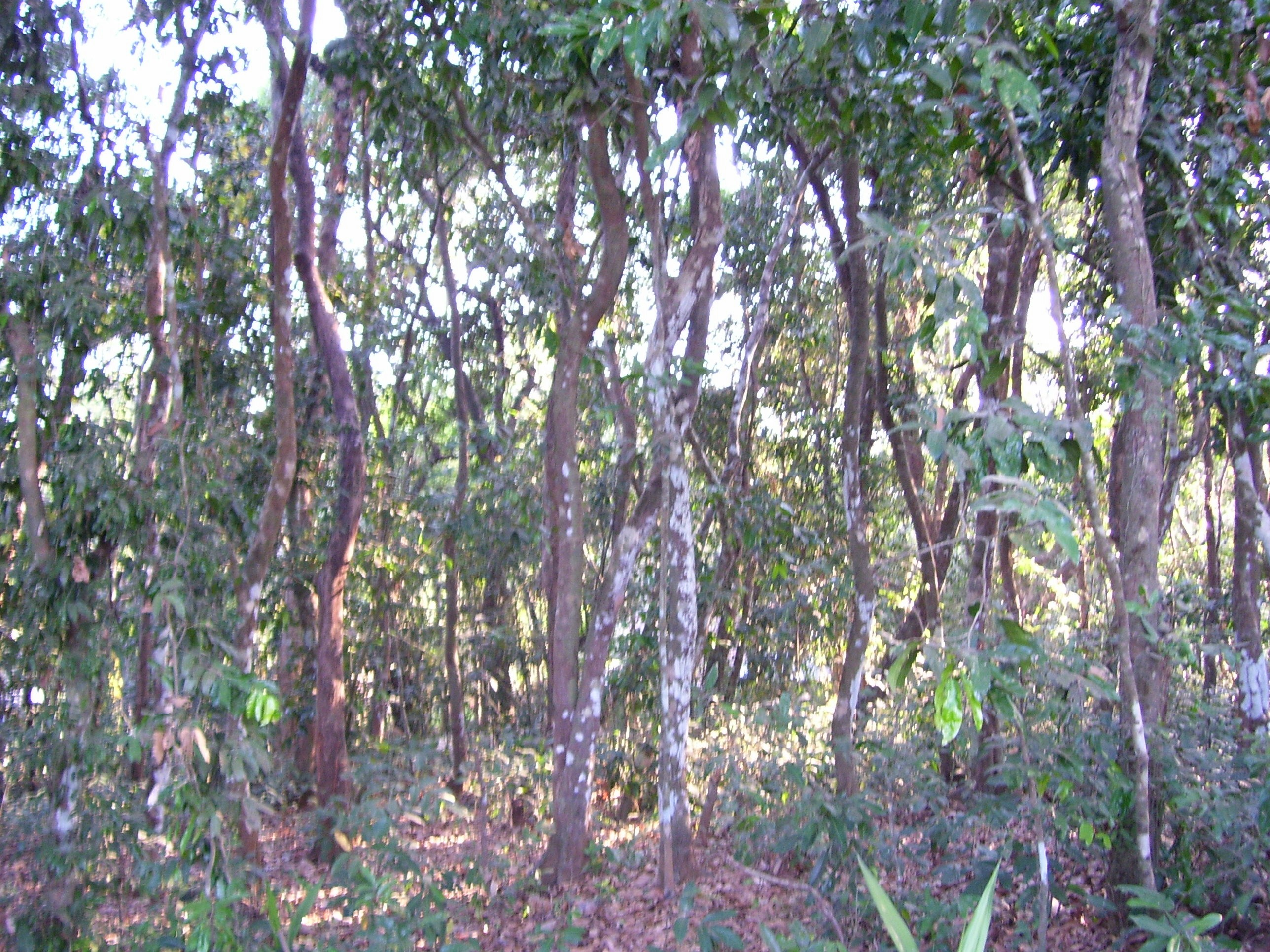
Ébène
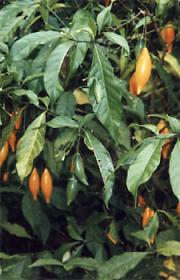
Iboga
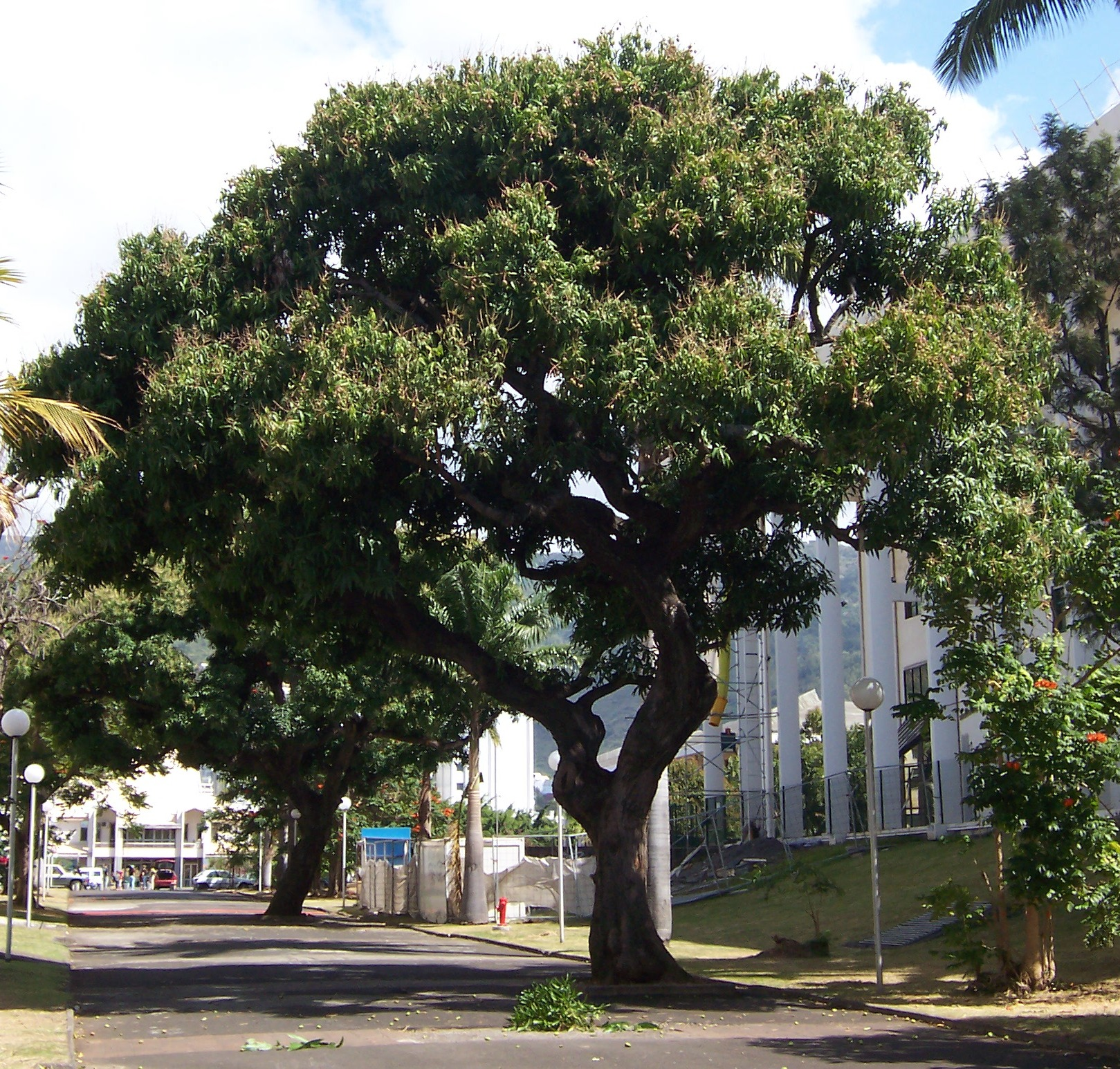
Manguier
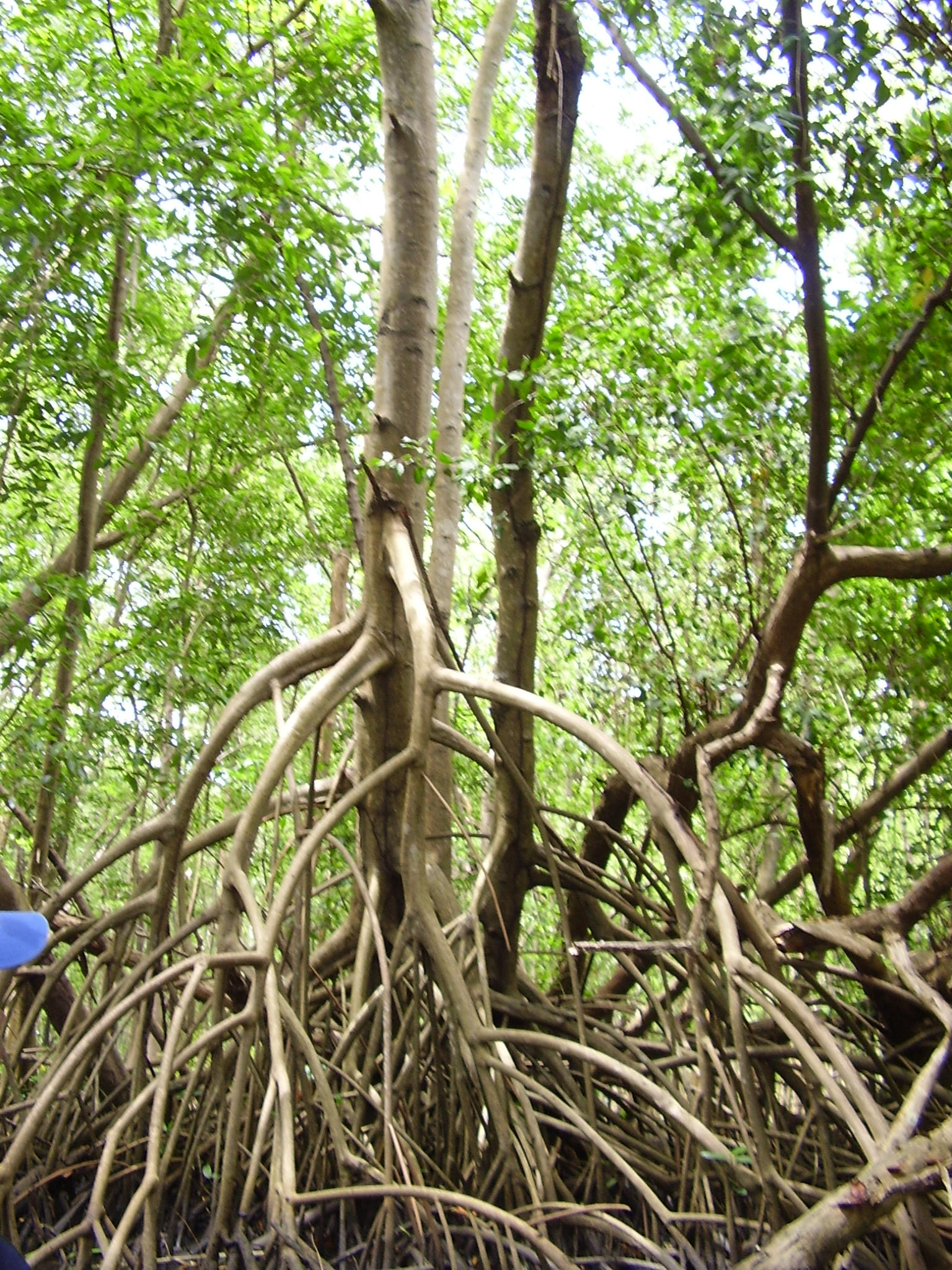
Palétuvier
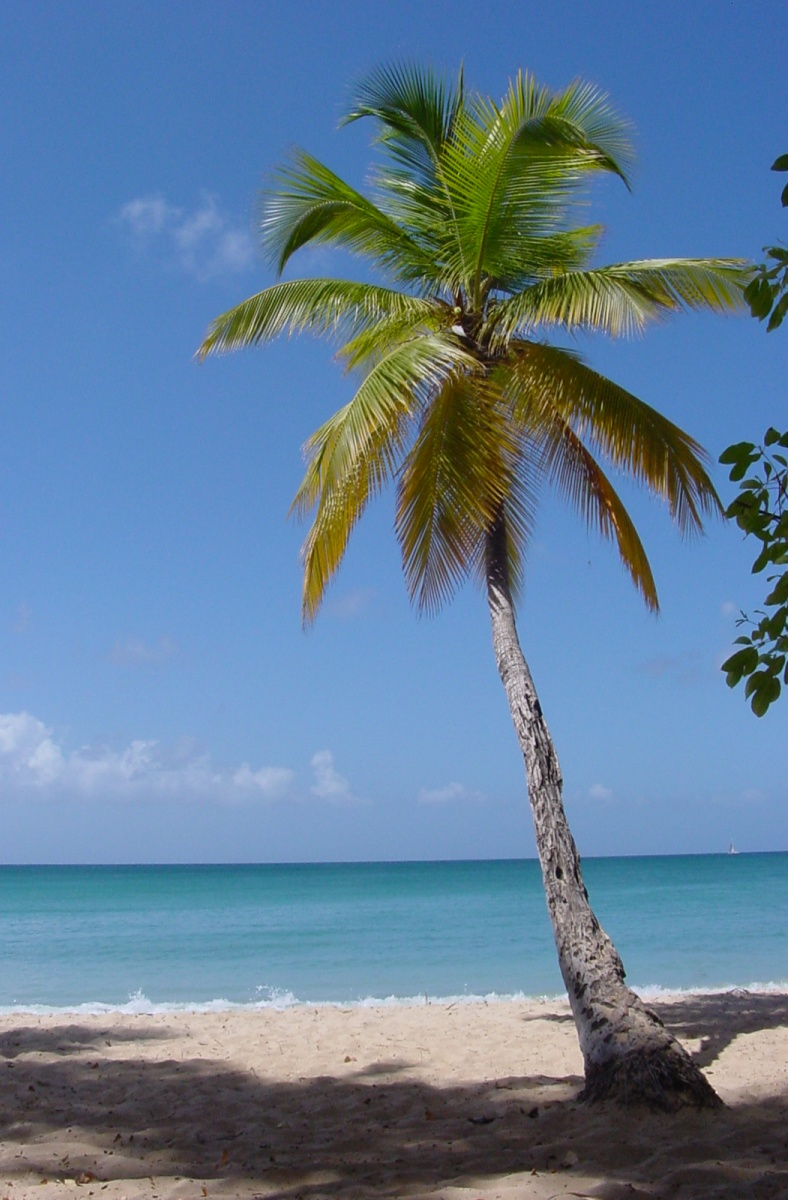
Palmier
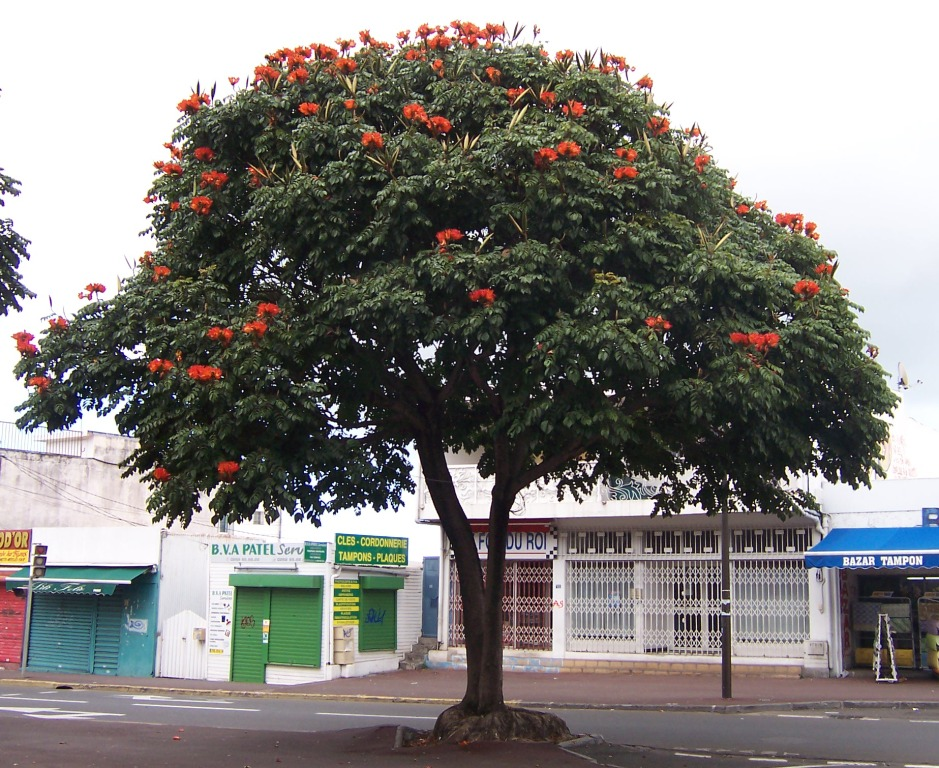
Tulipier du Gabon

##### Parcs nationaux
À l'occasion du sommet de la Terre, à Johannesbourg, en 2002, le Gabon a annoncé la création d'un réseau de 13 parcs nationaux, couvrant au total plus de 10 % du territoire du pays,. Le parc national de la Lopé est inscrit sur la liste du patrimoine mondial de l'UNESCO.
| Parc national | Province             | Superficie | Type de paysage         | \| Libreville Estuaire Haut-Ogooué Moyen-Ogooué Ngounié Nyanga Ogooué-Ivindo Ogooué-Lolo Ogooué-Maritime Woleu-Ntem Parc national · d'Akanda Parc national · de Birougou Parc national · d'Ivindo Parc national · de Loango Parc national · de Mayumba Parc national · de la Lopé Parc national · de Minkébé Parc national · des Monts de Cristal Parc national de · Moukalaba-Doudou Parc national · de Mwagna Parc national · des plateaux Batéké Parc national · de Pongara Parc national · de la Waka Réserve de · Wonga Wongué \| |
| Akanda | Estuaire             | 540 km2    | Mangrove                | \| Libreville Estuaire Haut-Ogooué Moyen-Ogooué Ngounié Nyanga Ogooué-Ivindo Ogooué-Lolo Ogooué-Maritime Woleu-Ntem Parc national · d'Akanda Parc national · de Birougou Parc national · d'Ivindo Parc national · de Loango Parc national · de Mayumba Parc national · de la Lopé Parc national · de Minkébé Parc national · des Monts de Cristal Parc national de · Moukalaba-Doudou Parc national · de Mwagna Parc national · des plateaux Batéké Parc national · de Pongara Parc national · de la Waka Réserve de · Wonga Wongué \| |
| Birougou | Ngounié, Ogooué-Lolo | 690 km2    | Montagne                | \| Libreville Estuaire Haut-Ogooué Moyen-Ogooué Ngounié Nyanga Ogooué-Ivindo Ogooué-Lolo Ogooué-Maritime Woleu-Ntem Parc national · d'Akanda Parc national · de Birougou Parc national · d'Ivindo Parc national · de Loango Parc national · de Mayumba Parc national · de la Lopé Parc national · de Minkébé Parc national · des Monts de Cristal Parc national de · Moukalaba-Doudou Parc national · de Mwagna Parc national · des plateaux Batéké Parc national · de Pongara Parc national · de la Waka Réserve de · Wonga Wongué \| |
| Ivindo | Ogooué-Ivindo        | 3 000 km2  | Forêt équatoriale       | \| Libreville Estuaire Haut-Ogooué Moyen-Ogooué Ngounié Nyanga Ogooué-Ivindo Ogooué-Lolo Ogooué-Maritime Woleu-Ntem Parc national · d'Akanda Parc national · de Birougou Parc national · d'Ivindo Parc national · de Loango Parc national · de Mayumba Parc national · de la Lopé Parc national · de Minkébé Parc national · des Monts de Cristal Parc national de · Moukalaba-Doudou Parc national · de Mwagna Parc national · des plateaux Batéké Parc national · de Pongara Parc national · de la Waka Réserve de · Wonga Wongué \| |
| Loango | Ogooué-Maritime      | 1 550 km2  | Côte sableuse           | \| Libreville Estuaire Haut-Ogooué Moyen-Ogooué Ngounié Nyanga Ogooué-Ivindo Ogooué-Lolo Ogooué-Maritime Woleu-Ntem Parc national · d'Akanda Parc national · de Birougou Parc national · d'Ivindo Parc national · de Loango Parc national · de Mayumba Parc national · de la Lopé Parc national · de Minkébé Parc national · des Monts de Cristal Parc national de · Moukalaba-Doudou Parc national · de Mwagna Parc national · des plateaux Batéké Parc national · de Pongara Parc national · de la Waka Réserve de · Wonga Wongué \| |
| Lopé | Ogooué-Ivindo        | 4 970 km2  | Forêt et savane         | \| Libreville Estuaire Haut-Ogooué Moyen-Ogooué Ngounié Nyanga Ogooué-Ivindo Ogooué-Lolo Ogooué-Maritime Woleu-Ntem Parc national · d'Akanda Parc national · de Birougou Parc national · d'Ivindo Parc national · de Loango Parc national · de Mayumba Parc national · de la Lopé Parc national · de Minkébé Parc national · des Monts de Cristal Parc national de · Moukalaba-Doudou Parc national · de Mwagna Parc national · des plateaux Batéké Parc national · de Pongara Parc national · de la Waka Réserve de · Wonga Wongué \| |
| Mayumba | Nyanga               | 970 km2    | Côte sableuse           | \| Libreville Estuaire Haut-Ogooué Moyen-Ogooué Ngounié Nyanga Ogooué-Ivindo Ogooué-Lolo Ogooué-Maritime Woleu-Ntem Parc national · d'Akanda Parc national · de Birougou Parc national · d'Ivindo Parc national · de Loango Parc national · de Mayumba Parc national · de la Lopé Parc national · de Minkébé Parc national · des Monts de Cristal Parc national de · Moukalaba-Doudou Parc national · de Mwagna Parc national · des plateaux Batéké Parc national · de Pongara Parc national · de la Waka Réserve de · Wonga Wongué \| |
| Minkébé | Woleu-Ntem           | 7 560 km2  | Forêt équatoriale       | \| Libreville Estuaire Haut-Ogooué Moyen-Ogooué Ngounié Nyanga Ogooué-Ivindo Ogooué-Lolo Ogooué-Maritime Woleu-Ntem Parc national · d'Akanda Parc national · de Birougou Parc national · d'Ivindo Parc national · de Loango Parc national · de Mayumba Parc national · de la Lopé Parc national · de Minkébé Parc national · des Monts de Cristal Parc national de · Moukalaba-Doudou Parc national · de Mwagna Parc national · des plateaux Batéké Parc national · de Pongara Parc national · de la Waka Réserve de · Wonga Wongué \| |
| Monts de Cristal | Estuaire             | 1 200 km2  | Montagne                | \| Libreville Estuaire Haut-Ogooué Moyen-Ogooué Ngounié Nyanga Ogooué-Ivindo Ogooué-Lolo Ogooué-Maritime Woleu-Ntem Parc national · d'Akanda Parc national · de Birougou Parc national · d'Ivindo Parc national · de Loango Parc national · de Mayumba Parc national · de la Lopé Parc national · de Minkébé Parc national · des Monts de Cristal Parc national de · Moukalaba-Doudou Parc national · de Mwagna Parc national · des plateaux Batéké Parc national · de Pongara Parc national · de la Waka Réserve de · Wonga Wongué \| |
| Moukalaba-Doudou | Nyanga               | 4 500 km2  | Forêt équatoriale       | \| Libreville Estuaire Haut-Ogooué Moyen-Ogooué Ngounié Nyanga Ogooué-Ivindo Ogooué-Lolo Ogooué-Maritime Woleu-Ntem Parc national · d'Akanda Parc national · de Birougou Parc national · d'Ivindo Parc national · de Loango Parc national · de Mayumba Parc national · de la Lopé Parc national · de Minkébé Parc national · des Monts de Cristal Parc national de · Moukalaba-Doudou Parc national · de Mwagna Parc national · des plateaux Batéké Parc national · de Pongara Parc national · de la Waka Réserve de · Wonga Wongué \| |
| Mwagna | Ogooué-Ivindo        | 1 160 km2  | Forêt équatoriale       | \| Libreville Estuaire Haut-Ogooué Moyen-Ogooué Ngounié Nyanga Ogooué-Ivindo Ogooué-Lolo Ogooué-Maritime Woleu-Ntem Parc national · d'Akanda Parc national · de Birougou Parc national · d'Ivindo Parc national · de Loango Parc national · de Mayumba Parc national · de la Lopé Parc national · de Minkébé Parc national · des Monts de Cristal Parc national de · Moukalaba-Doudou Parc national · de Mwagna Parc national · des plateaux Batéké Parc national · de Pongara Parc national · de la Waka Réserve de · Wonga Wongué \| |
| Plateaux Batéké | Haut-Ogooué          | 2 050 km2  | Forêt équatoriale       | \| Libreville Estuaire Haut-Ogooué Moyen-Ogooué Ngounié Nyanga Ogooué-Ivindo Ogooué-Lolo Ogooué-Maritime Woleu-Ntem Parc national · d'Akanda Parc national · de Birougou Parc national · d'Ivindo Parc national · de Loango Parc national · de Mayumba Parc national · de la Lopé Parc national · de Minkébé Parc national · des Monts de Cristal Parc national de · Moukalaba-Doudou Parc national · de Mwagna Parc national · des plateaux Batéké Parc national · de Pongara Parc national · de la Waka Réserve de · Wonga Wongué \| |
| Pongara | Estuaire             | 870 km2    | Mangrove, côte sableuse | \| Libreville Estuaire Haut-Ogooué Moyen-Ogooué Ngounié Nyanga Ogooué-Ivindo Ogooué-Lolo Ogooué-Maritime Woleu-Ntem Parc national · d'Akanda Parc national · de Birougou Parc national · d'Ivindo Parc national · de Loango Parc national · de Mayumba Parc national · de la Lopé Parc national · de Minkébé Parc national · des Monts de Cristal Parc national de · Moukalaba-Doudou Parc national · de Mwagna Parc national · des plateaux Batéké Parc national · de Pongara Parc national · de la Waka Réserve de · Wonga Wongué \| |
| Waka | Ngounié              | 1 070 km2  | Montagne                | \| Libreville Estuaire Haut-Ogooué Moyen-Ogooué Ngounié Nyanga Ogooué-Ivindo Ogooué-Lolo Ogooué-Maritime Woleu-Ntem Parc national · d'Akanda Parc national · de Birougou Parc national · d'Ivindo Parc national · de Loango Parc national · de Mayumba Parc national · de la Lopé Parc national · de Minkébé Parc national · des Monts de Cristal Parc national de · Moukalaba-Doudou Parc national · de Mwagna Parc national · des plateaux Batéké Parc national · de Pongara Parc national · de la Waka Réserve de · Wonga Wongué \| |
| Libreville Estuaire Haut-Ogooué Moyen-Ogooué Ngounié Nyanga Ogooué-Ivindo Ogooué-Lolo Ogooué-Maritime Woleu-Ntem Parc national · d'Akanda Parc national · de Birougou Parc national · d'Ivindo Parc national · de Loango Parc national · de Mayumba Parc national · de la Lopé Parc national · de Minkébé Parc national · des Monts de Cristal Parc national de · Moukalaba-Doudou Parc national · de Mwagna Parc national · des plateaux Batéké Parc national · de Pongara Parc national · de la Waka Réserve de · Wonga Wongué |                      |            |                         | |

### Géographie administrative

#### Pays frontaliers
Les frontières terrestres du Gabon sont de 2 551 km et se décomposent comme suit : 1 903 km de frontière commune avec la république du Congo, 350 km avec la Guinée équatoriale et 298 km avec le Cameroun.

#### Subdivisions
Le Gabon est divisé en neuf provinces, dirigées chacune par un gouverneur, elles-mêmes subdivisées en départements dépendant d'un préfet et, parfois, en districts, dépendant d'un sous-préfet.

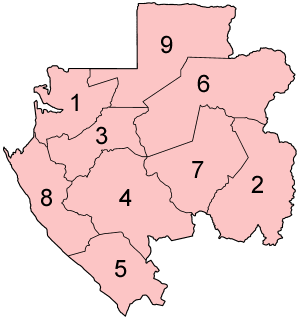
Numérotation des provinces du Gabon

| \| v · d · m Équateur Estuaire Haut-Ogooué Moyen-Ogooué Ngounié Nyanga Ogooué-Ivindo Ogooué-Lolo Ogooué-Maritime Woleu-Ntem Franceville Koulamoutou Lambaréné Libreville Makokou Mouila Oyem Port-Gentil Tchibanga mont Bengoué mont Milondo mont Iboundji Guinée équatoriale République du Congo Cameroun \| | Provinces (chef-lieu entre parenthèses) 1. Estuaire (Libreville) 2. Haut-Ogooué (Franceville) 3. Moyen-Ogooué (Lambaréné) 4. Ngounié (Mouila) 5. Nyanga (Tchibanga) 6. Ogooué-Ivindo (Makokou) 7. Ogooué-Lolo (Koulamoutou) 8. Ogooué-Maritime (Port-Gentil) 9. Woleu-Ntem (Oyem) |
| Équateur Estuaire Haut-Ogooué Moyen-Ogooué Ngounié Nyanga Ogooué-Ivindo Ogooué-Lolo Ogooué-Maritime Woleu-Ntem Franceville Koulamoutou Lambaréné Libreville Makokou Mouila Oyem Port-Gentil Tchibanga mont Bengoué mont Milondo mont Iboundji Guinée équatoriale République du Congo Cameroun                 | |

## Économie

### Généralités

Évolution historique du produit intérieur brut par habitant du Gabon

Le Gabon est un pays au sous-sol très riche. Il exporte du manganèse, du pétrole (il adhère à l'Organisation des pays exportateurs de pétrole (OPEP) en 1975 et s'en retire en 1995 puis réintègre l'organisation en 2016), du gaz naturel, du fer, du bois et bien d'autres produits de son sol et de son sous-sol depuis longtemps. L'exploitation des mines d'uranium de Mounana, situées à 90 km de Franceville, a été interrompue en 2001 du fait de l'arrivée sur le marché mondial de nouveaux concurrents,. La relance de l'exploitation de ses importants gisements d'uranium est aujourd'hui d'actualité. Le train de Franceville à Libreville (le Transgabonais) exporte, depuis les années 1980, les ressources des mines de manganèse, d'uranium et de fer situées à Moanda. Les gisements ferreux de Bélinga au nord-est de Makokou, dont les réserves sont estimées à un milliard de tonnes, ne sont pas encore exploités,,. Cependant, globalement, la « manne pétrolière » n'a que très partiellement servi à moderniser le pays et à diversifier l'économie.
Le pays possède l'indice de développement humain le plus élevé d'Afrique subsaharienne, Maurice et les Seychelles exclues. Il dispose, pour ce qui concerne l'Afrique continentale, du deuxième revenu par habitant derrière la Guinée équatoriale et devant le Botswana. Le produit intérieur brut par habitant est relativement élevé, évalué entre 15 et 16 000 $ US avec le 73e rang mondial. Et, quoique touché par la crise économique mondiale de 2008, le produit intérieur brut (PIB) gabonais a, depuis, augmenté de plus de 6 % par an pour la période 2010-2012.
Cependant, du fait de l'inégalité dans la répartition des revenus, une proportion importante de la population reste pauvre. Le PIB en parité de pouvoir d'achat place le pays à la 113e place et la Banque mondiale estime qu'en 2005 un tiers de la population est touché par la pauvreté. Du point de vue social, « le Gabon est confronté au paradoxe socio-économique d’appartenir du fait de son PIB par tête au groupe des Pays à Revenus Intermédiaires (PRI) tout en s’apparentant du fait de ses indicateurs sociaux au groupe des Pays les moins avancés (PMA) » sachant que le pays connaît en outre un taux de chômage élevé, à 27 % de la population active en 2012. Les Gabonais doivent également faire face à la dégradation[Quand ?] de l’accès aux soins, à la déficience des services publics, ou encore à des coupures récurrentes d’électricité. À partir de 2014, la baisse des cours du pétrole entraîne une baisse des recettes de l'État et une augmentation de l'endettement public. Le Gabon se rapproche alors du Fonds monétaire international, de la Banque mondiale, de la Banque africaine de développement et de l'État français pour obtenir des aides à hauteur de plusieurs centaines de millions d'euros sur trois ans.

### Secteurs économiques
Les hydrocarbures représentent près de 50 % du PIB, 60 % des recettes fiscales et 80 % des exportations. Shell Gabon et Total Gabon assurent 60 % de la production. La ville de Port-Gentil et ses environs (cap Lopez) concentrent la majeure partie des activités pétrolières (raffinage, oléoduc, terminal pétrolier).
Le deuxième secteur économique, en poids dans le PIB, est celui du bois, qui représente 13 % des exportations et 60 % des recettes d'exportation hors pétrole. C'est, après l'État, le premier employeur du pays, avec 28 % de la population active. Une soixantaine d'essences de bois sont exploitées, l'okoumé et l'ozigo étant les deux principales. Le Gabon est le second producteur mondial d'okoumé (après le Cameroun) et le premier exportateur mondial. Depuis le 1er janvier 2010, le Gabon interdit l’exportation des grumes pour favoriser la transformation locale du bois,.
Le troisième secteur économique est celui des minerais, notamment le manganèse, qui représente 4 % du PIB et 6 % des exportations du pays. Le Gabon est le deuxième producteur mondial de manganèse, après la Chine.
L'agriculture gabonaise est peu développée, l'essentiel de la production agricole est vivrière. Le secteur agricole représente, en 2007, 3,5 % du PIB. Il existe une filière cacao-café héritée de la période coloniale ; elle est en déclin constant depuis les années 1970. La production de caoutchouc s'est stabilisée depuis le milieu des années 1990 mais le niveau de production est très faible (l'ordre de grandeur est de 1 à 20) par rapport aux principaux producteurs. L'élevage est, quant à lui, essentiellement « villageois », commercialisé sur place. Enfin le potentiel halieutique du Gabon est élevé, mais sous-exploité ; les Gabonais sont les plus gros consommateurs de poisson par habitant de la sous-région et la pêche ne couvre qu'un tiers des besoins,.

### Transports
La prédominance des forêts au Gabon est telle que la problématique du transport, tant pour les personnes que pour les marchandises, est un sujet crucial pour le pays et son économie. Les cours d'eau ont toujours été le principal moyen de communication dans l'inextricable végétation car la navigation aérienne est très coûteuse, le réseau routier est limité et le chemin de fer (le Transgabonais) se résume à une seule ligne.
Cela fait que l'Ogooué reste une importante voie d'évacuation pour l'okoumé et que les deux principales villes du pays, Libreville et Port-Gentil, ne sont pas reliées par route, sa construction devant s'achever en 2017,.

#### Transport routier
La densité et la qualité du réseau routier gabonais sont très faibles. L'Afrique a la densité la plus faible du monde et la densité du réseau gabonais est inférieure de plus de la moitié à celle du continent dans son ensemble (Afrique 81,5 km pour 1 000 km2, Gabon 34,26). Le réseau routier est estimé à 9 170 km dont environ 10 % est bitumé (1 055 km) ; parmi ces routes bitumées, moins de 20 % sont considérées comme en bon état.

#### Transport ferroviaire
Le Transgabonais, long de 669 km, construit entre 1978 et 1986, est essentiellement dédié aux matières premières extraites dans l'Est du pays, dans la région de Franceville. Il permet d'acheminer le minerai jusqu'au port d'Owendo. Sa construction a aussi bénéficié aux exploitants de bois, le train « lourd » comportant jusqu'à 270 wagons, étant bien adapté au transport pondéreux. La mise en exploitation du gisement de fer de Bélinga devrait s'accompagner de la création d'un nouvel axe ferroviaire reliant Bélinga à Booué, gare du Transgabonais et, par ailleurs, porte d'entrée du parc national de la Lopé,,.

#### Transport fluvial
Le transport fluvial est opéré essentiellement à partir des ports d'Owendo, près de Libreville et de Port-Gentil car c'est là que convergent les marchandises de ce pays tourné vers la mer pour son commerce extérieur.
Le transport fluvial et maritime de passagers se concentre essentiellement sur les liaisons Libreville - Port-Gentil (via l'océan, du fait de l'absence de route) et sur la desserte régionale de la zone des lacs (département d'Ogooué et des Lacs) aux alentours de Lambaréné,. La longueur des voies navigables est estimée à 1 600 km en 2010.

#### Transport aérien
Le Gabon dispose de trois aéroports internationaux : l'aéroport international Léon-Mba (Libreville), celui de Port-Gentil, celui de Franceville ainsi que de soixante aérodromes locaux dont trente à vocation commerciale,.

## Démographie
Le Gabon fait partie de la « zone de sous-peuplement » de l'espace Gabon-Congo avec une densité de population très faible (7,4 hab./km2 contre 37 hab./km2 pour l'ensemble du continent africain) et une fécondité sensiblement inférieure à la moyenne : en 2016 l'indice synthétique de fécondité était de 3,79 et le taux de croissance annuelle de 2 %, contre 5,8 et 2,8 % pour l'Afrique subsaharienne,.
Cette faible fécondité, notamment dans l'est du pays, a été une des raisons de la création du « Centre international de recherches médicales de Franceville » en 1979,,.
Le paradoxe de ce pays peu peuplé est que la moitié de sa population vit dans les deux grandes villes (Libreville et Port-Gentil) ce qui donne au Gabon l'un des plus forts taux d'urbanisation de l'Afrique avec une concentration de peuplement élevée. En comparaison, à l'intérieur du pays, la densité hors agglomération est similaire à celle des pays désertiques sahariens, inférieure à 2 hab./km².
| Hommes | Classe d’âge | Femmes |
| ------ | ------------ | ------ |
| 0      | 90-94        | 1      |
| 1      | 85-89        | 2      |
| 3      | 80-84        | 4      |
| 5      | 75-79        | 7      |
| 8      | 70-74        | 9      |
| 12     | 65-69        | 12     |
| 16     | 60-64        | 16     |
| 22     | 55-59        | 22     |
| 26     | 50-54        | 26     |
| 32     | 45-49        | 31     |
| 37     | 40-44        | 37     |
| 44     | 35-39        | 45     |
| 53     | 30-34        | 53     |
| 63     | 25-29        | 63     |
| 74     | 20-24        | 73     |
| 86     | 15-19        | 85     |
| 87     | 10-14        | 86     |
| 89     | 5-9          | 87     |
| 94     | 0-4          | 92     |

Source des graphiques U.N. World Population Prospects, révision 2012.
- Population : 0-14 ans : 42,2 % ; 15-64 ans : 54 % ; + 65 ans : 3,9 %
- Taux de migration : 0 % (en 2007), -0,2 % (est. 2013[2])

### Langues et ethnies

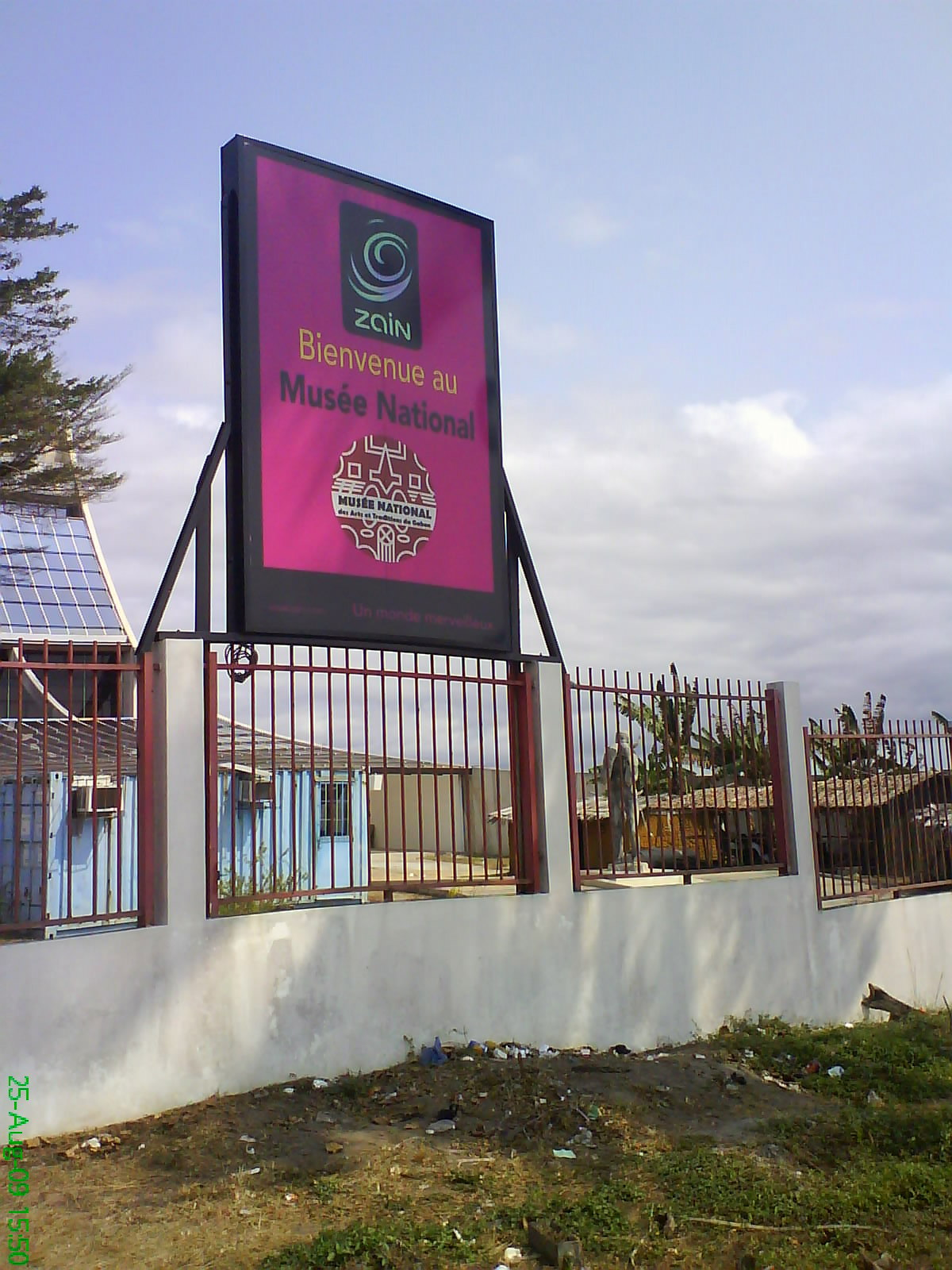
Pancarte en français au musée national de Libreville.

La langue officielle du Gabon est le français qui, selon les estimations, est parlé par 80 % de la population,. Il s'agit de la plus forte proportion de tous les pays du continent africain. Le Gabon est membre de plein droit de l'Organisation internationale de la francophonie de même que de l'Assemblée parlementaire de la francophonie.
Avant la Seconde Guerre mondiale, très peu de Gabonais avaient appris le français et presque tous ceux qui connaissaient le français travaillaient alors dans l'administration coloniale. Après la guerre, la France introduit l'éducation primaire pour tous dans toutes ses colonies africaines et le recensement de 1960 montre que 47 % des Gabonais de plus de quatorze ans parlent le français, même si seulement 13 % savent lire et écrire dans cette langue. Dans les années 1990, le taux d'alphabétisation atteint environ 60 %. Le français est la langue maternelle d'un tiers des Gabonais.
Plus de 10 000 Français vivent au Gabon et l'influence de la France reste prédominante économiquement et culturellement.
Le Gabon abrite la première station de radio internationale du continent africain, Africa no 1, qui diffuse ses émissions en français. Les émetteurs sont installés à Moyabi, à 600 km au sud de Libreville.
Une cinquantaine de langues bantoues ainsi que le baka, langue pygmée, sont pratiquées au Gabon.
Le Gabon compte près d'une cinquantaine d'ethnies. Aucune des ethnies gabonaises n'est majoritaire, mais les plus importantes au point de vue numérique sont, :
- les Fangs (32 à 23,3 %), présents dans cinq des neuf régions, mais surtout dans le Woleu-Ntem (nord) et dans l’Estuaire (région de Libreville)[161]
- les Punu-Eshira/Vili (18,9 à 12 %)
- les Nzebis (dont les Bandjabi, Adouma, Awandji, Batsiagui, Sihou, Bassissihou, Ivili, Tsaangi) (11,3 %), sont établis dans 4 provinces du pays : l'Ogooué-Lolo (G7), le Haut-Ogooué (G2) et la Ngounié (G4) et le Moyen-Ogooué (G3)
- les Tékés-Mbédés (Obambas) (14 à 6,9 %)
- les Mpongwès (sous-groupe Myènès) (15 à 5 %).

Viennent ensuite les Bakotas (ou Kotas, Ikotas ou Ba-Kotas), les Vungus, les Massangos (ou Massangus), les Myènès, etc. D'autres ethnies comptent seulement quelques centaines d'individus. Culturellement, certaines sont amenées à se fondre progressivement dans la masse et à perdre leur langue et leurs particularités.
Il est difficile de donner une liste exhaustive d'ethnies car certaines ne sont que des sous-ensembles d'autres groupes et tout dépend du niveau de détail utilisé.
Les noms ou orthographes peuvent varier pour désigner la même ethnie. En effet, le préfixe Ba est souvent la marque du pluriel dans les langues bantoues si bien que « Bapunu » et « Punu » désignent la même ethnie, envisagée au pluriel ou au singulier. On peut aussi trouver une forme plus ou moins francisée du même nom ; « Punu » et « Pounou » sont un seul et même mot différemment orthographié.

### Données sanitaires
L'indicateur sanitaire le plus préoccupant est le taux de mortalité infantile qui s'établit à 51 décès/1 000 naissances normales en 2010. Le programme des Nations unies pour le développement constate que, parmi les huit objectifs du millénaire, c'est celui qui a le moins progressé.
La prévalence du SIDA est, à l’instar de l’ensemble de l'Afrique, élevée, avec, en 2012, un taux de 4,1 % de personnes infectées dans la tranche d'âge 15-49 ans,. Ce taux est cependant en baisse constante depuis le maximum historique constaté en 2008,.
L'état sanitaire global du Gabon s'améliore, l'Organisation mondiale de la santé (OMS) constatant qu'« on assiste vraisemblablement à une transition du profil national vers un poids des maladies non transmissibles surpassant celui des maladies transmissibles ».
- Espérance de vie des hommes : 64,382 ans (2019)[171]
- Espérance de vie des femmes : 63 ans (2009)[171]
- Taux de croissance de la population : 1,9 % (en 2010)[172]
- Taux de natalité brut : 29,51 ‰ (en 2016)
- Taux de mortalité brut : 7,62 ‰ (est. 2016)[173]

### Éducation
Parmi les objectifs du millénaire, ceux concernant l'éducation (« Assurer l'éducation primaire pour tous ; promouvoir l'égalité des sexes et l'autonomisation des femmes ») sont en passe d'être atteints. En 2010, le « taux net de scolarisation dans le primaire » atteint 94,7 % en 2010 et « l'indice de parité entre sexes (IPS) dans l’enseignement primaire » s'établit à 96,7 % (2005). Le taux global d'alphabétisation de la population est un des plus élevés de la région à 85,4 % (en 2005),. En revanche, au niveau secondaire, l'efficacité du système d'enseignement est faible « marqué par des taux de redoublement (31 %) et d’abandons et d’exclusions élevés (20,1 % de taux d’exclusion), tout comme les résultats aux
examens nationaux (23 % de réussite au BEPC et 30 % au baccalauréat en 2007) ».

## Culture

### Arts traditionnels au Gabon

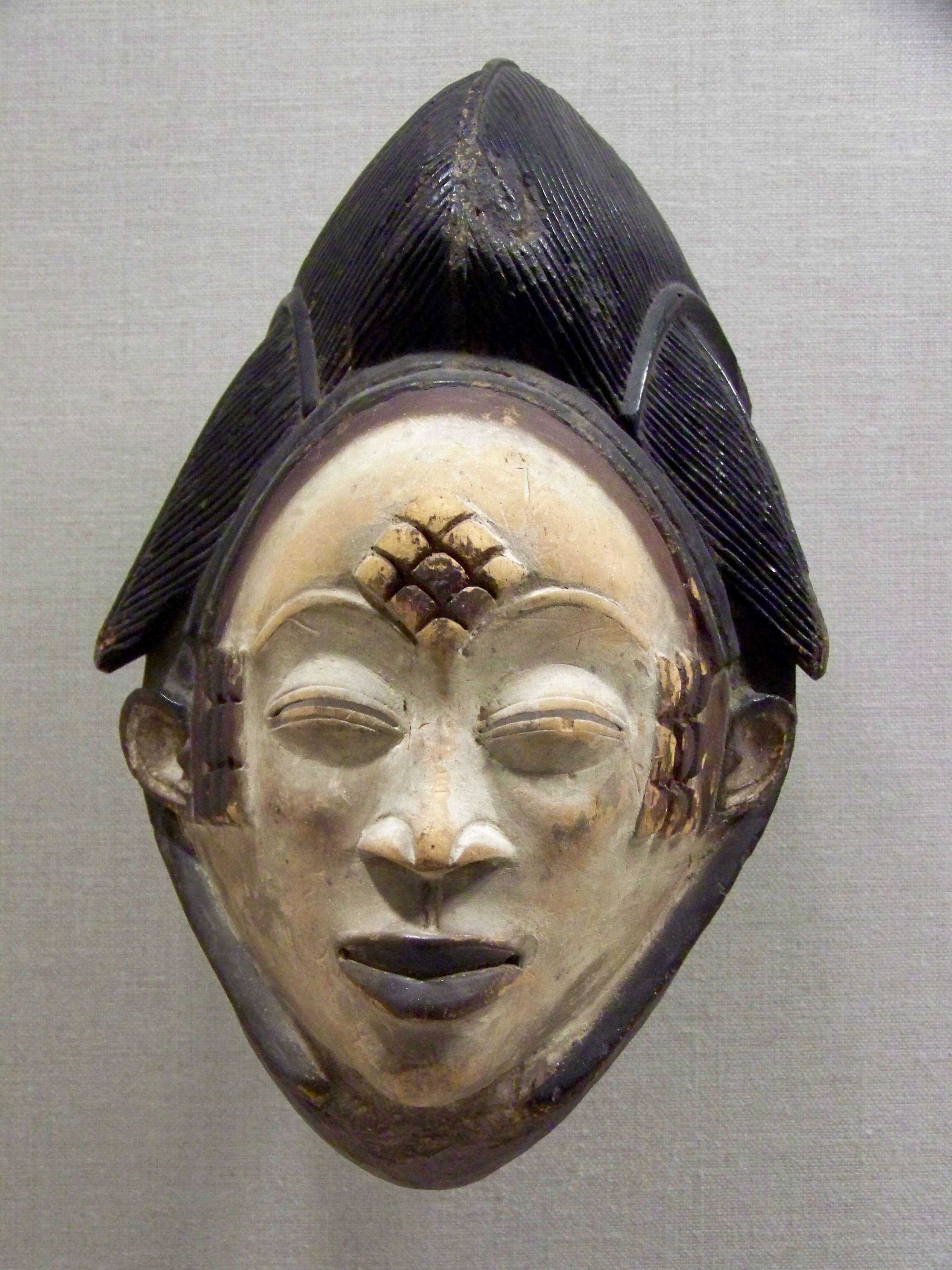
Masque de danse mukudji,
du peuple Punu.
Metropolitan Museum of Art

Les masques traditionnels ont une part importante dans la culture gabonaise. Chaque ethnie a ses propres masques aux significations et utilisations variées,. Ils sont fréquemment utilisés dans les cérémonies traditionnelles (mariage, naissance, deuil, etc.).
Les plus connus et les plus recherchés sur les grands marchés de l'art sont les masques téké, obamba, kota, punu et fang que l'on retrouve dans de grands musées européens, nord-américains et asiatiques,.

### Religions

#### Généralités
Avant la colonisation, les peuples du Gabon partageaient des croyances animistes caractérisées par des mythes et des rites variés mais ayant comme points communs le culte des ancêtres, dont l'esprit pouvait toujours influer sur l'existence des vivants, et le recours aux fétiches,. Il y eut, à partir du XIXe siècle, une véritable compétition entre missionnaires catholiques et protestants pour évangéliser les Gabonais,. En pratique, beaucoup de personnes associent aujourd'hui une foi chrétienne et d'anciennes croyances autochtones. Il faut noter le succès au Gabon de toutes sortes d'Églises, notamment évangéliques, inspirées de modèles américains ou africains.
Le Gabon est un pays membre de l'Organisation de la coopération islamique.

#### Christianisme

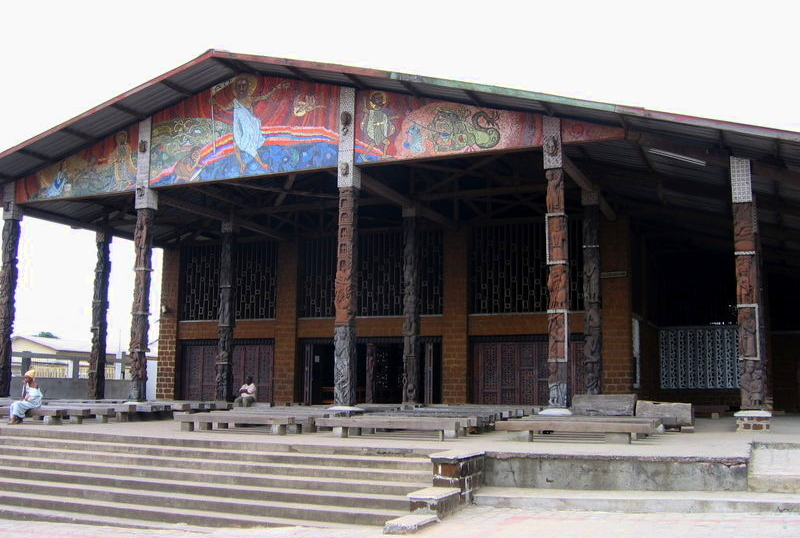
Église Saint-Michel de Nkembo à Libreville.

La population est estimée à 75 % catholique, 20 % protestante.
L'Église catholique au Gabon forme une province ecclésiastique composée de l'archidiocèse métropolitain de Libreville (depuis avril 1998) et de quatre diocèses : Franceville, Mouila, Oyem (de) et Port-Gentil.

#### Islam
Il existe dans le pays une minorité musulmane. Le World Factbook de la CIA l'estime à 9 %, le département d'État américain à 12 % composée essentiellement d'immigrés d'Afrique de l'Ouest. Le président gabonais, Ali Bongo est devenu musulman, comme son père, Omar Bongo, converti en 1973.

#### Franc-maçonnerie

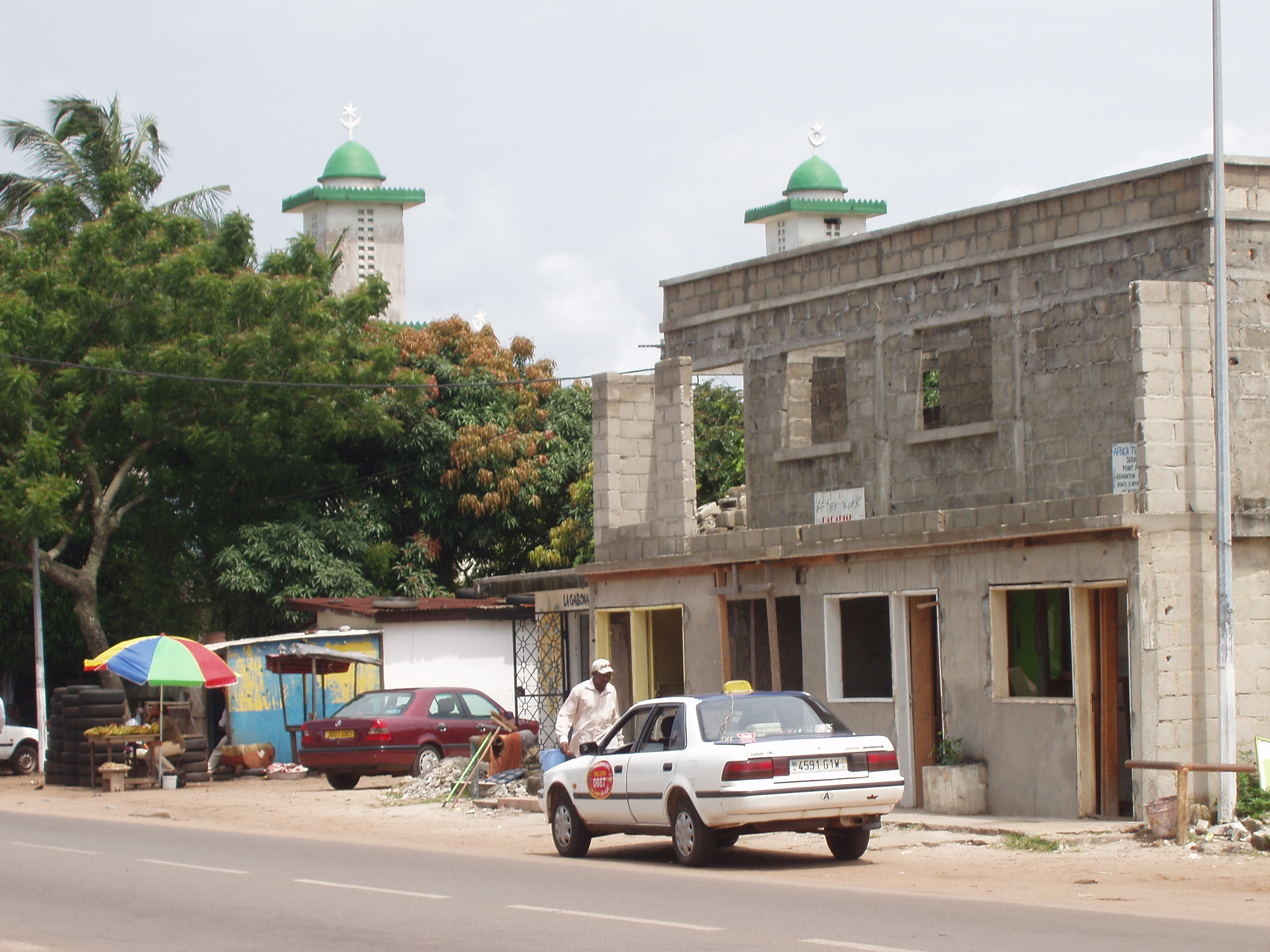
Mosquée à Port-Gentil.

La franc-maçonnerie au Gabon compte un nombre notable d'adhérents. Il existe une « Grande Loge du Gabon », appartenant à la même obédience que la GNLF (Grande Loge nationale française) et un « Grand rite équatorial gabonais ».

#### Mouvements ésotérico-religieux
Il existe aussi un mouvement rosicrucien au Gabon,.
Les rites et traditions mystiques ethniques, en lien avec la symbolique des masques, de la musique et des danses sont encore très présents au Gabon, particulièrement le Bwiti qui s'est largement diffusé.
On retrouve notamment :
- Bwiti[200],[201]
- Ndjembé[202]
- Ndjobi[203],[204]
- Mouiri ou mwiri[205],[206]
- Mvett[207],[208]
- Byeri[209],[210]

### Musique et danses
La musique gabonaise plonge ses racines dans la musique traditionnelle. La musique d'aujourd'hui est un mélange de sonorités traditionnelles et modernes. Les danses typiques gabonaises sont l'ingwala de l'ethnie Nzebi, l'eko de l'ethnie Fang, l'ikokou et le mbouanda des Punus ainsi que les danses mpongwè et téké. En 2016, afin de valoriser ce patrimoine, une association socioculturelle décide d'organiser le tournoi des 9 provinces, le premier concours de danses traditionnelles africaines au Gabon, dans les vestiges du CICIBA.

### Littérature
Comme de nombreux pays africains jusqu'au XXe siècle, la littérature du Gabon reposait essentiellement sur une riche tradition orale qui comprend un corpus de fables, de légendes, de contes et d'épopées tels le chant épique Mvett chez les Fang, ou l'Ingwala chez les Nzebi que certains conteurs anciens et modernes s'efforcent de maintenir vivants. Les épopées fang, par exemple, ont fait l’objet de transcription et traduction par Philippe Tsira Ndong Ndoutoume, Daniel Assoumou Ndoutoume et Herbert Pepper, dont les ouvrages sont devenus incontournables dans la connaissance et l'étude du Mvett. Vincent de Paul Nyonda, davantage connu comme dramaturge, est l'auteur d'un récit mythique et populaire de l'ethnie gisir intitulé Épopée Mulombi (1987). Le poète et romancier Maurice Okoumba-Nkoghe a transmis à la postérité le récit Olende : une épopée du Gabon (1989), tiré d'une des douze branches de l'olende, celle des « fantômes ». Il s'agit d'une quête initiatique d'amour et de vérité dans les mondes visibles et invisibles pour découvrir les lois fondamentales de la vie. Okoumba-Nkoghe est également l'auteur de l'épopée Nzébi (2001), qui retrace la genèse de ce peuple d’Afrique centrale.
Dans le registre des contes et des légendes, le révérend père Henri Trilles, de même qu'André Raponda-Walker (1871-1968) ont publié, chacun, une anthologie de Contes gabonais, rassemblés au cours de leur longue existence auprès des populations gabonaises. D'innombrables autres auteurs ont poursuivi le travail de collecte de la littérature orale gabonaise : Jean-Martin Nzamba, Contes et débats traditionnels chez les punu, présente l'usage des contes dans le contexte du deuil et du mariage traditionnel ; Nza Mateki, Contes autour du feu (2004) ; Estelle Florence Ondo, Les Contes du soir (2012). Ce récit invite à être attentif aux sonorités de la nuit et de la forêt tant elles sont chargées de significations. Sur l'île et dans la savane se côtoient les hommes et les animaux avec les divers caractères : cruauté, tendresse, ruse... Dans ces contes imaginés ou inspirés des traditions orales fang, le fantastique se mêle à l'humour pour le bonheur de la communauté. Mythes et légendes fang (2009) de Paulin Nguema-Obam propose une herméneutique du mythe fondateur du peuple fang à partir de « Eyo », dont le souffle engendra « Aki Ngos », l'œuf de cuivre qui, en éclatant, donna naissance à la vie. Ce texte propose aussi une analyse des légendes de Ngourangourane et de Ozamboga qui sont une remémoration symbolique de la migration des Fang. La culture fang naît à Ozamboga par la création du conseil des sages et la célébration du culte des ancêtres. La condition humaine fournit le mythe de l'Evu qui régit toutes les croyances fang. Les dieux, les esprits célestes sont absents des mythes et des légendes fang. Le devant et l'arrière de la scène sont occupés par l'Homme. Car, pour les Fang, les mythes, les légendes ne racontent pas l'histoire des dieux, mais celle de l'Homme et des Ancêtres.

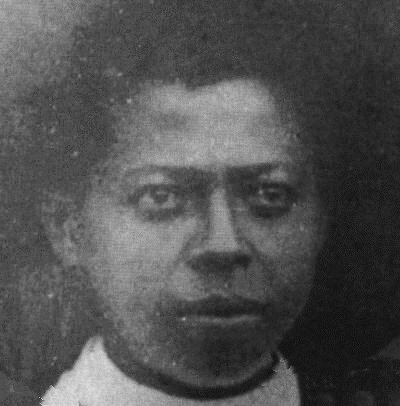
Raponda Walker

Chez les Punu, l’artiste conteur Mabik-ma-Kombil a réalisé un travail sur l’origine d’une importante tradition orale africaine : Ngongo des initiés en hommage aux pleureuses du Gabon,. La tradition de « l’oralitude » est très présente dans la musique gabonaise à travers les conteurs et les bardes anciens ; elle est surtout prégnante chez des artistes tels que Pierre-Claver Akendengue, Pierre-Claver Zeng,,, Hilarion Nguema, Jean-Christian Mackaya, alias Mackjoss, Annie-Flore Batchiellilys, François Ngwa, Alexis Abessole, Prospère Nzé, Tita Nzébi, qui font de la musique un lieu de transmission de la culture ancienne, des idéaux politiques et philosophiques.
Se situant dans la continuité de l'oralité, la littérature gabonaise émerge par la poésie (Ndouna Dépénaud, Wisi Magangue-Ma-Mbuju, Georges Rawiri, Moïse Nkoghe Mvé). Les écrivains vont aborder le genre romanesque à partir des années 1970 et surtout 1980, genre qui culminera en 1985 avec la parution de l'ouvrage de Laurent Owondo, Au bout du silence. De loin, le meilleur écrivain gabonais pour la pureté de son écriture et la profondeur philosophique des questions abordées dans son œuvre, Laurent Owondo est aussi un dramaturge talentueux. En 1990, parut sa pièce La folle du gouverneur conçue à l'occasion d'une résidence d'écriture à Limoges, en France. D'autres auteurs vont apparaître avec des récits qui abordent des thèmes socio-politiques et féministes examinant la place de la femme dans la société africaine. C'est le cas de Robert Zotoumbat, Histoire d'un enfant trouvé, d'Angèle Rawiri avec Fureurs et cris de femmes (1989), Auguste Moussirou-Mouyama, Parole de vivant (1992), Ludovic Obiang, L'enfant des masques (1999). Jean Divassa Nyama se révèle un des auteurs les plus prolifiques de la nouvelle génération dont les romans connaîtront un certain succès national et international. En 1997, il publie La vocation dignité, suivi de Oncle Mâ et Le bruit de l'héritage (2001). Freddy-Hubert Ndong Mbeng publie Les matitis, qui cherche à dépeindre la dure réalité de la vie des jeunes à Libreville au début des années 1990. Dans La mouche et la glu, Maurice Okoumba-Nkoghé présente un amour impossible entre deux jeunes gens. Au tournant des années 2000, apparut une autre vague d'écrivains composée essentiellement de femmes,: Peggy Lucie Auleley, Rêves d'enfants (1998), Chantal-Magalie Mbazoo-Kassa, Sidonie (2001), Justine Mintsa, histoire d'Awu (2000), Honorine Ngou, universitaire et essayiste, Sylvie Ntsame, en même temps propriétaire d'une maison d'éditions éponyme. Quant à Bessora, elle est davantage une écrivaine francophone, de racines partiellement gabonaises, qui commence à publier à la fin des années 1990 et reçoit des prix littéraires pour Les taches d'encre (2001) et Cueillez-moi jolis messieurs… (2007). La littérature gabonaise n'a cessé de s'enrichir avec des auteurs qui ont la double casquette de romancier et essayiste. Dans cette catégorie, on retrouve le diplomate Joel-Eric Bekale, écrivain prolifique, lauréat du Prix Ousman Sembène en 2018 pour l'ensemble de son œuvre ; Grégoire Biyogo, auteur d'ouvrages académiques, d'une trilogie romanesque (Orphée Négro, Homo Viator, La terre promise) et d'un recueil de poèmes, Au bout de l'enfer : running away (2011) ; Marc Mvé Bekale, Les limbes de l'enfer (2001). À propos de ces trois écrivains, le critique français Daniel S. Lagrange remarque : « Des poètes comme Grégoire Biyogo et des romanciers, tels Éric-Joël Bekale et Marc Mve Bekale élaborent des procédures narratives inspirées du Mvett, particulièrement à partir du maître Tsira Ndong Ndoutoume ». Daniel Mengara, enseignant installé aux États-Unis publie Mema en anglais (2003), Jean-René Ovono Mendame, Le savant inutile (2007), Bellarmin Moutsinga, La malédiction de la côte (2009), Rodolphe Ndong Ngoua, Les âmes se consument en silence (2020).
Dans cette nouvelle génération d'écrivains, Janis Otsiemi semble occuper une place à part. Non seulement il s'est spécialisé dans le roman policier à succès, mais il est aussi un essayiste talentueux qui commence à publier dès l’âge de 24 ans. On note également, depuis une dizaine d'années, l'apparition des auteurs de bandes dessinées, parmi lesquels Pahé, de son vrai nom Patrick Essono Nkouna, Jean Juste Ngomo et Privat Ngomo, Alum Ndong Minko, acte I, l’affront (2012). Ngomo est aussi auteur d'œuvres littéraires (Nouvelles d'Ivoire et d'outre-tombe, Nouvelles du Como et de nulle part) qui puisent leur inspiration dans le mysticisme, l'épouvante et le fétichisme gabonais,.
L’essai est un genre littéraire consacré à la réflexion sur un thème spécifique. Il porte sur des questions philosophiques, éthiques, politiques, culturelles, esthétiques, etc. Initialement, ce genre littéraire est né au Gabon à partir d’un effort d’exploration des valeurs culturelles du pays avant de prendre une orientation académique avec de nombreuses publications issues de recherches universitaires approfondies. L’essai politique connaît particulièrement un essor avec l'avènement des Conférences nationales de 1990, lorsque la parole, partout en Afrique francophone, se libéra, donnant lieu à des écrits assez critiques contre les régimes politiques en place. Dans ce genre, on peut classer les textes de Martin Edzodzome-Ella, parmi lesquels De la démocratie au Gabon (1993). Cet ouvrage, qui fait écho à Alexis de Tocqueville, De la démocratie en Amérique, entreprend une déconstruction des institutions politiques du Gabon dans un effort de « renouveau national ». De même, Guy Rossatanga-Rignault, universitaire à la production prolifique et au champ de réflexion relativement vaste, produit des essais qui cherchent à renouveler le questionnement sur l’ethnicité, la sociologie politique au Gabon, les sources anthropologiques du droit africain, le relativisme démocratique, ainsi que l'État africain moderne. Dans Qui t’a fait roi ? Légitimité, élections, et démocratie en Afrique (2011), il examine les procédures électorales en Afrique pour souligner leurs faiblesses et montrer que la démocratie, loin d’être un produit fini, reste un édifice imparfait, dont on doit chaque fois adapter l’architecture et la structure. Cette approche relativiste de la démocratie est battue en brèche par Marc Mvé Bekale dans Gabon, la postcolonie en débat (2003) et démocratie et mutations culturelles en Afrique noire (2005). À l’instar de Martin Edzodzome-Ella, Marc Mvé Bekale mène une lecture critique du modèle institutionnel inspiré de la Ve République française pour montrer que son instauration en Afrique a donné lieu à un régime « hyperprésidentiel », source de dérives dictatoriales, assimilées au « nihilisme d’État » (Gabon : éthique de la résistance face au nihilisme d’État, 2020), du fait qu’un tel régime neutralise l’État de droit et les fondements de la démocratie libérale. Dans le courant analytique du modèle politique gabonais, l’on trouve Janis Otsiemi, Guerre de succession au Gabon : les prétendants (2007), Les Hommes et les femmes d'Ali Bongo Ondimba (2011) ; Wilson-André Ndombet, Renouveau démocratique et pouvoir au Gabon (1990-1993) (2009) ; Emmanuelle Nguema Minko, Gabon : l’unité nationale ou la rancune comme mode de gouvernance (2009) ; Grégoire Biyogo, Omar Bongo l’insoumis (2008) ; Télesphore Ondo, Plaidoyer pour un nouveau régime politique au Gabon (2012). L’autopsie de l'État postcolonial gabonais atteint sa phase radicale avec Daniel M. Mengara, Le Gabon en danger. Du devoir de réforme au devoir de violence (2020), une somme qui fait le tour d'horizon de la vie politique gabonaise depuis la Conférence nationale de 1990 et propose des pistes de transformation de la société gabonaise.

### Cinéma
Comme celui d'autres pays africains, le cinéma gabonais souffre d'un manque de moyens financiers, du petit nombre de salles de projection disponibles dans le pays (qui préfèrent, d'ailleurs, diffuser de grandes productions commerciales) et d'un manque de public,. C'est encore à l’Institut français du Gabon (ex « centre culturel français de Libreville »), qui possède une salle de projection, qu'on a le plus de chances de voir un film gabonais.
Néanmoins, un certain nombre de films, principalement des courts-métrages, ont été produits depuis les années 1970. Plusieurs cinéastes gabonais ont d'ailleurs été primés au Festival panafricain du cinéma et de la télévision de Ouagadougou (FESPACO). Il s'agit de Philippe Mory qui tourne en tant que réalisateur en 1971 le premier long-métrage gabonais, Les tam-tams se sont tus. Considéré comme un précurseur et comme le père du cinéma gabonais, il joue son premier grand rôle dans le film français On n'enterre pas le dimanche (prix Louis-Delluc 1959) de Michel Drach, qui fait de lui une vedette internationale. Il est ainsi le premier comédien d'Afrique noire à tenir un rôle principal dans un film français,.
Le Festival panafricain du cinéma et de la télévision de Ouagadougou (FESPACO) reconnaîtra aussi Pierre-Marie Dong en 1972 et 1973 pour des courts-métrages, Imunga Ivanga pour son film Dôlè (l'argent) et Henri Joseph Koumba Bibidi pour Les couilles de l'éléphant (meilleure musique) en 2001 ; ce dernier film sera un grand succès africain, diffusé dans au moins huit autres pays. Imunga Ivanga reçoit le Tanit d'or des Journées cinématographiques de Carthage (JCC) pour Dolè. En 2013, le FESPACO consacre une journée à une rétrospective du cinéma gabonais.
Un feuilleton produit en 1994 pour la télévision gabonaise, l'Auberge du Salut, a connu un réel succès dans le pays et a été diffusé dans d'autres pays d'Afrique (Côte d'Ivoire et Burkina Faso).
Le Centre national du Cinéma gabonais (CENACI), devenu en 2010 l'IGIS (Institut gabonais de l'image et du son), dirigé jusqu'en 2009 par Charles Mensah puis par Imunga Ivanga, s'efforce de soutenir la production de films de réalisateurs gabonais.
En 2018, le documentaire Boxing Libreville d'Amédée Pacôme Nkoulou, qui met en parallèle la vie de Christ, jeune boxeur de Libreville et l'élection présidentielle gabonaise de 2016, a été sélectionné dans de nombreux festivals en Afrique et en Europe et a reçu le prix du meilleur documentaire au Festival de cine africano de Tarif (Espagne) et le Prix spécial du jury du Festival international du film documentaire d'Agadir (Maroc).

### Sport
Le football est le premier sport au Gabon. Le pays dispose d'un championnat professionnel de football à 14 clubs, la LINAF. En 2011, le Gabon est champion d'Afrique de football des moins de 23 ans. En 2012, il co-organise la coupe d'Afrique des nations de football avec la Guinée équatoriale ; il atteint le stade des quarts de finale. Le Gabon accueille la Coupe d'Afrique des nations de football 2017.
Une palette d'autres sports existe dans le pays, tels l'athlétisme, le basket-ball, la boxe et les sports de combat, le cyclisme, avec la Tropicale Amissa Bongo, compétition internationale équivalent à un « Tour du Gabon cycliste » ainsi que le marathon du Gabon qui se déroule tous les ans, en novembre, dans les rues de Libreville.
Le Gabon est aussi une destination touristique pour la pêche sportive (au tarpon notamment) avec les sites de Setté Cama et la lagune Fernan Vaz.
Le Gabon a participé à dix éditions des Jeux olympiques d'été (jamais aux Jeux olympiques d'hiver). Aux Jeux olympiques de Londres, en août 2012, le Gabon obtient la première (et pour l'instant la seule) médaille olympique de son histoire grâce à Anthony Obame qui remporte la médaille d'argent en taekwondo dans la catégorie des plus de 80 kg,. Le même devient champion du monde de taekwondo en plus de 87 kg, le 20 juillet 2013,.

## Ordres et décorations
- Ordre de l’Étoile équatoriale ;
- Ordre national du Mérite ;
- Ordre de l’Éducation nationale ;
- Ordre militaire de la Panthère noire ;
- Ordre du mérite agricole gabonais.

## Personnalités gabonaises
Cette liste énumère des personnalités gabonaises ou d'origine gabonaise.

### Politique
- Léon Mba, homme politique, premier président du Gabon.
- Omar Bongo, homme politique, deuxième président du Gabon, au pouvoir pendant près de 42 ans.
- Jean-Hilaire Aubame, homme politique, opposant.
- Paul Mba Abessole, homme politique, opposant à Omar Bongo au sortir de la conférence nationale de 1990, chef de l'opposition jusqu'en 2002, dirigeant du Rassemblement national des bûcherons, cofondateur du MORENA (Mouvement de redressement national, parti politique).
- André Mba Obame, homme politique, plusieurs fois ministre sous Omar Bongo, et qui devient opposant à la mort de ce dernier.
- Ali Bongo, fils d'Omar Bongo, ancien ministre de la Défense, président du Gabon de 2009 à son renversement par un coup d'État le 30 août 2023.
- Germain Mba, opposant d'Omar Bongo, assassiné dans les années 1970.
- Jean Ping, homme politique, longtemps ministre des Affaires étrangères et ancien président de la commission de l'Union africaine.
- Pierre Mamboundou, homme politique, opposant jusqu'à sa mort en 2011.
- Georges Rawiri, homme politique, plusieurs fois ministre et président du Sénat décédé en 2005.
- Rose Francine Rogombe, présidente par intérim en 2009 lors du décès d'Omar Bongo et présidente du Sénat jusqu’à sa mort en 2015.

### Militaire
- Charles N'Tchoréré, militaire ayant servi en tant que capitaine pour la France lors des deux guerres mondiales.

### Sport
- Pierre-Emerick Aubameyang, footballeur international gabonais.
- Daniel Cousin, footballeur gabonais qui a longtemps évolué en France (RC Lens).
- Ruddy Zang-Milama, sprinteuse, championne d'Afrique du 100 m en 2012.
- Stéphane Lasme, joueur de basket-ball ayant évolué chez les Warriors de Golden State et au Heat de Miami en NBA.
- Théodore Zué Nguéma, footballeur international, attaquant, il est le meilleur buteur de la sélection nationale avec 31 buts.
- Anthony Obame, taekwondoka, premier médaillé de l'histoire du Gabon aux Jeux olympiques lors de l'édition 2012 à Londres dans la catégorie des plus de 80 kg (médaille d'argent).
- Jérôme Efong Nzolo, premier arbitre noir du championnat de Belgique de football, il a remporté 4 fois le titre de meilleur arbitre de ce championnat (2007, 2008, 2009 et 2013[264]).
- Chris Silva, joueur de basket-ball.

### Littérature
- André Raponda-Walker (1871-1968), prêtre, linguiste, dictionnariste, ethnographe, premier prêtre gabonais (1995), Rites et croyances des peuples du Gabon (1962).
- Vincent de Paul Nyonda (1918-1995), dramaturge, homme politique. Le Combat de Mbombi, L'Émergence d'une nouvelle société, Bonjour, Bessieux (1979), La Mort de Guykafi, Deux albinos à la Mpassa, Le Soûlard (1981), puis Le Roi Mouanga (1988).
- Georges Rawiri (1932-2006), poète, politique, diplomate. Le Train de la forêt vierge ou l'Épopée du Transgabonais (1985).
- Justine Mintsa (1949-), universitaire, romancière, Un seul tournant Makôsu : journal (1994), Histoire d'Awu (2000), Larmes de cendre (2012).
- Maurice Okoumba-Nkoghé (1954-), poète, romancier, professeur. Paroles vives écorchées (1979), La Mouche et la glu (1984), Olendé, une épopée du Gabon (1985), La Courbe du soleil (2016).
- Angèle Rawiri (1954-2010, Ntyugwetondo), romancière. Elonga (1980), Gʾamèrakano au carrefour (1983), Fureur et cris de femme (1989).
- Jean Divassa Nyama (1962-)[265], écrivain, journaliste, critique littéraire. La Calebasse (1987-2008), Oncle Mâ (1991), La Vocation de Dignité (1997), Le Bruit de l’héritage (2002), Opumbi (2010), Le Roi de Libreville (2011), L’Amère Saveur de la liberté (2013-2014).
- Chantal Magalie Mbazoo Kassa (1967-), poétesse francophone, romancière. Noir, le sang de ma terre (1998), Sidonie (2001), FAM ! (2003), Amours infirmes (2013), Chienne de vie ! (2016).
- Sylvie Ntsame (vers 1970), romancière (jeunesse). La Fille du Komo (2004), Malédiction (2005), Mon amante, la femme de mon père (2007), Femme libérée battue (2010).
- Alice Endamne (1974-), romancière franco-gabonaise. C’est demain qu'on s'fait la malle (2008), Garçons et filles (2010), Mal acquise (2015), Volatilisée (2022).

### Musique
- Patience Dabany, chanteuse.
- Lord Ekomy Ndong, rappeur du groupe Movaizhaleine.
- Pierre Akendengué, chanteur de folklore.
- Oliver N'Goma, chanteur d'afrozouk.
- Shan'L, chanteuse de variétés

### Cinéma
- Philippe Mory (1935-2016), acteur, scénariste et réalisateur.

Père du cinéma gabonais, il est aussi l'un des pionniers des cinémas d'Afrique noire. Parmi ses films les plus connus figurent, Les tam-tams se sont tus, Les Couilles de l'éléphant, Le Grand Blanc de Lambaréné ou encore Le Collier du Makoko. Il est également le premier comédien d'origine africaine à tenir un rôle principal dans un film français avec On n'enterre pas le dimanche de Michel Drach.
- Serge Abessolo (1970-), acteur, humoriste, présentateur et producteur.

Il est notamment connu pour ses rôles dans Le Virus de Bleu Brigitte, Le Mec idéal d'Owell Brown, Les Couilles de l'éléphant, où il partage l'affiche avec Philippe Mory et l'actrice française Nadège Beausson-Diagne — qu'il retrouvera plus tard dans Inspecteur Sori : le mamba aux côtés d'Ériq Ebouaney et du rappeur Passi. Il est aussi connu pour sa participation à la série télévisée de Canal+ Cacao. Il est depuis le 17 décembre 2021 le directeur général de l’Institut gabonais de l’image et du son.
- Henri-Joseph Koumba Bididi, réalisateur de cinéma.

Il collabore à plusieurs reprises avec Philippe Mory et Jean-Claude M'Paka.
- Luc Bendza, acteur et artiste martial gabonais-chinois.

Il est connu pour son rôle de boxeur Jesse Glover dans La Légende de Bruce Lee.
- Jann Halexander, chanteur, acteur et réalisateur franco-gabonais.

- Pauline Mvélé, actrice, scénariste et réalisatrice de documentaires.

- Jean-Claude M'Paka, acteur.

Il est connu pour L'Auberge du salut (1995) et Les Couilles de l'éléphant (2000).
- Alain Moussi, acteur canadien et gabonais.

Spécialisé dans les arts martiaux, notamment le ju-jitsu, le jiu-jitsu brésilien, le kick-boxing et les arts martiaux mixtes, il endosse brièvement le costume de Batman dans la série télévisée DC Titans.
- David Baiot, acteur franco-gabonais.

Il est notamment connu pour son rôle de Djawad Sangha dans la série Plus belle la vie de 2009 à 2017.
- Melchy Obiang, réalisateur gabonais connu notamment pour Le Prix de la trahison, Le Silence des femmes et Le Secret des Vierges.

### Mannequins
- Eudoxie Mbouguiengue, mannequin et philanthrope. Elle est la fondatrice de l'organisation Unspoken Angels Foundation. Elle est mariée au rappeur américain Ludacris. Elle est également influenceuse.
- Marie-Noëlle Ada, mannequin, et reine de beauté. Elle est directrice générale adjointe de la chaine d'information nationale Gabon 24 depuis février. Elle a été élue Miss Gabon en 2012.
- Ruth Jennifer Ondo Mouchita, reine de beauté gabonaise, élue Miss Gabon en 2013.

### Militants
- Grégory Ngbwa Mintsa (mort à 57 ans le 10 avril 2014[266],[267]), lauréat du prix de l’intégrité de Transparency International 2010[268].
- Marc Ona Essangui (en), prix Goldman pour l'environnement 2009[269],[270], président de Tournons la page.

## Télécommunications
- Lignes de téléphone fixe : 18 700 (2014)[271] ;
- Téléphones portables : 2 942 719 (2014)[272] ;
- Utilisateurs d'Internet : 122 740 (2011)[273] ;
- Nombre de fournisseurs d'accès Internet : 6 (2014)[274].

### Filmographie
- Talents du Gabon, films documentaires gabonais réunis par Roland Duboze et Nathalie Valentin, Play Film, Paris, 2007, 156 min (DVD).
- Les sentiers de l'intégration, Gabon, film documentaire de Léonard Odambo, Unesco, Paris, 2006, 49 min (DVD).